# Urbanisme de Barcelona

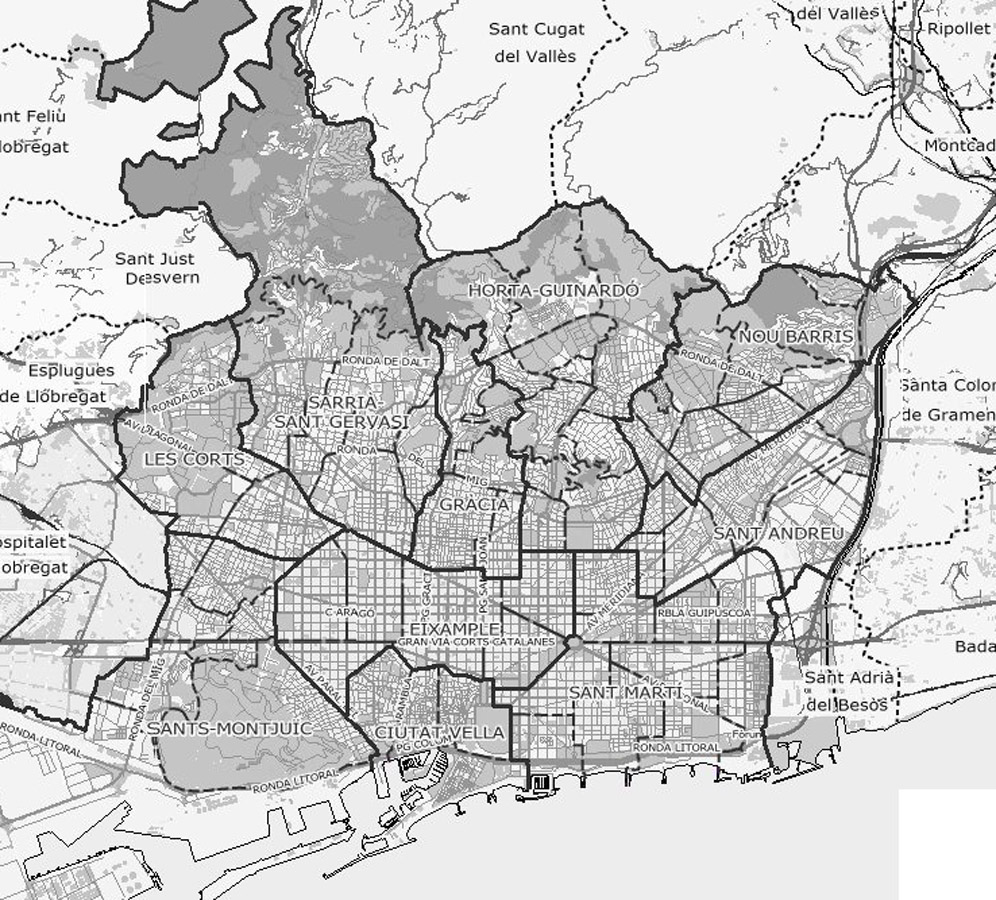
Plànol de Barcelona.

L'urbanisme de Barcelona s'ha desenvolupat conforme a l'evolució històrica i territorial de la ciutat, i d'acord amb altres factors definitoris de l'espai públic, com l'arquitectura, les infraestructures urbanes i l'adequació i manteniment d'espais naturals, parcs i jardins.
L'evolució urbanística de la Ciutat Comtal ha estat constant des de la fundació en l'època romana fins a l'actualitat, si bé ha estat des del segle xix que s'ha accentuat gràcies al pla d'Eixample i l'agregació de municipis limítrofs. Cal remarcar que fins al segle xix la ciutat era encotillada per les muralles medievals, en tenir la consideració de plaça militar, per la qual cosa el creixement era limitat. La situació va canviar amb l'enderrocament de les muralles i la donació a la ciutat de la fortalesa de la Ciutadella, la qual cosa va propiciar l'expansió de la ciutat pel pla adjacent, fet que es va plasmar en el projecte d'Eixample elaborat per Ildefons Cerdà, que va suposar la major ampliació territorial de Barcelona. Un altre augment significatiu de la superfície de la capital catalana va ser l'annexió de diversos municipis adjacents amb Barcelona, entre finals del segle xix i començaments del segle xx, la qual cosa va motivar un Pla d'Enllaços elaborat el 1903. Posteriorment, el desenvolupament urbanístic va estar marcat per l'augment de la població a causa de la immigració, fet que va comportar diversos projectes urbanístics com el Pla Comarcal de 1953 o el Pla General Metropolità de 1976. Igualment, l'adequació de l'espai urbà de la ciutat s'ha vist afavorida entre els segles segle xix i segle xxi per diversos esdeveniments celebrats a la ciutat, com l'Exposició Universal de 1888, la Internacional de 1929, el XXXV Congrés Eucarístic Internacional de 1952, els Jocs Olímpics de 1992 i el Fòrum Universal de les Cultures de 2004.
El desenvolupament urbà en aquests últims anys i l'aposta pel disseny i la innovació, així com la vinculació de l'urbanisme amb els valors ecològics i la sostenibilitat, han convertit la capital catalana en una de les ciutats europees més capdavanteres en el terreny urbanístic, fet que ha estat reconegut amb nombrosos premis i distincions, com el Premi Príncep de Gal·les d'Urbanisme de la Universitat Harvard (1990) i la Medalla d'Or del Reial Institut d'Arquitectes Britànics (RIBA) el 1999. El treball realitzat i els reconeixements rebuts han portat a parlar d'un «Model Barcelona» d'urbanisme, que ha servit de guia per a nombroses ciutats que han emprès camins semblants.

## Geografia i localització

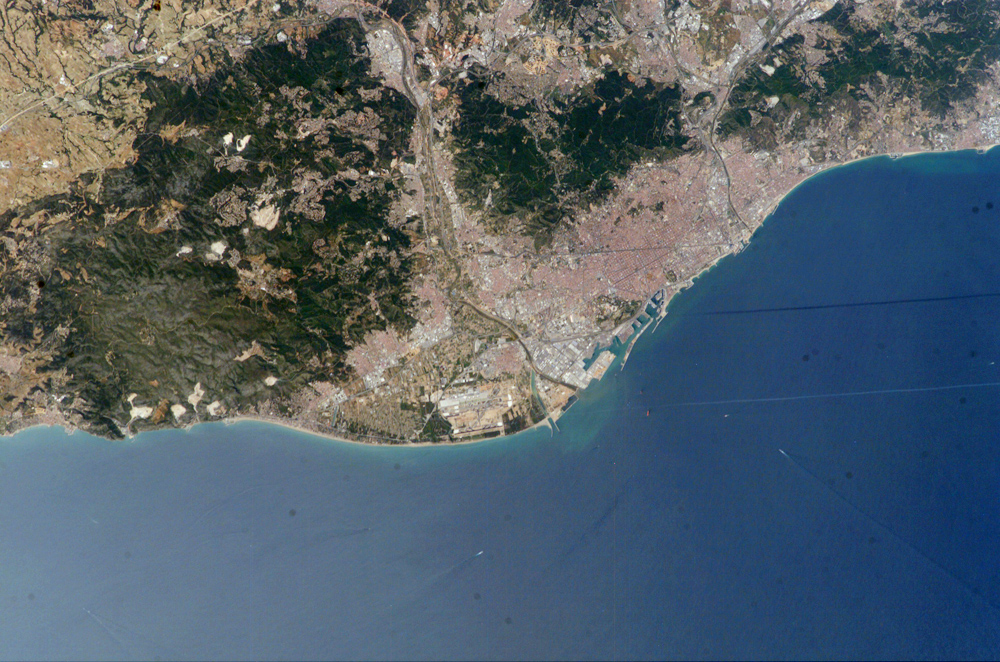
Vista aèria de Barcelona.

Barcelona, capital de Catalunya, es troba al sud-oest d'Europa, en la costa mediterrània. Es situa entre els 41° 16' i 41° 30' Nord de latitud i entre els 1° 54' i 2° 18' Est de longitud. Amb una superfície de 102,16 km², està situada en una plana d'uns 11 km de llarg i 6 d'ample, limitada en els seus costats pel mar i per la serra de Collserola —amb el cim del Tibidabo (516,2 m) com a punt més alt—, així com pels deltes dels rius Besòs i Llobregat. Per sobre de la línia de la costa i separant la ciutat del delta del Llobregat es troba la muntanya de Montjuïc (184,8 m). Tanmateix, des de la serra de Collserola s'avancen en el pla diversos turons que segueixen una línia paral·lela a la serralada Litoral: són els turons de la Peira (133 m), la Rovira (261 m), el Carmel (267 m), la Creueta del Coll (249 m), el Putget (181 m) i Monterols (121 m).
El pla de Barcelona no és uniforme, sinó que presenta diverses ondulacions originades pels múltiples torrents que antany solcaven el terreny, i té així mateix una inclinació uniforme des del mar fins a la serra de Collserola, amb una ascensió d'uns 260 m. Està solcat per diverses falles, principalment la que separa la serra de Collserola dels turons que s'avancen en el pla, d'orientació nord-est-sud-oest, i la que separa la muntanya de Montjuïc de la costa. El terreny està format per un substrat de pissarres i formacions granítiques, així com argiles i roques calcàries. La costa estava ocupada antigament per marismes i albuferes, que van desaparèixer en anar avançant la línia de costa gràcies als sediments aportats pels rius i torrents que desembocaven a la platja; es calcula que des del segle vi aC la línia de costa ha pogut avançar uns 5 km. La zona del pla estava antigament solcada per nombrosos torrents i rieres, que s'agrupaven en tres sectors fluvials: la riera d'Horta a la zona propera al riu Besòs (o zona de llevant); la riera Blanca i el torrent Gornal a la zona del Llobregat (o zona de ponent); i, a la zona central del pla, un conjunt de rieres procedent del vessant meridional del Tibidabo, com les rieres de Sant Gervasi, Vallcarca, Magòria i Collserola.
El clima és mediterrani, d'hiverns suaus gràcies a la protecció que l'orografia del terreny ofereix al pla, que queda protegit dels vents del nord. La temperatura sol oscil·lar entre els 9,5 °C i els 24,3 °C, com a mitjana. Presenta poca pluviometria, uns 600 mm anuals, i la majoria de precipitacions es produeix a la primavera i tardor. Aquesta escassetat va provocar que antany s'hagués de fer nombroses obres per proveir d'aigua la ciutat, entre pous, canals i séquies. La vegetació pròpia de la zona està composta principalment per pins i alzines, i sotabosc de bruc, marfull, arboç i plantes enfiladisses. Antany es va practicar l'agricultura tant de secà com de regadiu —principalment vinyes i cereals—, si bé avui dia la pràctica totalitat de la superfície està construïda.
Barcelona, capital de la comarca del Barcelonès i de la província de Barcelona, és el nucli urbà més important de Catalunya en l'àmbit demogràfic, polític, econòmic i cultural. És la seu del Govern de Catalunya i del Parlament de Catalunya, així com de la Diputació provincial i de l'arquebisbat, i compta amb un port, un aeroport i una important xarxa de ferrocarrils i carreteres. Amb una població d'1.604.555 habitants el 2015, és la segona ciutat més poblada d'Espanya després de Madrid, i l'onzena de la Unió Europea.

## Divisions administratives

Districtes de Barcelona.

Barcelona està dividida en 10 districtes i 73 barris:
- Ciutat Vella (4,49 km², 100.685 habitants): es correspon amb el nucli antic de la ciutat, el derivat dels períodes romà i medieval, més el barri de la Barceloneta, creat al segle xviii. Aquesta zona va rebre molta immigració de la resta d'Espanya durant els segles xix i xx, instal·lada principalment als barris de Sant Pere i el Raval; així ha seguit durant el segle xxi, tot i que amb immigrants d'altres països. Aquest districte té la població més envellida i de més baix nivell socioeconòmic de la ciutat, encara que en el nou mil·lenni s'ha iniciat un lent procés de gentrificació en paral·lel als plans de desenvolupament urbanístic realitzats en el districte. En ser la part més antiga de la ciutat té nombrosos monuments i obres arquitectòniques d'interès, fet pel qual és un important focus d'atracció turística. D'altra banda, alberga les més importants institucions de la ciutat, com l'Ajuntament o la Generalitat de Catalunya.[14]

- Eixample (7,46 km², 263.565 habitants): aquest districte va sorgir de l'ampliació de la ciutat antiga després de l'enderrocament de les muralles, gràcies al Pla Cerdà elaborat per Ildefons Cerdà. És un districte densament poblat, ja que en els seus inicis va ser sobretot una zona residencial on es van allotjar les famílies benestants després d'abandonar la part vella de la ciutat. El nivell social no obstant això s'ha estabilitzat, i avui dia correspon sobretot a la classe mitjana. Tot i així, és un important focus d'atracció turística, especialment per la presència d'obres arquitectòniques modernistes, fet que ha incentivat el comerç i la instal·lació a la zona de les principals marques comercials.[15]

- Sants-Montjuïc (21,35 km², 180.824 habitants): aglutina l'antiga població de Sants, annexionada a Barcelona el 1897, a més dels terrenys de la muntanya de Montjuïc, fet que ho converteixen en el districte més gran de la ciutat; inclou també la Zona Franca. Té baixa densitat poblacional, i el seu índex de població d'origen estranger sobrepassa la mitjana. Té un elevat percentatge de superfície verda, gràcies sobretot a la presència de la muntanya de Montjuïc, així com de terrenys industrials.[16]

- Les Corts (6,08 km², 81.200 habitants): prové de l'antiga població de Les Corts de Sarrià, agregada a la ciutat el 1897, amb un probable origen en una masia medieval. Era una zona eminentment agrària, que a mitjan segle xix va experimentar un notable augment urbanístic amb la construcció de la zona anomenada Corts Noves. La població és majoritàriament autòctona, i destaca pel seu elevat índex de població jove. La majoria és de classe mitjana, encara que el barri de Pedralbes destaca per ser un dels més exclusius de la ciutat. La principal activitat econòmica s'engloba en el sector terciari, i acull nombroses institucions financeres i centres d'oficines.[17]

- Sarrià-Sant Gervasi (20,09 km², 145.761 habitants): procedeix de la unió de dos antics municipis, Sarrià i Sant Gervasi de Cassoles. És un dels districtes més extensos, sobretot perquè comprèn bona part de la serra de Collserola. També és el districte amb menys densitat poblacional, degut sobretot a ser una zona residencial d'alt estatus, amb predomini de cases unifamiliars. En economia predominen els equipaments de qualitat, així com centres escolars i sanitaris privats. La població té la taxa més alta d'estudis superiors i de professionals tècnics i directius, així com de residents autòctons, mentre que de població estrangera predomina la de la Unió Europea.[18]

- Gràcia (4,19 km², 120.273 habitants): té el seu origen en l'antiga vila de Gràcia, incorporada a la ciutat el 1897. Era una zona agrícola, que a començaments del segle xix va començar a forjar un entramat urbà i industrial. Té una de les densitats poblacionals més altes de la ciutat, ja que el seu nucli antic es caracteritza per carrers estrets i cases atapeïdes. La població té un elevat percentatge de gent gran i, encara que el nivell d'estudis és superior a la mitjana, la majoria són de classe social mitjana-baixa.[19]

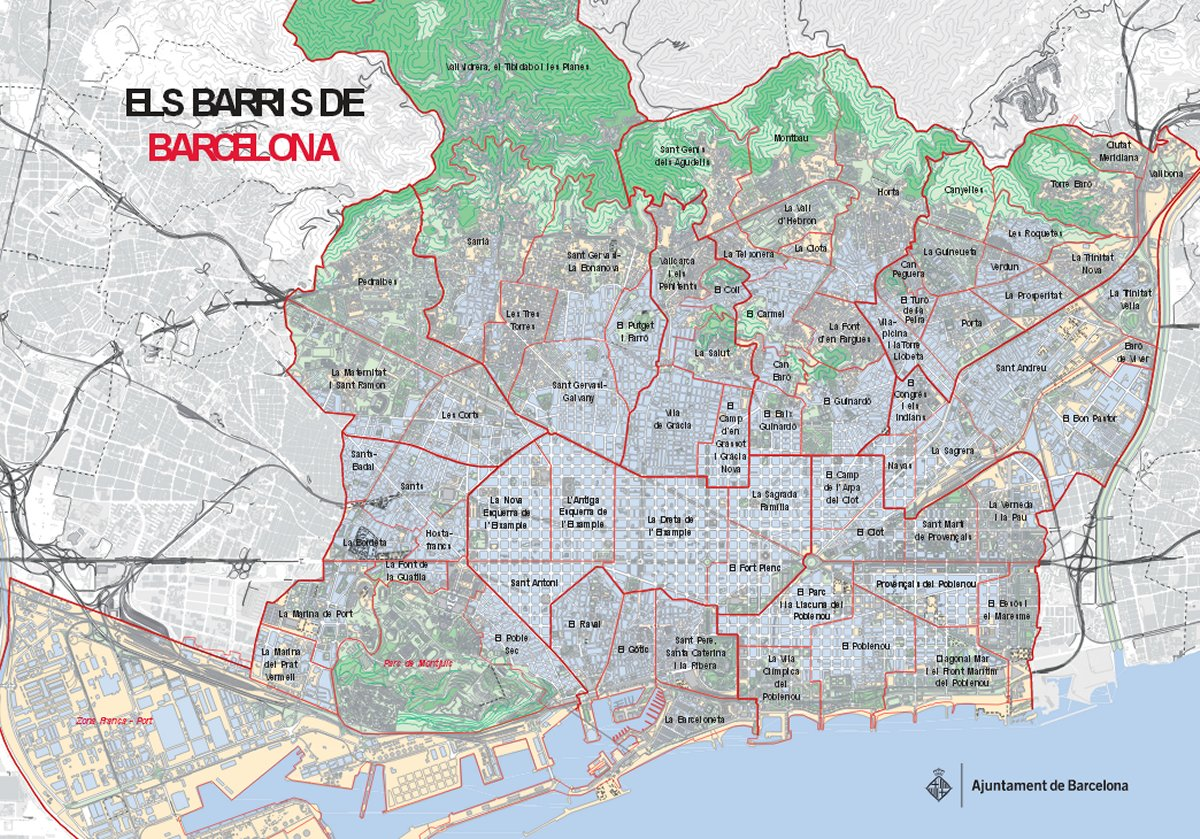
Barris de Barcelona.

- Horta-Guinardó (11,96 km², 166.950 habitants): prové de l'antiga localitat d'Horta, agregada el 1904, a la qual es va afegir administrativament el barri del Guinardó, abans pertanyent a Sant Martí de Provençals. Era una zona agrícola i de residències estivals, que va acollir nombrosa immigració sobretot en els dos primers terços del segle xx. En ser una zona perifèrica, té una baixa densitat poblacional, amb un predomini de població jove i de classe mitjana-baixa. Durant els anys d'arribada massiva d'immigració va ser una zona de forta especulació immobiliària.[20]

- Nou Barris (8,04 km², 164.516 habitants): és el districte de més recent creació, en uns terrenys segregats de Sant Andreu de Palomar. Es tracta d'una zona perifèrica i de majoria poblacional immigrada, que va sofrir també una forta especulació immobiliària i fins i tot va patir de barraquisme i autoconstrucció, i que durant molt temps ha patit importants manques assistencials i d'infraestructures i serveis bàsics, que s'han anat mitigant els últims temps. La majoria de la població és de classe obrera i baix poder adquisitiu.[21]

- Sant Andreu (6,56 km², 145.983 habitants): correspon a l'antic municipi de Sant Andreu de Palomar, annexionat el 1897. Va ser una zona agrícola i molinera fins a mitjan segle xix, en què van començar a assentar-se nombroses indústries. D'altra banda, a mitjan segle xx va rebre una forta onada immigratòria, que va ser acollida en barris de cases barates i de polígons residencials, com El Bon Pastor i Baró de Viver. En els últims temps ha experimentat una certa revitalització gràcies a activitats comercials com la ubicació del centre La Maquinista o a la urbanització de l'entorn de l'Estació de la Sagrera per acollir l'arribada de l'AVE.[22]

- Sant Martí (10,80 km², 232.629 habitants): prové de l'antiga població de Sant Martí de Provençals, agregada el 1897. Com l'anterior, era una zona agrícola i molinera, fins que amb l'arribada de la Revolució Industrial es van instal·lar a la zona nombroses fàbriques; malgrat tot, en les últimes dècades ha sofert un procés de desindustrialització, substituïda per activitats econòmiques més basades en les noves tecnologies, especialment després de la ubicació de l'anomenat districte 22@. Aquest districte també va acollir una nombrosa població immigrant. Gràcies als Jocs Olímpics de 1992 va viure un procés de renovació de tot el front litoral, on es va situar la Vila Olímpica.[23]

### Evolució històrica

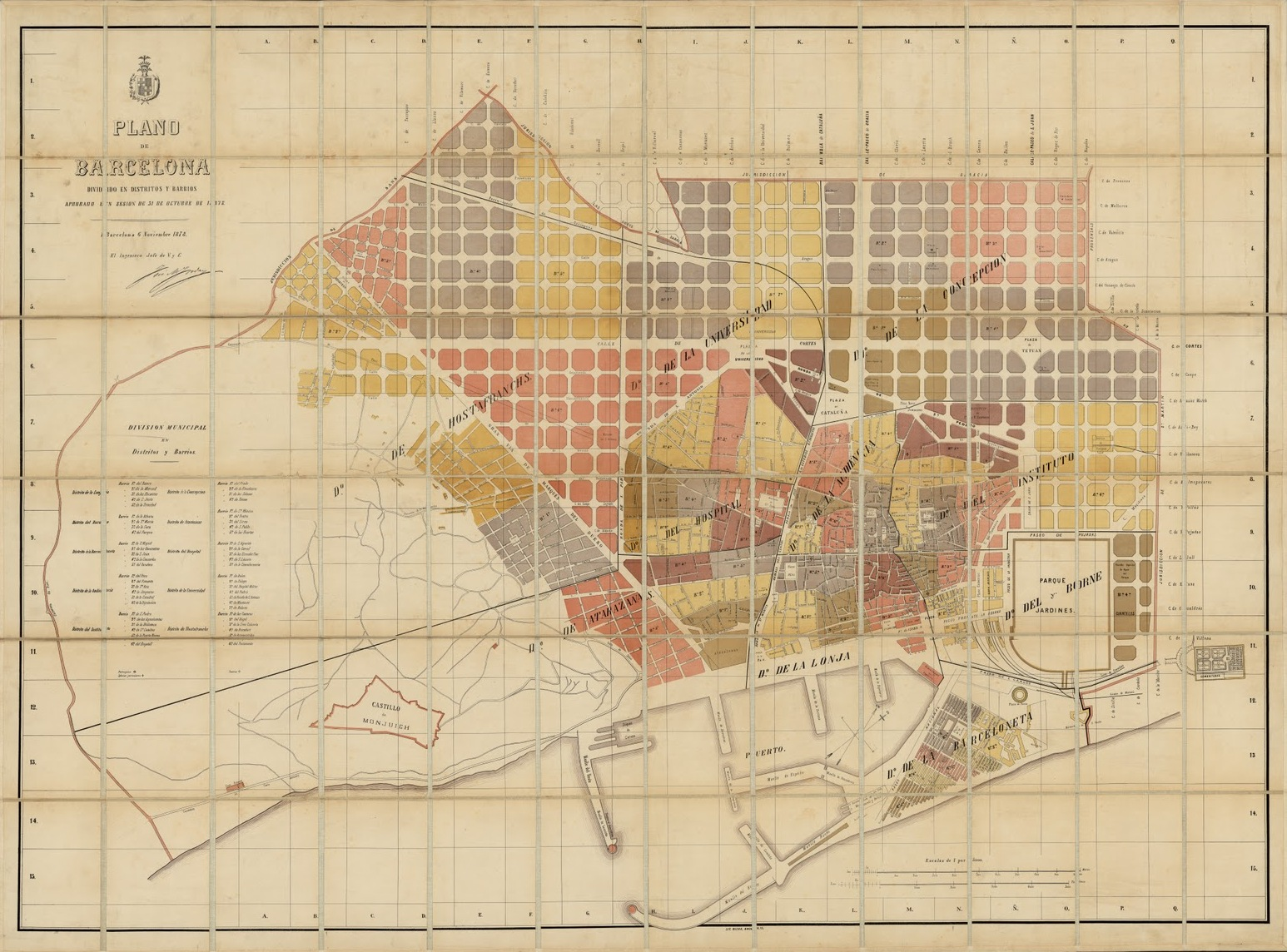
Pla de Barcelona dividit en districtes i barris aprovat en sessió de 31 d'octubre de 1878, gravat anònim.

La divisió administrativa ha anat variant amb el temps. La primera delimitació es va establir el 1389, data en què es va dividir la ciutat en quatre quarters: Framenors, Pi, Mar i Sant Pere. Aquesta divisió es va efectuar establint una quadrícula amb la plaça del Blat com a centre geomètric, amb una separació dels quarters del nord i del sud fixada en l'antic cardo maximus romà. Aquesta separació evidenciava ja la diferència social entre les parts de la ciutat: Framenors era un barri aristocràtic, Pi era residencial i funcionarial, Sant Pere industrial i comercial, i Mar era de caràcter popular i religiós, ja que acollia la majoria de convents i monestirs. Al segle xv es va afegir un altre quarter, el del Raval, amb el que es va establir una divisió que va arribar fins al segle xviii.
El 1769 es va fer una reforma per la qual es van crear cinc quarters subdividits cadascun en vuit barris: I-Palau comprenia el port i el nou barri de la Barceloneta; II-Sant Pere era una zona eminentment industrial; III-Audiència es corresponia amb el centre de la ciutat; IV-Casa de la Ciutat era una zona sobretot residencial; i V-Raval acollia el terreny a l'oest de la Rambla.
Al segle xix es van realitzar nombroses divisions, la majoria efectuades per motius polítics, ja que els districtes marcaven també les circumscripcions electorals. Les més destacades van ser les de 1837, en què la ciutat va quedar dividida en quatre districtes (Llotja, Sant Pere, Universitat i Sant Pau); i la de 1878, després de l'enderrocament de les muralles, en què es van establir 10 districtes: I-Barceloneta, II-Parc de la Ciutadella, III-Llotja, IV-Drassanes, V-Hospital, VI-Audiència, VII-Institut, VIII-Universitat, IX-Hostafrancs i X-Concepció.
Entre finals del segle xix i començaments del segle xx es van agregar a la Ciutat Comtal diversos municipis limítrofs (Sants, Les Corts, Sant Gervasi de Cassoles, Gràcia, Sant Andreu de Palomar, Sant Martí de Provençals, Sant Joan d'Horta, Sarrià); es va realitzar llavors una nova reordenació administrativa, novament amb 10 districtes: I-Barceloneta i Poblenou, II-Sant Pere, III-Llotja i Audiència, IV-Concepció, V-Drassanes i Hospital, VI-Universitat, VII-Sants, Les Corts i Hostafrancs, VIII-Gràcia i Sant Gervasi, IX-Horta i Sant Andreu del Palomar, X-Sant Martí de Provençals.
El 1933 es va fer una nova reformulació, igualment amb deu districtes: I-Barceloneta, II-Poble Sec i Montjuïc, III-Sarrià, Vallvidrera i Sant Gervasi, IV- Sant Pere i Dreta de l'Eixample, V-Raval, VI-Esquerra de l'Eixample, VII-Sants, Les Corts i Hostafrancs, VIII-Gràcia, IX-Horta, Sant Andreu del Palomar, Sagrera i Camp de l'Arpa, X-Sant Martí de Provençals, Clot i Poblenou. Aquests districtes van ser ampliats el 1949 amb dos més: XI-Les Corts i Pedralbes; XII-Sagrada Família i Vall d'Hebron.
El 1984 es va aprovar la divisió actual en deu districtes, establerta amb l'objectiu de descentralitzar l'Ajuntament, transferint competències als nous consistoris. Els nous districtes van ser establerts buscant el màxim respecte a la seva identitat històrica i morfològica, però procurant també una delimitació pràctica i funcional, que garantís als veïns una àmplia cobertura assistencial. En general, es va procurar respectar les antigues demarcacions procedents de la ciutat antiga, el seu eixample i els municipis agregats, encara que algunes zones van variar respecte a la seva pertinença històrica: Pedralbes, anteriorment pertanyent a Sarrià, va passar a Les Corts; Vallcarca, abans d'Horta, es va incorporar a Gràcia; el Guinardó, originari de Sant Martí, va ser agregat a Horta; i el nou districte de Nou Barris va ser segregat de Sant Andreu.
L'última reforma es va efectuar el 2006, aquesta vegada encaminada a establir els barris que componen cada districte, amb l'objectiu de millorar la distribució dels equipaments i els serveis de proximitat. Es van establir 73 barris, estipulats segons criteris històrics, culturals i socials, encara que la decisió no va estar exempta de polèmica, principalment per la fragmentació d'alguns barris històrics defensats com a unitats per les associacions de veïns: així, per exemple, del barri d'El Clot es va segregar El Camp de l'Arpa); de Sants es va segregar el barri de Badal); l'Esquerra de l'Eixample va ser dividida entre La Nova i L'Antiga Esquerra de l'Eixample); i el Poblenou va ser fragmentat en cinc barris. D'igual manera, algunes unitats veïnals no van veure satisfetes les seves aspiracions de convertir-se en barris, com Can Caralleu, Penitents, Torre Melina o El Polvorí.

## La ciutat antiga

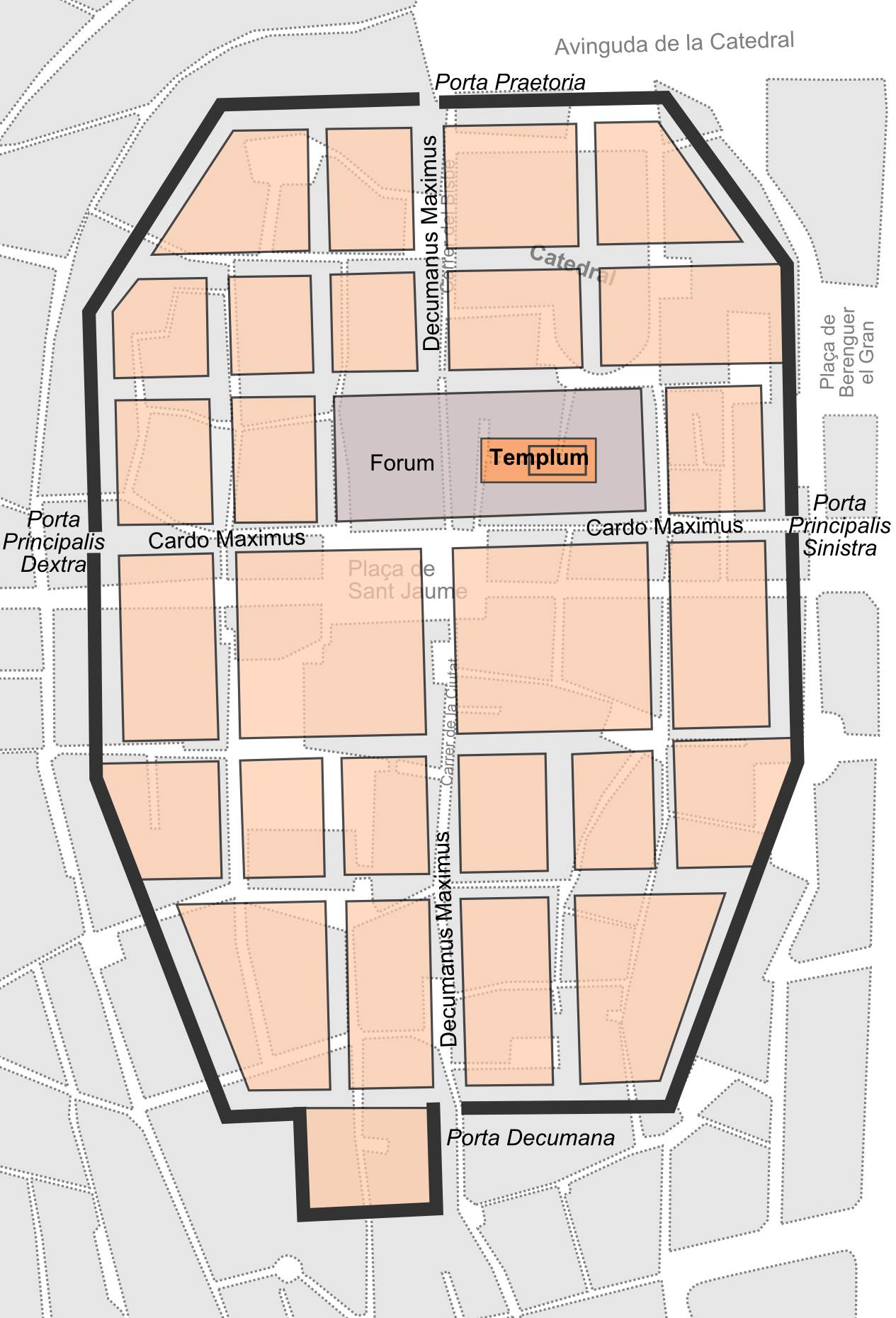
Plànol de Bàrcino superposat al plànol actual del Barri Gòtic.

Barcelona va ser fundada per colonitzadors romans en el segle i aC amb el nom de Bàrcino. En origen era una petita ciutat emmurallada projectada ja d'entrada amb aire monumental, i que va prendre la forma urbana de castrum inicialment, i oppidum després, assentat sobre el mont Tàber (16,9 msnm), un petit turó situat en l'emplaçament de l'actual plaça de Sant Jaume. La màxima esplendor de l'època romana es va donar durant el segle ii, amb una població que havia d'oscil·lar entre els 3500 i 5000 habitants.
El principal motiu de l'enclavament de la ciutat en un petit promontori prop de la costa va ser el seu port natural, si bé els al·luvions de les torrenteres i la sedimentació de sorra dels corrents litorals anirien dificultant el calat del port. El centre de la ciutat era el forum, la plaça central dedicada a la vida pública i als negocis. Se situava en la confluència entre el cardo maximus (carrers Llibreteria i Call) i el decumanus maximus (carrers Bisbe, Ciutat i Regomir), aproximadament al centre del recinte emmurallat. Des d'aquest centre, la ciutat seguia un traçat ortogonal, amb illes quadrades o rectangulars, seguint una disposició de malles que partia de dos eixos principals: un ordre axial horitzontal (nord-oest a sud-oest) i un altre vertical (sud-est a nord-est), els quals marcarien el futur traçat de la ciutat, i seria recollit per Ildefons Cerdà en el seu Pla d'Eixample de 1859.
Els romans eren grans experts en arquitectura civil i enginyeria, i van aportar al territori camins, ponts, aqüeductes i un disseny urbà amb un traçat racional i amb serveis bàsics, com el clavegueram. El recinte de Bàrcino estava emmurallat, amb un perímetre d'1,5 km, que protegia un espai de 10,4 ha. La primera muralla de la ciutat, de fàbrica senzilla, es va començar a construir en el segle i aC. Tenia poques torres, solament en els angles i en les portes del perímetre emmurallat. No obstant això, les primeres incursions de francs i alamans a partir dels anys 250 van suscitar la necessitat de reforçar les muralles, que van ser ampliades en el segle iv. La nova muralla es va construir sobre les bases de la primera, i estava formada per un mur doble de 2 metres, amb espai al mig farcit de pedra i morter. El mur constava de 74 torres d'uns 18 metres d'altura, la majoria de base rectangular.
De la resta d'elements urbans conservats d'època romana convé ressaltar la necròpoli, un conjunt de tombes situat a l'exterior de l'àrea emmurallada, a l'actual plaça de la Vila de Madrid: compta amb més de 70 tombes dels segles ii i iii, descobertes casualment el 1954. També hi ha restes de dos aqüeductes que conduïen les aigües cap a la ciutat, un d'ells des de la serra de Collserola, al nord-oest, i un altre des del nord, prenent aigua del riu Besòs; tots dos s'unien enfront de la porta decumana de la ciutat —actual plaça Nova.
Després de la caiguda de l'Imperi Romà i fins a la formació dels comtats catalans, es van succeir diverses conquestes i el pas de successives civilitzacions, des dels visigots i els àrabs fins a un període d'integració en l'Imperi Carolingi. Aquest període va estar marcat per la reutilització de la ciutat romana i l'aprofitament de la seva estructura urbana, que no va patir canvis rellevants. Un aspecte a destacar d'aquesta època és la consideració de plaça forta militar, que la portarà a adquirir hegemonia sobre altres ciutats del seu entorn i a convertir-se en capital del seu territori. També va començar en aquesta època la colonització dels camps del seu voltant, dins d'un sistema d'estructura feudal, així com es va iniciar una certa suburbanització, amb l'aparició dels primers ravals.

## Edat mitjana

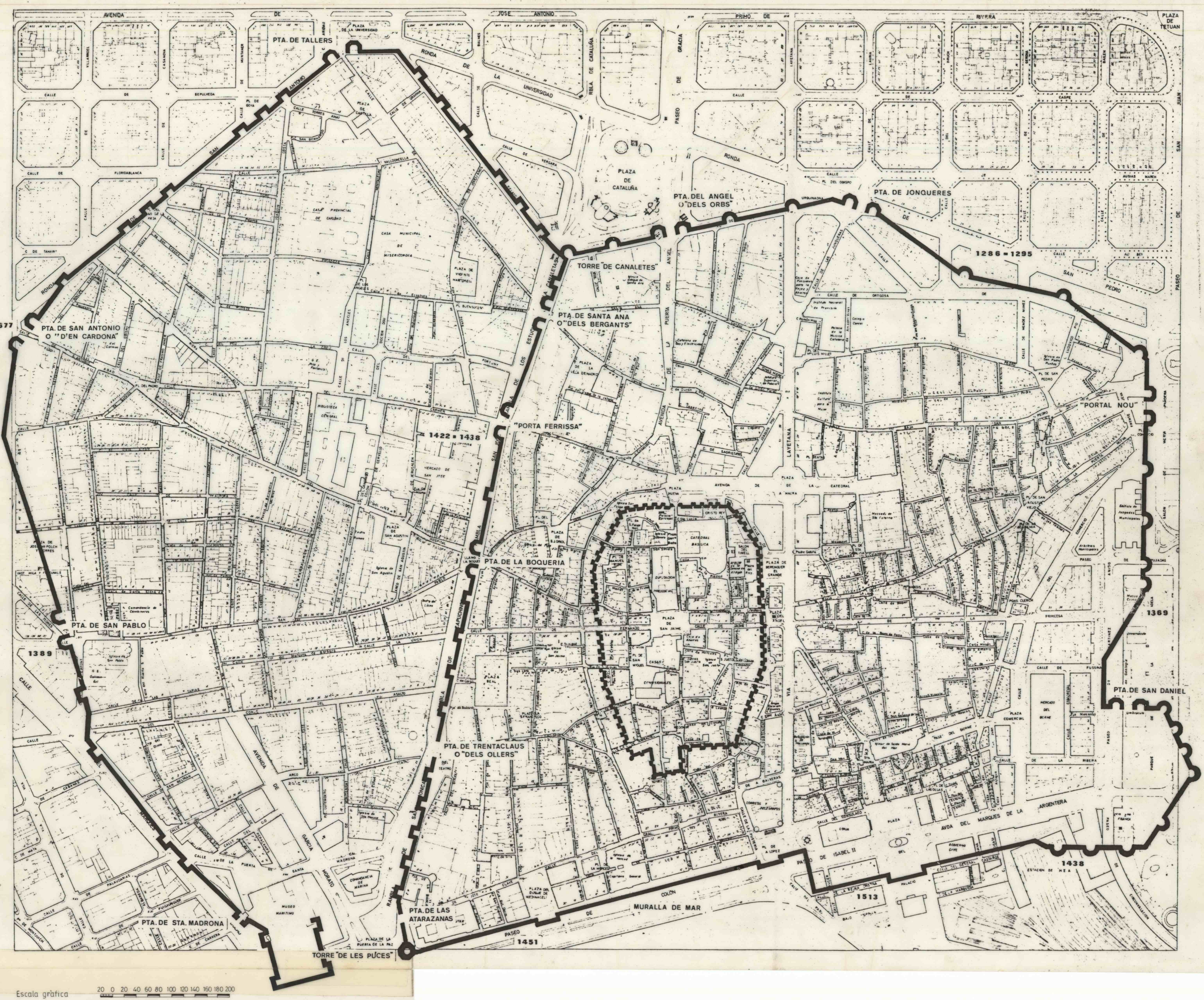
Plànol de la Barcelona medieval amb el perímetre emmurallat corresponent al.

En aquesta època Barcelona es va constituir com a comtat i posteriorment va passar a formar part de la Corona d'Aragó, convertint-se en un important eix marítim i comercial de la mar Mediterrània. El recinte de la ciutat va anar creixent des del primitiu nucli urbà — el que avui dia és el Barri Gòtic — i, en el segle XIV, va sorgir el barri d'el Raval. Barcelona tenia llavors uns 25 000 habitants.
La Barcelona medieval sorgeix de la reconstrucció de la ciutat després de la destrucció gairebé completa per Almansor el 985 (vegeu Destrucció de Barcelona), partint de nou com a nucli principal de l'estructura i la muralla d'època romana. La ciutat va sofrir nombrosos canvis com a centre de poder polític i religiós, centre de comerç i producció artesanal, i com a nexe d'unió d'una nova i complexa xarxa de relacions socials i institucionals. Així, la ciutat adquireix una autonomia pròpia, una singularitat dins del territori que l'envolta, convertint-se en el centre d'un rerepaís que marcarà l'organització de la ciutat moderna.
El creixement de la ciutat, que esdevé cada vegada més complexe tant en l'àmbit urbà com al social i econòmic, va portar a la creació d'un sistema d'administració específic, el Consell de Cent el 1265. Aquesta entitat operava en un camp d'actuació que anava des de Montcada fins a Molins de Rei, i des de Castelldefels fins a Montgat. Entre altres coses, s'encarregava del subministrament de queviures i aigua, del manteniment dels camins, del cens de la població i de la demarcació territorial. També va establir els primers patrons d'edificació urbana, coneguts com a Consuetuds de Santacília i promulgats per Jaume I.

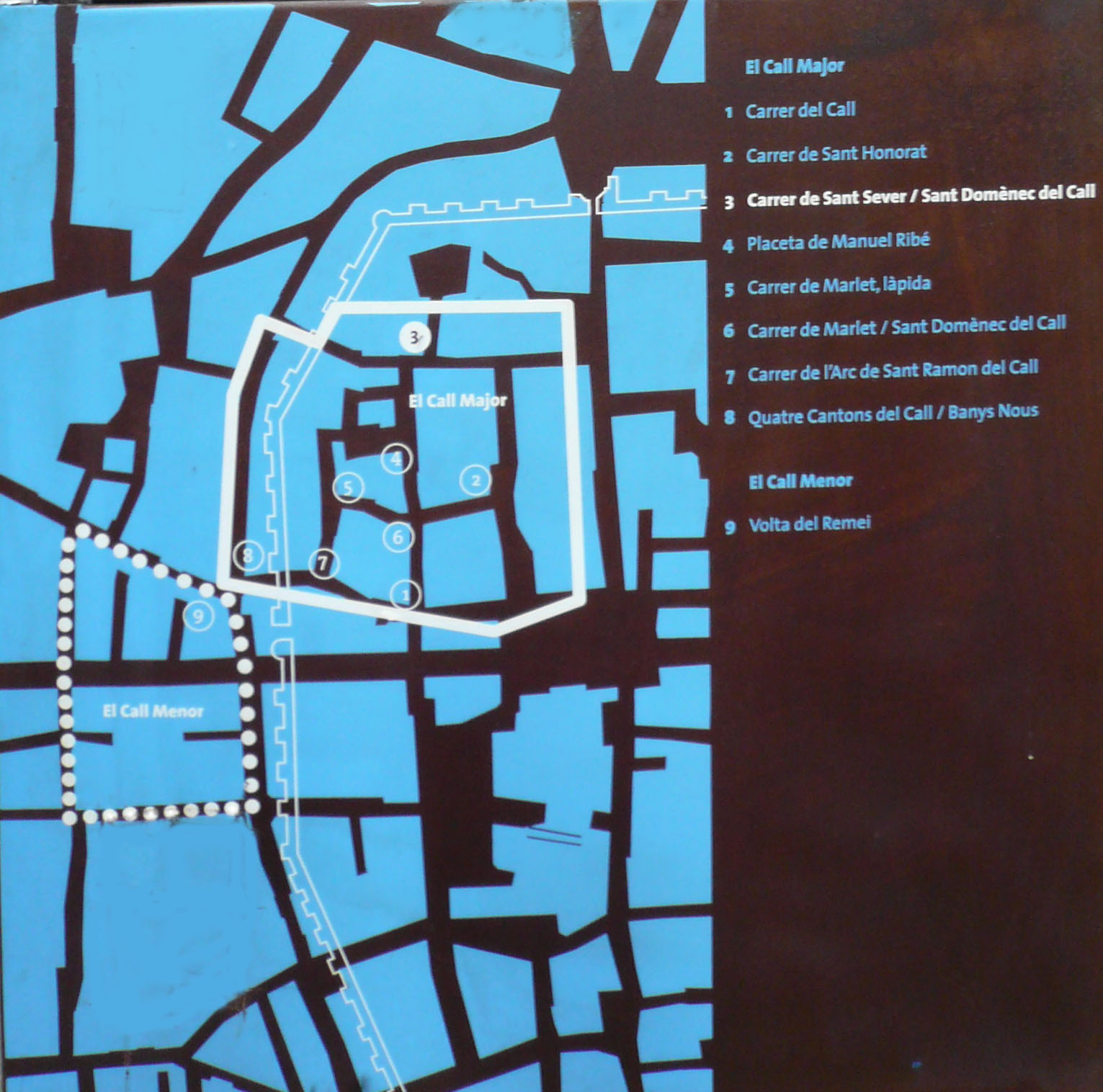
Situació del Call de Barcelona superposat als carrers actuals (la plaça del centre a la dreta és la plaça de Sant Jaume).

Durant l'època medieval Barcelona tenia un barri jueu, el call, situat entre els actuals carrers de Ferran, Banys Nous, Palla i Bisbe. Fundat el 692, va perviure fins a la destrucció el 1391 en un assalt xenòfob. Era separat de la resta de la ciutat per una muralla, i tenia dues sinagogues (Major, actualment un museu, i Menor, avui dia parròquia de Sant Jaume), banys, escoles i hospitals.
Fora dels murs de la ciutat el pla de Barcelona estava dedicat a l'agricultura, especialment dedicada a proveir a la ciutat: era el conegut com hort i vinyet de Barcelona, que produïa fruita, verdura i vi, en una àrea compresa entre les rieres d'Horta i Sants, i entre la serra de Collserola, el Puig Aguilar i el Coll de Codines fins al mar. Aquest desenvolupament agrícola es va consolidar amb la construcció, a mitjan segle X — i segurament pel comte Miró —, de dos canals que dirigien les aigües del riu Llobregat i del Besòs als voltants de la ciutat: el del Besòs era conegut com a Rec Comtal o Regomir, i era paral·lel a la Strata Francisca, una via que suposava una variant de l'antiga Via Augusta romana, i que va ser construïda pels francs per aproximar millor la ciutat al centre de l'Imperi Carolingi.
Un cop allunyat el perill de les incursions musulmanes es van produir els primers assentaments extramurs de la ciutat. Es van crear diversos nuclis de població (vila nova), generalment entorn d'esglésies i monestirs: així va ocórrer al voltant de l'església de Santa Maria del Mar, on es va crear un barri de caràcter portuari; igualment a l'església de Sant Cugat del Rec, de caràcter agrari; el barri de Sant Pere entorn de Sant Pere de les Puel·les; el barri del Pi va sorgir al voltant de l'església de Santa Maria del Pi; el de Santa Anna al costat de l'església homònima; el barri d'Arcs es va assentar al voltant del Portal del Bisbe; i el Mercadal, entorn del mercat del Portal Major. També es va anar formant a poc a poc el Raval, inicialment un suburbi poblat d'horts i alguns edificis religiosos, com el monestir de Sant Pau del Camp (914), l'església de Sant Antoni Abat (1157), el convent dels carmelites calçats (1292), el priorat de Natzaret (1342) o el monestir de Montalegre (1362).

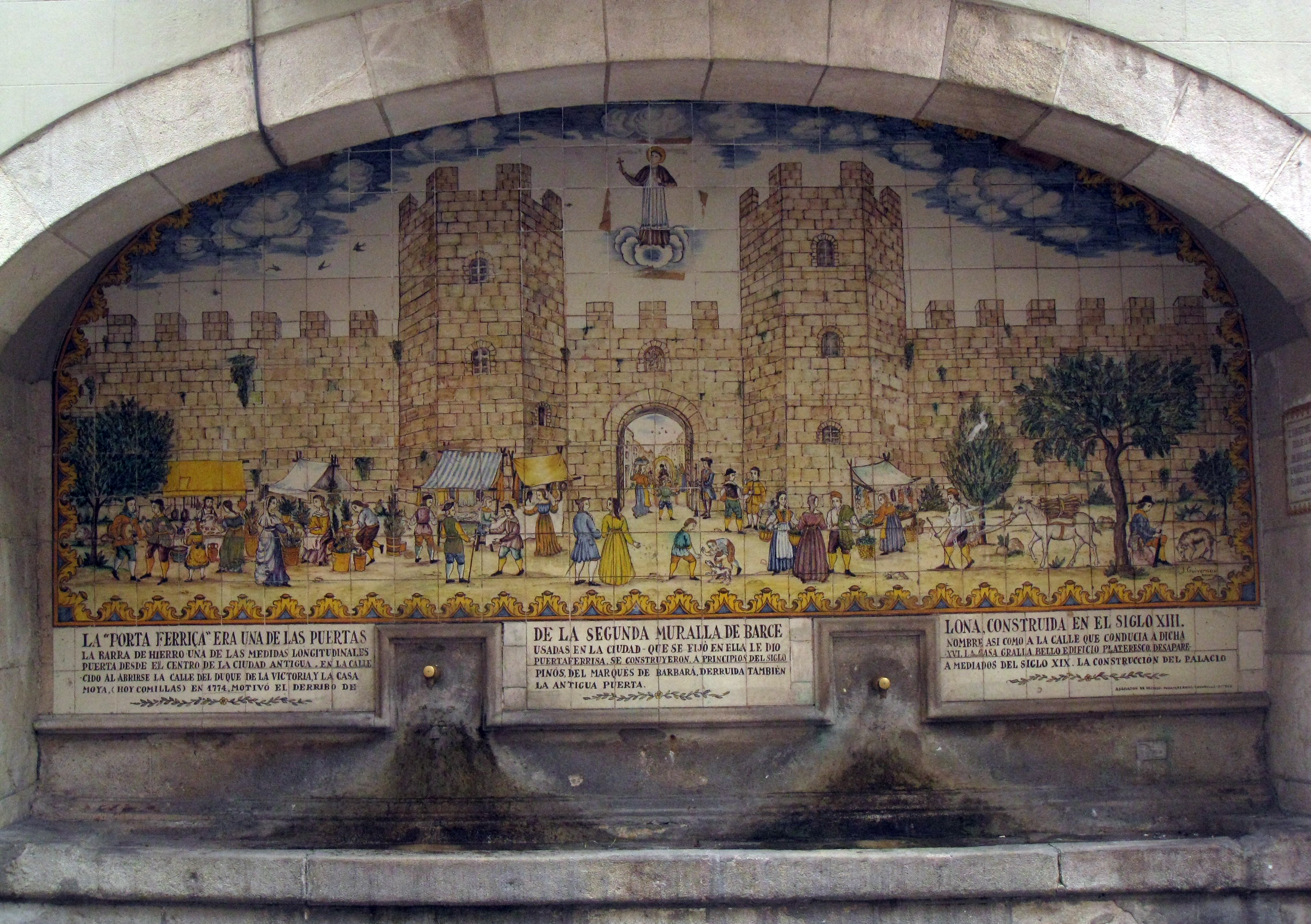
Portal de la Portaferrissa, en un taulell de la font homònima.

La creació d'aquests nous barris va obligar a ampliar el perímetre emmurallat, per la qual cosa el 1260 es va construir un nou tram de muralla des de Sant Pere de les Puel·les fins a les Drassanes, de cara al mar. El nou tram era de 5.100 m, i englobava una àrea d'1,5 km². El recinte comptava amb vuitanta torres i vuit noves portes, entre les quals es trobaven diversos enclavaments de rellevància avui dia, com el Portal de l'Àngel, la Portaferrissa o la Boqueria. També es va construir en la perifèria urbana un entramat de fortificacions per a la defensa de la ciutat, com el castell del Port, a Montjuïc; els de Martorell i Castellví de Rosanes, a l'entrada del riu Llobregat; els d'Eramprunyà i Castelldefels al delta del mateix riu; i el de Montcada a que controlava el pas del Besòs al través de la Serralada Litoral.
L'entramat urbà medieval estava marcat per diverses àrees d'influència, des de l'aristocràcia i el poder institucional, passant pel bisbat i els ordes religiosos, fins als gremis i les diferents associacions comercials. La xarxa de carrers era irregular, i les places eren mers eixamplaments dels carrers, o bé solars derivats de l'enderrocament d'algun habitatge, que solien aprofitar-se per emmagatzemar blat, llana o carbó. Les cases solien ser del «tipus artesanal», amb una planta baixa destinada al taller i un o dos pisos d'habitatge, generalment amb unes mesures de 4 metres d'ample i 10-12 de profunditat, de vegades amb un petit hort en la part posterior. Els edificis de major envergadura eren o bé esglésies o bé palaus, al costat d'algunes edificacions institucionals, com la Casa de la Ciutat, seu del Consell de Cent — el govern de la ciutat — o el Palau de la Generalitat de Catalunya, a més d'algun hospital — com el de la Santa Creu — o edificis com el de la Llotja o les Drassanes.

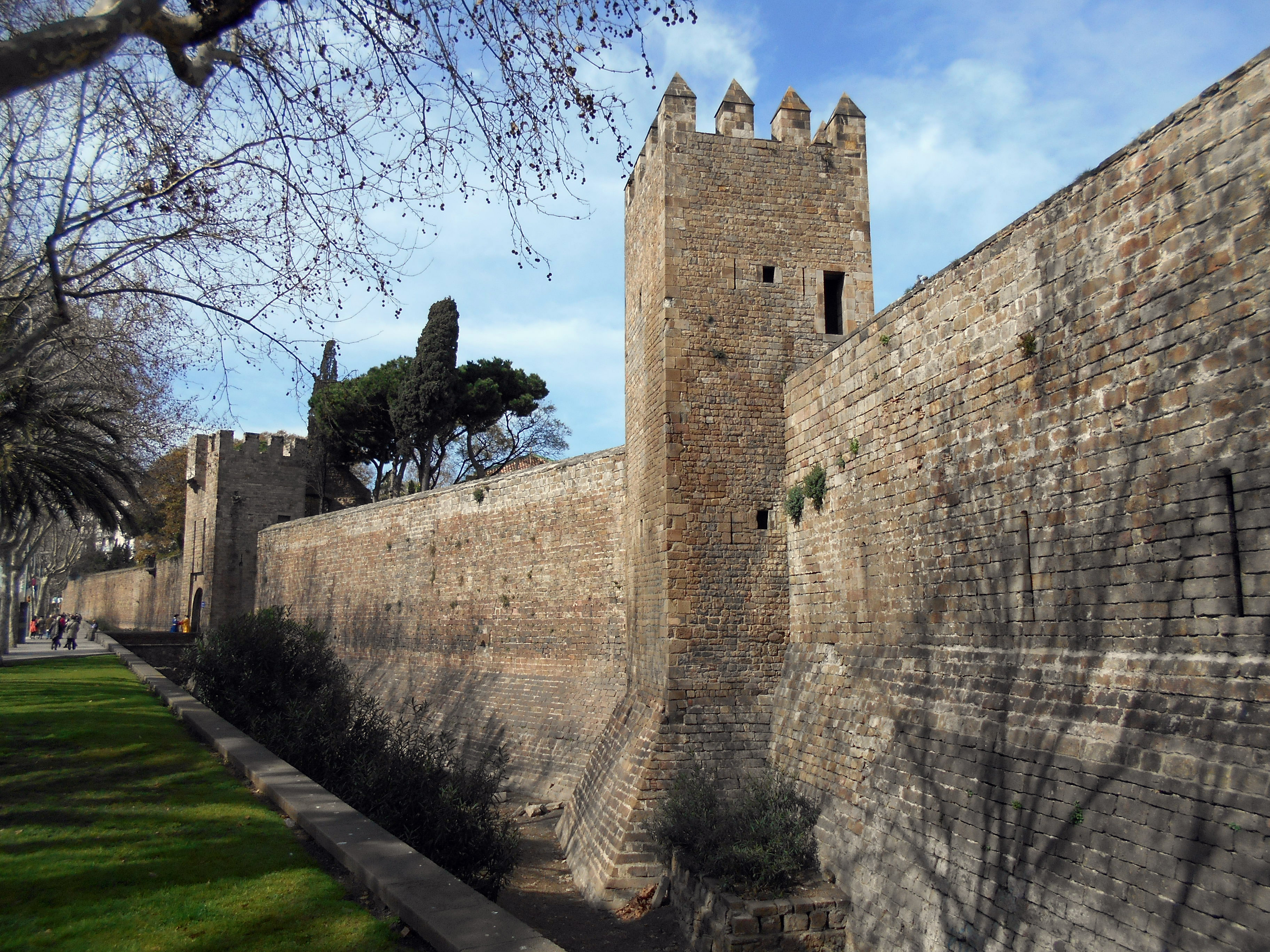
Muralla del Raval, amb el Portal de Santa Madrona (segles -).

El 1209 es va donar una de les primeres operacions urbanístiques privades de la ciutat, l'obertura del carrer de Montcada, gràcies a la concessió realitzada per Pere II a Guillem Ramon de Montcada; es va traçar un carrer ample i rectilini, que anava des de la Bòria fins al mar, i que va ser ocupat per grans residències senyorials. Un altre dels pocs processos de planificació urbanística d'aquesta etapa va ser l'obertura de la plaça Nova, al costat del Palau Episcopal i prop de la catedral de Barcelona, realitzada el 1355 gràcies a l'enderrocament de diverses cases i la reutilització de l'hort del Bisbe.
Entre els segles xiv i xv, el continu creixement urbanístic va propiciar una nova prolongació del recinte emmurallat, amb la construcció de la muralla del Raval, a la zona occidental de la ciutat, que va englobar una superfície de 218 ha, amb un perímetre de 6 km. El nou recinte urbà partia de les Drassanes, seguint les actuals rondes de Sant Pau, Sant Antoni, Universitat i Sant Pere, baixant per l'actual passeig de Lluís Companys fins al convent de les clarisses — en l'actual parc de la Ciutadella —, i fins al mar, per l'actual avinguda Marquès de l'Argentera. Actualment tan sols es conserva el Portal de Santa Madrona, a les Drassanes.
Amb l'ampliació de la muralla va quedar dins del recinte de la ciutat una llarga avinguda coneguda com la Rambla, ocupada principalment per institucions religioses. Se'n va començar la urbanització, que va acabar el 1444. En el seu moment va ser l'espai més ample de la ciutat, dedicat al passeig, l'oci o la instal·lació de mercats ocasionals. Reformada profundament entre els segles xviii i xix, avui dia és un dels llocs més emblemàtics de la ciutat.
Cal ressaltar finalment que durant l'edat mitjana va sorgir una extensa xarxa de camins en el pla de Barcelona que connectaven la ciutat amb els suburbis i pobles de la rodalia, així com altres punts d'interès: masies (camí de la Torre Melina), molins (camí de la Verneda), pedreres (camí de la Creu dels Molers), prats de blanqueig (camí del Teulat), esglésies o capelles (camí de Sant Llàtzer), fonts (camí de la Font dels Ocellets), etc.

## Edat moderna

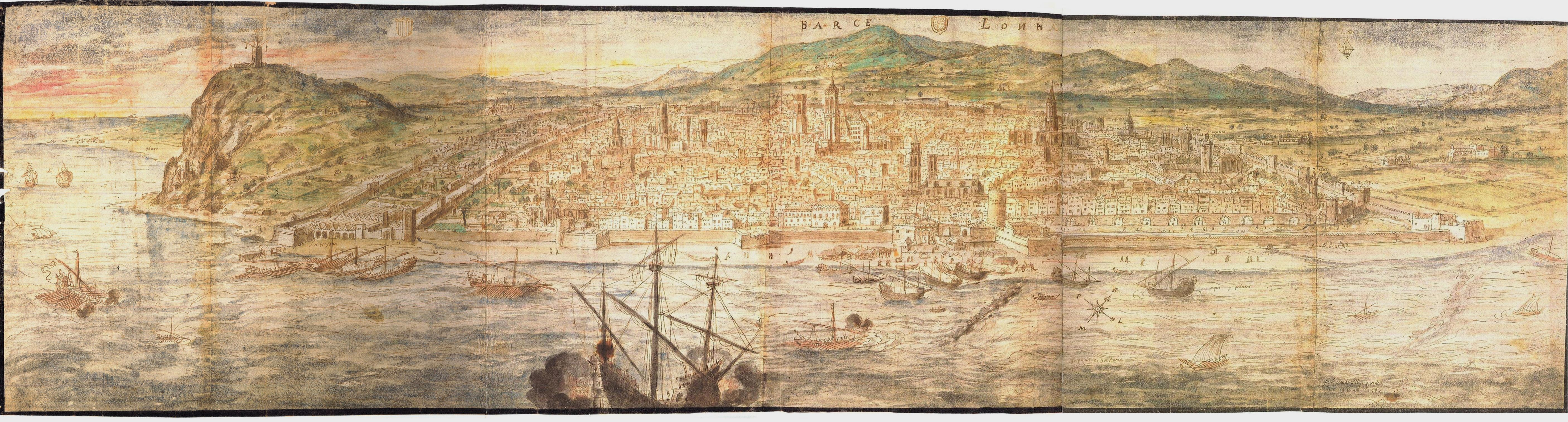
Barcelona el 1563, gravat d'Anton van der Wyngaerde.

En aquest període Barcelona va passar a formar part de la Monarquia Hispànica, sorgida de la unió de les corones de Castella i Aragó. Va ser una època d'alternança entre períodes de prosperitat i de crisis econòmiques, especialment per les epidèmies de pesta al segle xvi i per conflictes socials i bèl·lics com la Guerra dels Segadors i la Guerra de Successió entre els segles xvii i xviii, encara que en aquest últim segle repuntà l'economia gràcies a l'obertura del comerç amb Amèrica i a l'inici de la indústria tèxtil. La ciutat seguia encotillada en les muralles —l'única ampliació va ser a la platja, el barri de la Barceloneta—, malgrat que al final del període tenia gairebé cent mil habitants.
Aquesta època no va ser d'excessives reformes urbanístiques, ja que la pèrdua de la capitalitat de Barcelona va comportar la disminució de projectes de gran envergadura. En la primera meitat del segle xvi es va construir la muralla del Mar, on es van emplaçar els baluards de Llevant, Torre Nova, Sant Ramon i Migdia. D'altra banda, la principal reforma urbanística va ser entorn de la catedral, on es va obrir la plaça de la Seu, enfront del portal major de la catedral (1546), així com la plaça de Sant Iu, amb un espai retallat al Palau Reial Major.

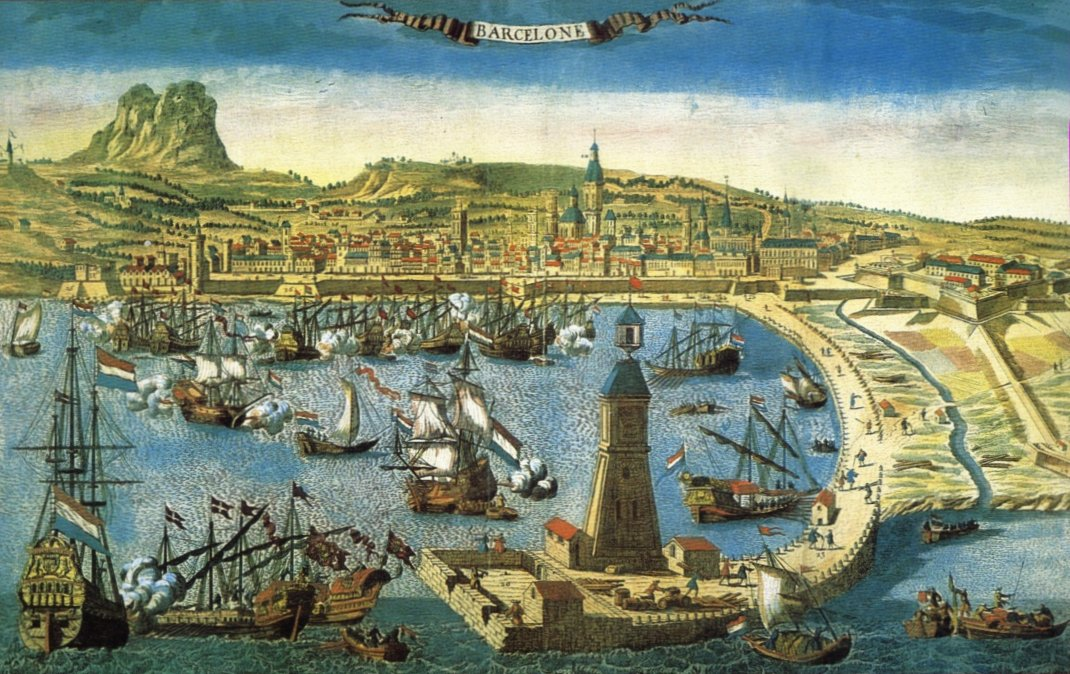
Port de Barcelona, gravat francès del.

Durant els segles xv i xvi es va construir un port artificial que cobrís per fi les necessitats de l'important centre mercantil que era Barcelona: paradoxalment, durant l'època d'esplendor del comerç català pel Mediterrani Barcelona no comptava amb un port preparat per al volum portuari que era habitual a la ciutat. L'antic port al peu de Montjuïc havia estat abandonat, i la ciutat comptava únicament amb la platja per rebre passatgers i mercaderies. Els vaixells de gran calat havien de descarregar mitjançant barques i mossos de corda (bastaixos). Per fi, el 1438 es va obtenir el permís reial per construir un port: en primer lloc, es va enfonsar un vaixell carregat de pedres per servir de base al mur que va unir la platja amb l'illa de Maians; reforçat el mur el 1477, es va allargar en forma d'espigó el 1484. A mitjan segle xvi es va ampliar el port davant la campanya iniciada per Carles I contra Tunísia. A la fi de segle, el moll comptava amb una longitud de 180 m per 12 d'ample.
Amb la construcció del port es va terraplenar el front marítim entre el Pla de Palau i la Rambla, amb el qual es va urbanitzar el passeig del Mar, actual passeig de Colom. En aquesta època es va millorar també el proveïment d'aigua i el clavegueram, i per al seu manteniment es va instituir la figura del mestre de les fonts, encarregat de la cura de mines, fonts i canaletes.
Al segle xvii es va ampliar novament la muralla de la ciutat amb la construcció de cinc noves portes (Sant Sever, Tallers, Sant Antoni, Sant Pau i Santa Madrona, aquesta última una reconstrucció de la del segle xiv). També es van pavimentar carrers, es va instal·lar clavegueram, es van construir fonts d'aigua potable i es van fer obres de millora al port.

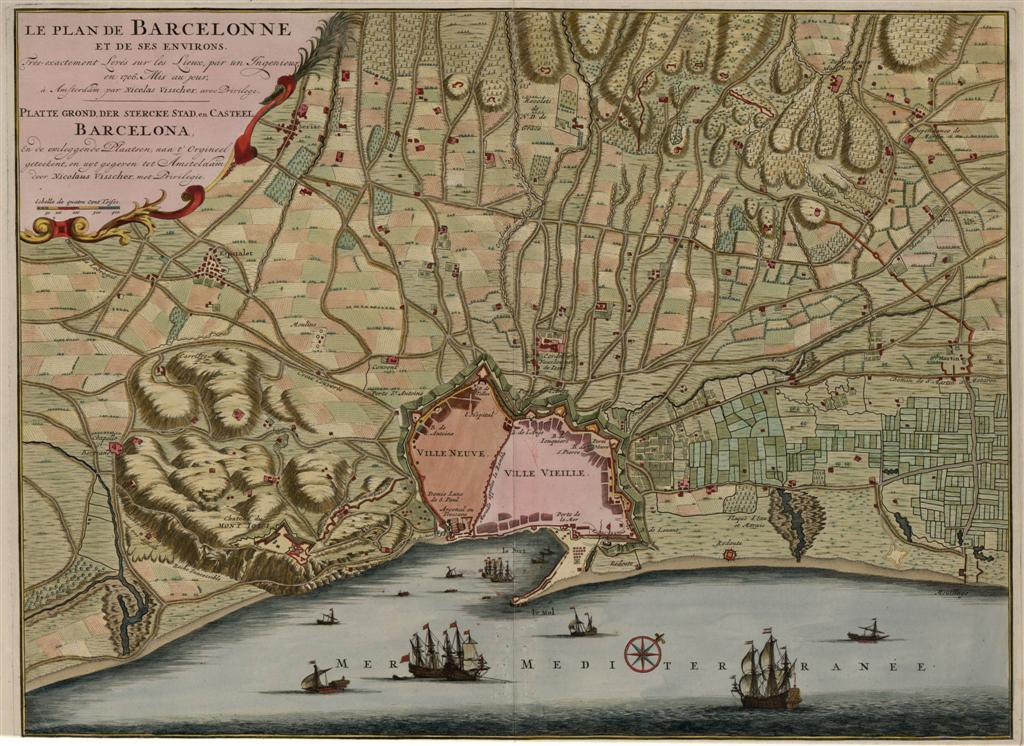
Plànol de Barcelona del 1706, de Nicolaes Visscher.

Al segle xviii Barcelona va veure truncada bona part de la seva autonomia amb la victòria de Felip V en la Guerra de Successió: el Decret de Nova Planta (1716) va eliminar la Generalitat i el Consell de Cent, que van ser substituïts per un govern militar, i la jurisdicció municipal va quedar reduïda al recinte de la ciutat, perdent l'àrea d'influència que tenia el Consell de Cent en l'entorn metropolità. En aquesta època es va produir un notable increment demogràfic, i l'economia es va anar industrialitzant progressivament, fins a desembocar en l'anomenada Revolució Industrial.

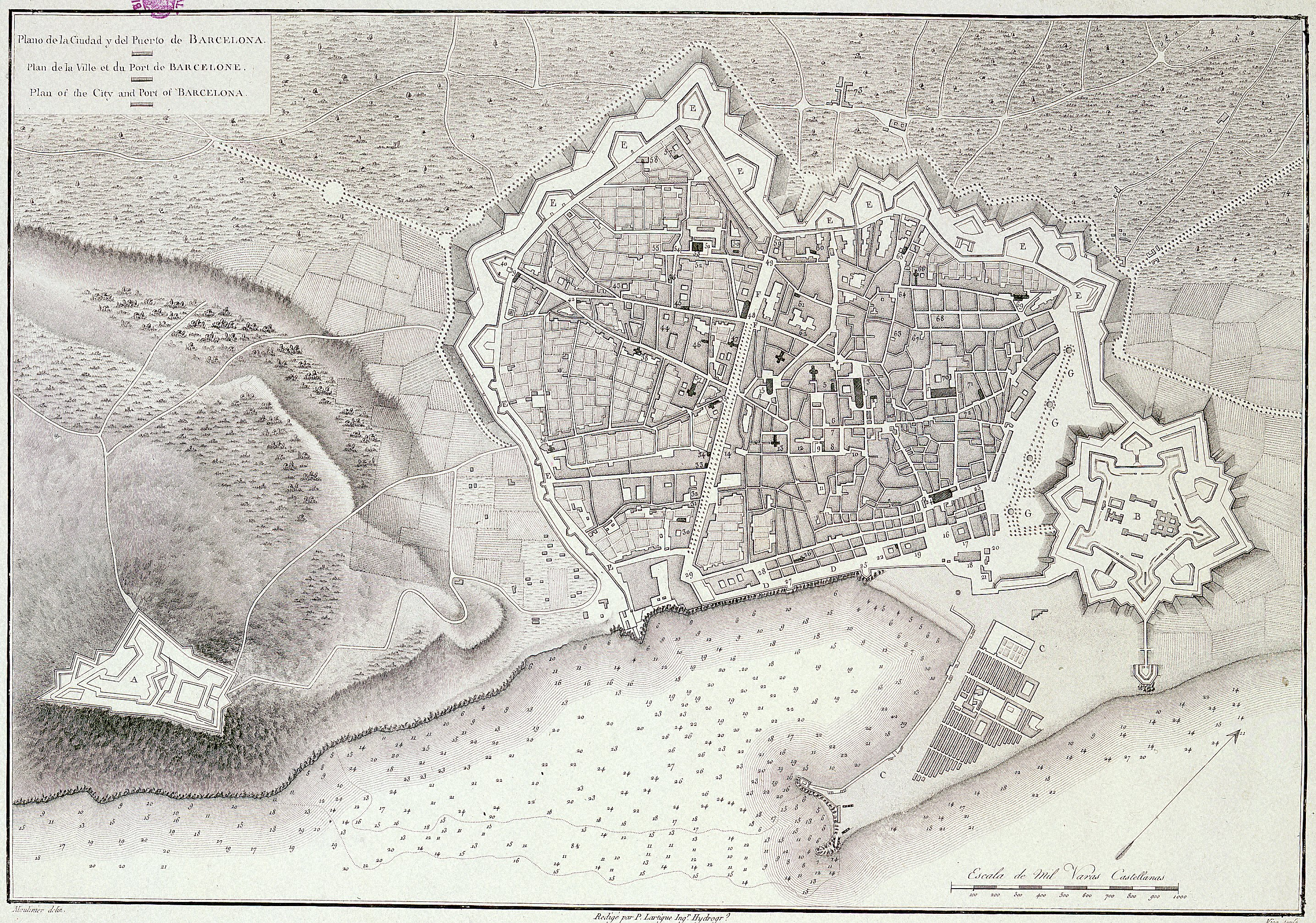
La ciutat emmurallada i la Ciutadella.

L'arribada dels Borbons va generar una sèrie d'obres d'enginyeria militar, com el castell de Montjuïc i la fortalesa de la Ciutadella. Per a la construcció de la Ciutadella (1715-1751) es van derrocar 1.200 cases del barri de la Ribera, quedant 4500 persones sense casa i sense indemnització, i es va desviar el Rec Comtal. Obra de Joris Prosper Van Verboom, era un baluard emmurallat de forma pentagonal, amb una fossa de protecció i una esplanada de 120 m de separació entre les muralles i les construccions del voltant. Enderrocat en la Revolució de 1868, en el seu perímetre es va instal·lar el parc de la Ciutadella.
També van ser de traçat militar dos nous eixos viaris que creuaven el pla de Barcelona: el camí de Mataró —coincident amb l'actual carrer de Pere IV— i el camí de la Creu Coberta, que connectava amb la carretera de Madrid —actuals carrers d'Hostafrancs i Sants.
El 1753 es va iniciar la construcció del barri de la Barceloneta per iniciativa del marquès de la Mina. Situat en una petita península de terrens guanyats al mar, el seu traçat va ser dissenyat per l'enginyer Pedro Martín Cermeño, amb una trama de carrers ortogonals i illes de cases de planta allargada, el qual suposà un clar exponent de l'urbanisme acadèmic barroc. En aquest barri es va emplaçar el 1772 la torre del Rellotge, el primer far de la ciutat; li van seguir el del Llobregat el 1845 i el de Montjuïc el 1925.

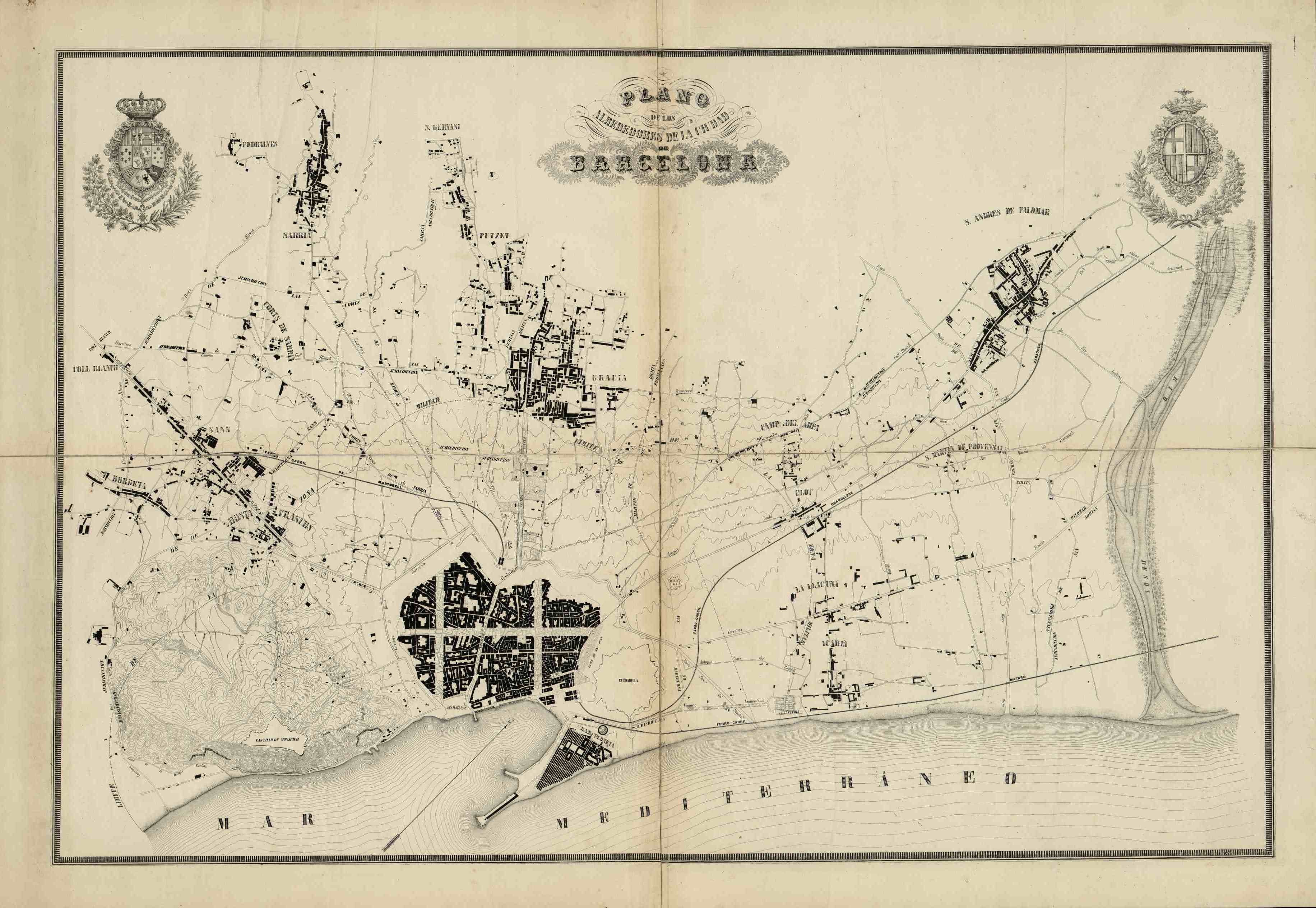
Plànol de Barcelona i els seus voltants (1855), d'Ildefons Cerdà.

El 1771 es va aprovar l'Edicte d'obreria, una ordenança municipal encaminada al control de les obres particulars a la ciutat, que va suposar la regulació de l'alineat de les cases d'acord amb el traçat dels carrers, així com la supervisió d'aspectes com l'empedrat dels carrers, el clavegueram, la numeració de les cases, etc. Per aquest edicte es va instaurar per primer cop l'obligatorietat de demanar un permís d'edificació, acompanyat d'una memòria i amb el pagament de taxes respectiu. Igualment, el 1797 es va establir un límit d'altura per a totes les edificacions. Durant aquest segle es va produir un canvi en la tipologia dels edificis particulars, que van passar de la «casa artesanal» de tipus medieval a la «casa plurifamiliar» d'escala col·lectiva, que separava definitivament el treball de la residència.

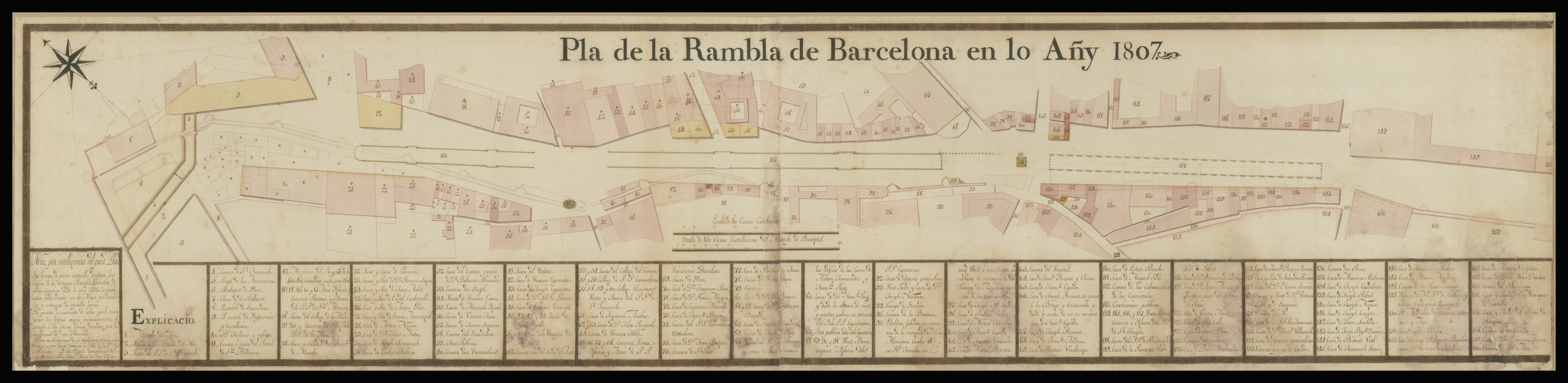
Pla d'urbanització de la Rambla (1807).

Entre 1776 i 1778 es va efectuar la reurbanització de la Rambla, un antic torrent que durant l'edat mitjana marcava el límit occidental de la ciutat, que es va anar poblant des del segle xvi, principalment per teatres i convents. En aquestes dates es va enderrocar la muralla interior, es van realinear els edificis i es va dissenyar un nou passeig enjardinat, a l'estil del boulevard francès. També es van projectar els passeigs de Sant Joan i de Gràcia, tot i que no es van realitzar fins al canvi de segle el primer i 1820-1827 el segon. Igualment, es va traçar el carrer Nou de la Rambla, per iniciativa del comte de l'Asalto (1778-1789). El 1797 es va crear també el passeig Nou o de l'Esplanada, situat al costat de la Ciutadella militar, una ampla avinguda jalonada d'àlbers i oms i decorada amb fonts ornamentals, que durant un temps va ser el principal espai verd de la ciutat, però va desaparèixer en les obres d'urbanització del parc de la Ciutadella.
Durant el segle xviii es van establir els mercats del Born i la Boqueria com els dos únics d'abastament general, i el 1752 es van regular aspectes com pesos i mesures per a la comercialització de productes alimentaris, a més del carbó.

## Seglexix

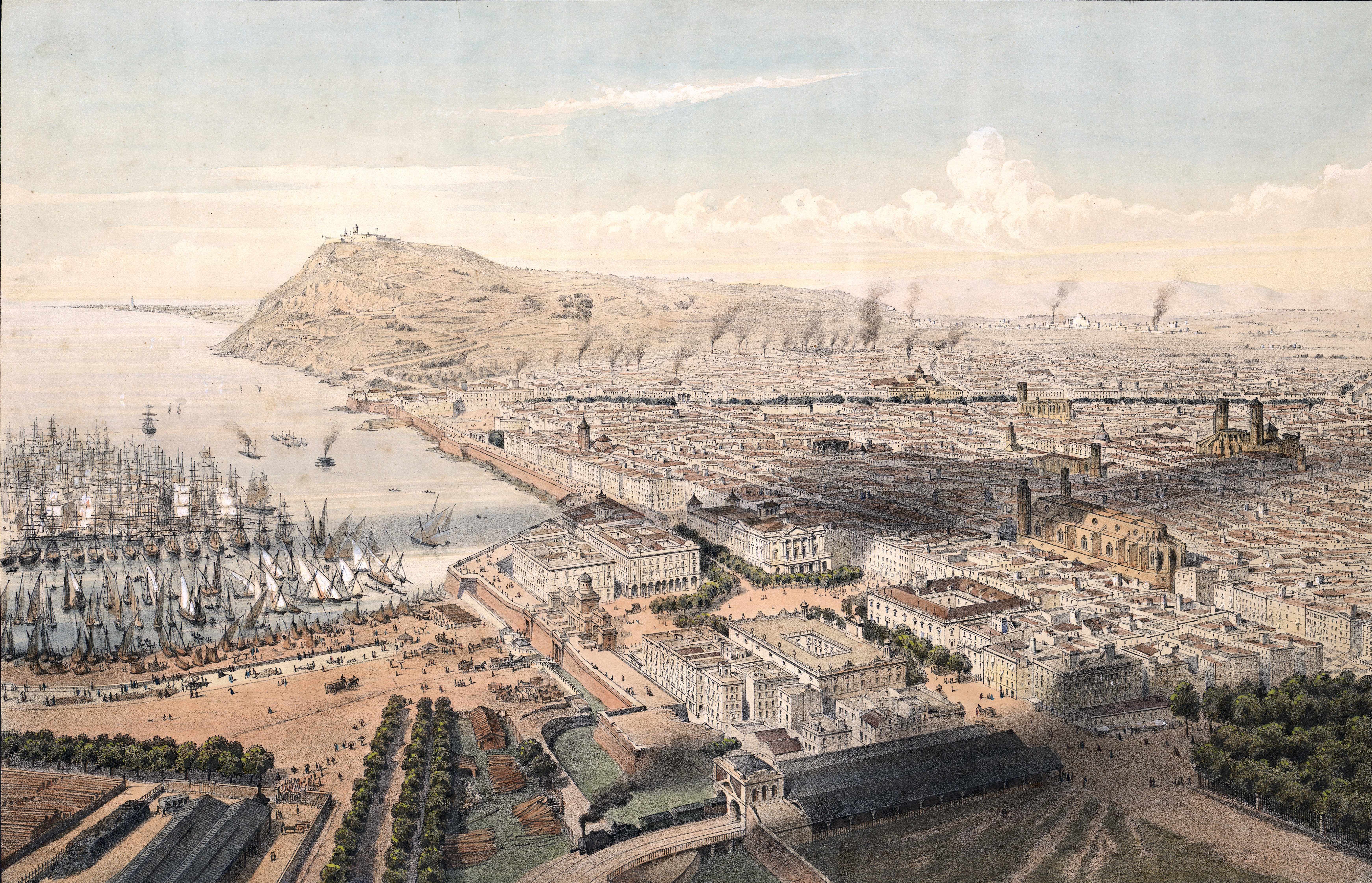
Vista de Barcelona cap el 1850, gravat d'Alfred Guesdon.

En aquest període va haver-hi una gran revitalització econòmica, lligada a la Revolució Industrial —especialment la indústria tèxtil—, fet que va comportar alhora un renaixement cultural. Entre 1854 i 1859 es va produir l'enderrocament de les muralles, fet pel qual la ciutat va poder expandir-se, i per això es va impulsar el projecte d'Eixample, elaborat per Ildefons Cerdà el 1859. Tanmateix, gràcies a la revolució de 1868 es va aconseguir l'enderrocament de la Ciutadella, els terrenys de la qual van ser transformats en un parc públic. La població va anar creixent, especialment gràcies a la immigració de la resta de l'estat, arribant a la fi de segle als 400 000 habitants.
La Revolució Industrial va tenir una ràpida consolidació a Catalunya, sent pionera al territori nacional en la implantació dels procediments fabrils iniciats a Gran Bretanya en el segle xviii. El 1800 hi havia a Barcelona 150 fàbriques del ram tèxtil, entre les quals destacava El Vapor, fundada per Josep Bonaplata. El 1849 es va obrir a Sants el complex L'Espanya Industrial, propietat dels germans Muntadas. La indústria tèxtil va tenir un continu creixement fins a la crisi de 1861, motivada per l'escassetat de cotó deguda a la Guerra de Secessió nord-americana. També va anar cobrant importància la indústria metal·lúrgica, potenciada per la creació del ferrocarril i la navegació a vapor. El 1836 va obrir la foneria Nueva Vulcano a la Barceloneta i, el 1841, va arrencar La Barcelonesa, antecedent de La Maquinista Terrestre i Marítima (1855), una de les més importants fàbriques de la història de Barcelona.
La industrialització va comportar importants canvis en l'urbanisme de la ciutat, a causa de les noves necessitats dels sectors econòmics de sistema capitalista, que requerien una forta concentració de mà d'obra i de serveis auxiliars. Barcelona va sofrir així un important salt a la modernitat, caracteritzada per tres factors: la migració poblacional del camp a la ciutat, la vinculació entre els avenços industrials i els urbanístics, i una millor articulació del territori mitjançant una àmplia xarxa de carreteres i ferrocarrils, que portarà a Barcelona a convertir-se en una metròpoli colonitzadora del seu entorn territorial.
Durant aquest segle es van consolidar les ordenances municipals iniciades amb l'Edicte d'obreria: el 1814 el Pregó de policia urbana va establir en 84 articles totes les disposicions sobre edificació civil, manteniment dels espais públics i diverses regulacions sobre seguretat i ordre públic. El 1839, el Ban general de bon govern va renovar i va ampliar aquestes disposicions i, entre altres coses, va reglamentar la relació entre l'amplària dels carrers i l'altura dels edificis. D'altra banda, la llei del 8 de gener de 1845 va establir les atribucions pròpies de l'Ajuntament en diversos aspectes com l'urbanisme, regulant les condicions de salubritat dels espais públics, així com el condicionament de carrers, places i mercats. El 1856 es van aprovar les primeres Ordenances Municipals, que reunien i ampliaven totes les disposicions anteriors, amb un codi urbà que incloïa per primera vegada tots els aspectes de les relacions cíviques i institucionals a la ciutat. Per primer cop s'instaurava l'obligatorietat de presentar en els permisos de construcció un plànol de distribució interior. Aquestes ordenances van quedar de seguida obsoletes a causa del nou pla d'Eixample, fins que el 1891 es van elaborar unes noves que recollien les noves especificitats sobre l'Eixample i nous enllaços de la ciutat. Entre altres coses, es va augmentar la superfície d'ocupació de les parcel·les d'un 50% —establert al Pla Cerdà de 1859— a un 70%.
Entre les principals actuacions urbanístiques d'aquests anys es troben l'obertura del carrer de Ferran el 1827, entre la Rambla i la plaça de Sant Jaume, amb una posterior continuació cap al Born amb els carrers de Jaume I (1849-53) i Princesa (1853). El 1833 es va iniciar l'ampliació del Pla de Palau, que en aquells dies era el centre neuràlgic de la ciutat, amb la presència del Palau Reial, la Llotja i la Duana. Es va ampliar la plaça i es va construir el Portal de Mar (1844-1848), un monumental pòrtic d'accés a la Barceloneta des del nucli antic, obra de Josep Massanès, que va ser enderrocat el 1859 conjuntament amb les muralles de la ciutat. Massanès va ser autor també d'un pla d'eixample el 1838 que no va arribar a terme, que comprenia el triangle situat entre Canaletes, la plaça de la Universitat i la plaça Urquinaona, i que ja esbossava el que seria la plaça de Catalunya, situada al centre del triangle.

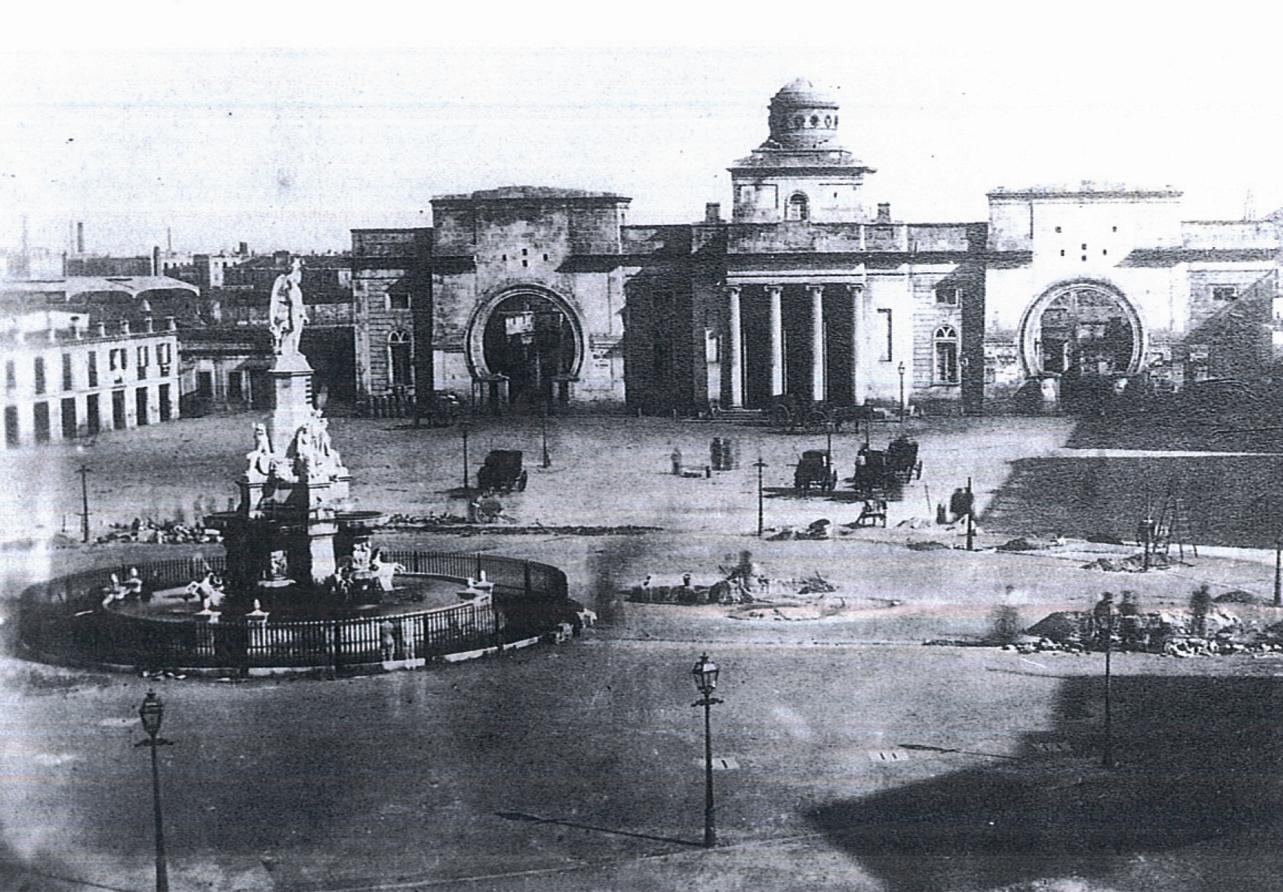
Portal de Mar (1844-1848), de Josep Massanès.

Un altre factor que va afavorir l'urbanisme d'aquests anys va ser la desamortització de 1836, que va deixar nombrosos solars que van ser edificats o convertits en espais públics, com els mercats de la Boqueria i Santa Caterina, el Gran Teatre del Liceu i dues places traçades per Francesc Daniel Molina: la plaça Reial i la plaça del Duc de Medinaceli.
D'igual forma, les noves disposicions sanitàries promulgades en aquesta època van suposar la desaparició de nombrosos cementiris parroquials, els solars dels quals es van urbanitzar com a noves places públiques: van sorgir així places com la de Santa Maria, del Pi, de Sant Josep Oriol, de Sant Felip Neri, de Sant Just, de Sant Pere i de Sant Jaume. Aquesta última es va convertir en el cor polític de la ciutat, ja que es troben allà l'Ajuntament de Barcelona i la Generalitat de Catalunya. D'altra banda, la desaparició dels cementiris parroquials va comportar la creació d'un nou fossar situat fora de la ciutat, el cementiri de l'Est o del Poblenou, basat en un projecte de 1773 però que es va construir principalment entre 1813 i 1819. Li va seguir el 1883 el cementiri del Sud-oest o de Montjuïc, mentre que ja en el segle xx es va construir el del Nord o de Collserola (1969).
El 1842 es va donar inici a un dels més clars factors de modernitat derivats dels nous avenços científics, la il·luminació de gas. Els primers carrers il·luminats van ser la Rambla, el carrer de Ferran i la plaça de Sant Jaume, concretament amb gas produït per destil·lació seca de l'hulla (gas ciutat). Aquest any es va crear la Societat Catalana per a l'Enllumenat per Gas, rebatejada el 1912 com Catalana de Gas i Electricitat. El 1856 es va aconseguir aplicar el gas a cuines i escalfadors domèstics.

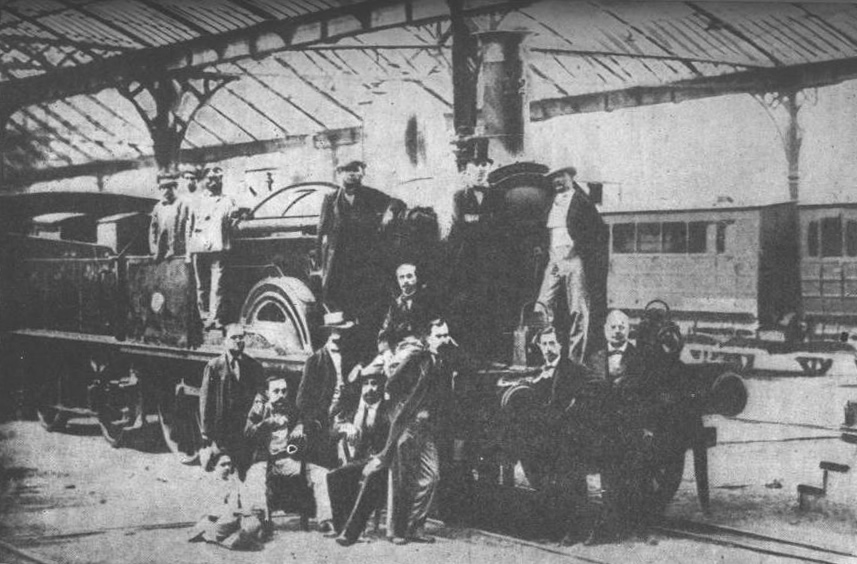
Locomotora número 12 de la línia Barcelona-Mataró (1848).

Un dels majors factors de dinamització de la ciutat com a capital d'un ampli entorn metropolità va ser l'arribada del ferrocarril: de Barcelona va partir el 1848 la primera línia de ferrocarril de l'Espanya peninsular, que comunicava la Ciutat Comtal amb la vila de Mataró. Es van crear llavors les estacions de França (1854), Sants (1854) i del Nord (1862). La capital catalana es va convertir en el centre d'una xarxa ferroviària en forma de 8 —l'anomenat «vuit català»—, formada per dos anells que es creuen a la ciutat. En els anys 1880 hi havia ja enllaços amb França, Madrid, Saragossa i València, a més de la resta de capitals de província catalanes. Operaven en aquesta època dues companyies: Ferrocarril del Nord i MZA (Madrid-Saragossa-Alacant), integrades el 1941 en RENFE.
En aquestes dates van aparèixer també els primers serveis de bombers i policia propis de la ciutat. El 1843 es va crear la Guàrdia Urbana de Barcelona, encarregada de la defensa de la seguretat ciutadana; el 1938 van assumir també el control del tràfic i la circulació urbana. D'altra banda, el 1849 va sorgir la Societat de Socors Mutu contra Incendis, una empresa privada que el 1865 va ser substituïda per la Societat d'Extinció d'Incendis i Salvament de Barcelona, el primer servei públic de bombers gestionat per l'ajuntament. L'arquitecte Antoni Rovira i Trias en va ser el primer cap, i la primera caserna la casa de Comuns Dipòsits, a la qual van seguir múltiples casernes per tota la ciutat. El 1908 es van substituir els vehicles de tracció animal pels de motor, i el 1913 es va professionalitzar la figura del bomber, fins llavors eventual.

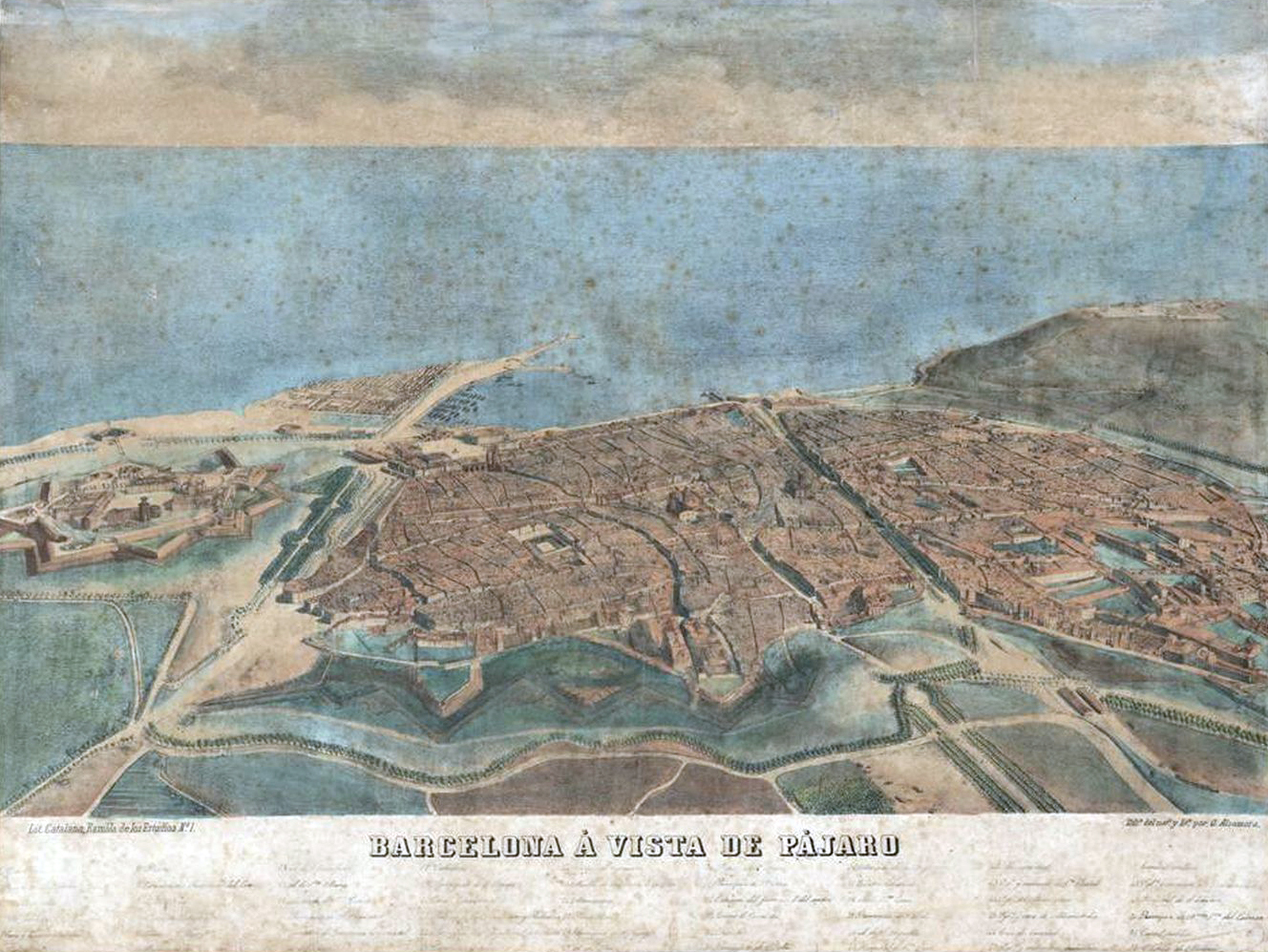
Barcelona a vol d'ocell (1857), d'Onofre Alsamora.

A mitjan segle la Diputació de Barcelona es va encarregar d'establir uns nous traçats viaris al pla de Barcelona: van sorgir així la carretera de Sarrià —actual avinguda de Sarrià—, traçada per Ildefons Cerdà i construïda entre 1850 i 1853; el camí de Sants a Les Corts (1865-1867); i la carretera de la Sagrera a Horta (1871), actual carrer Garcilaso. En aquests anys es va condicionar el port, cada cop més important com a arribada de matèria primera —sobretot cotó i carbó—, amb la construcció d'un nou moll i el dragatge del port, a càrrec de l'enginyer Josep Rafo, qui va presentar el seu projecte el 1859.
D'altra banda, el 1855 es va iniciar el servei de telègraf, amb una xarxa de caràcter radial centrada a Madrid, la qual des del 1920 es va estendre de forma perifèrica amb València, Sevilla i La Corunya. Controlada per l'estat, el servei va ser incorporat al de correus, creant-se la Direcció General de Correus i Telègrafs.
Cal remarcar també que en el segle xix van aparèixer els primers parcs públics, ja que l'augment dels entorns urbans a causa del fenomen de la Revolució Industrial, sovint en condicions de degradació del medi ambient, va aconsellar la creació de grans parcs i jardins urbans, que van córrer a compte de les autoritats públiques, amb el qual va sorgir la jardineria pública —fins llavors preferentment privada— i l'arquitectura paisatgista. El primer jardí públic de Barcelona es va crear el 1816: el Jardí del General, una iniciativa del capità general Francisco Javier Castaños; estava situat entre l'actual avinguda Marquès de l'Argentera i la Ciutadella, davant d'on avui es troba l'estació de França, i tenia una extensió de 0,4 ha, fins que va desaparèixer el 1877 durant la urbanització del parc de la Ciutadella. En aquesta època es van instal·lar diversos jardins al passeig de Gràcia: el 1848 es van crear els jardins de Tívoli, entre els carrers València i Consell de Cent; i el 1853 es va emplaçar entre els carrers d'Aragó i Rosselló els anomenats Camps Elisis, que comptaven amb un jardí, un llac amb barques, un teatre i un parc d'atraccions amb muntanyes russes. Aquests jardins van desaparèixer pocs anys després en anar urbanitzant-se el passeig de Gràcia.
També durant aquest segle es va començar a donar importància a l'art públic, a l'aspecte estètic de la ciutat. Excepte algun antecedent, com el Monument a Santa Eulàlia, la majoria de monuments i estatuària situada en llocs públics procedeix del segle xix endavant. Tot i que l'escultura pública monumental té una rellevància relativa en el context urbanístic d'una ciutat de grans dimensions com és Barcelona, ja que les principals directrius urbanes són lògicament l'adequació d'espais d'ús públic, les infraestructures, els transports, l'habitatge, les mesures d'higiene i seguretat públiques, la gestió del medi ambient, i altres factors necessaris per a la convivència de l'ésser humà al seu entorn natural i social, la natural sensibilitat de l'ésser humà per a l'art i la bellesa ha motivat l'habilitació de certs espais de caràcter estètic al seu entorn diari, per a configurar un espai vital propici i agradable per a la convivència i les relacions socials.

### Eixample de Barcelona

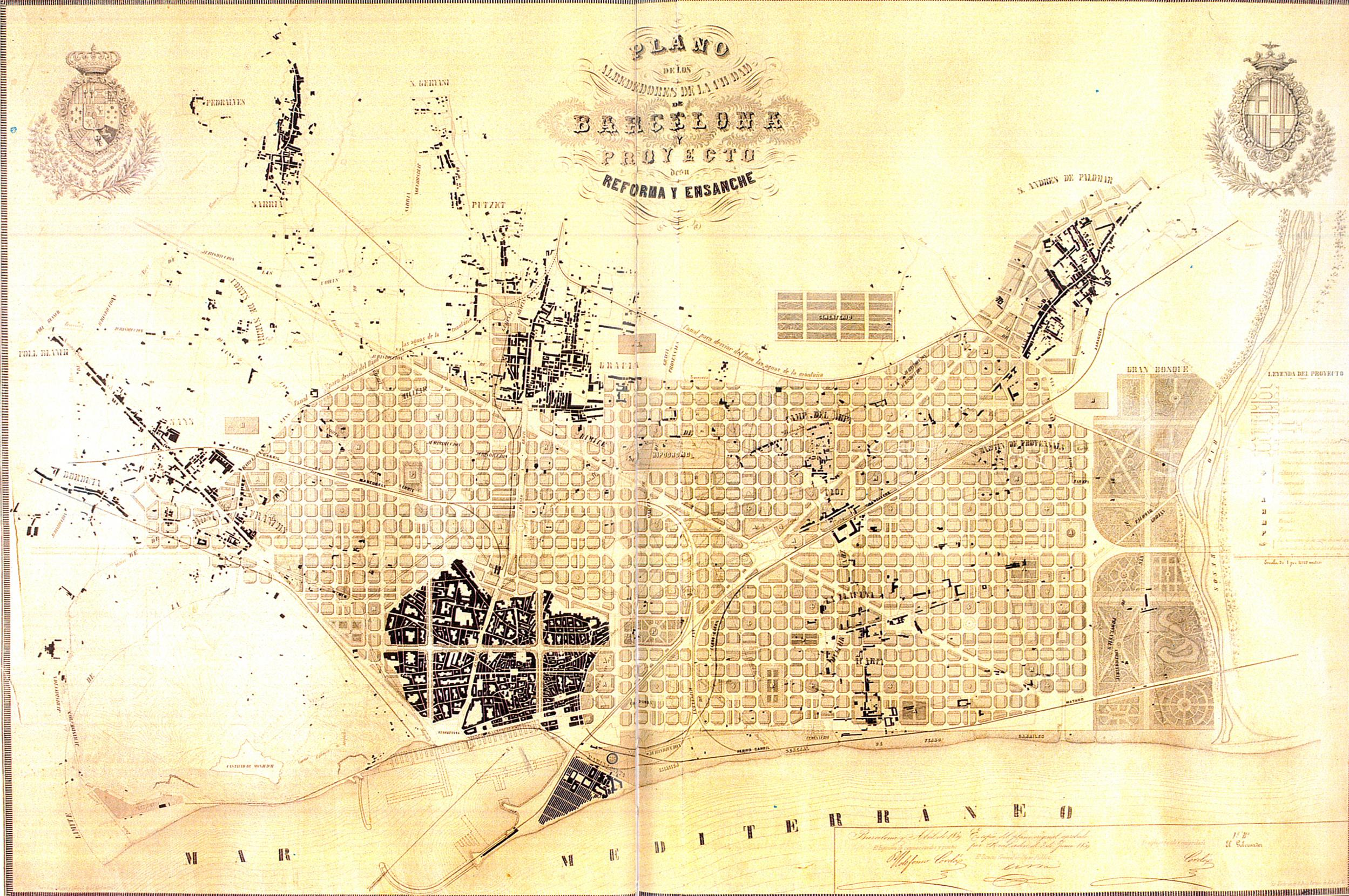
Pla dels voltants de la ciutat de Barcelona i del projecte per a millorar i ampliar-lo, d'Ildefons Cerdà (1859).

A mitjan segle es va produir un fet transcendental que va canviar per complet la fisonomia de la ciutat, l'enderrocament de les muralles. Durant els segles xviii i xix la població va anar creixent constantment (de 34 000 habitants a començament del segle xviii a 160 000 a mitjan segle xix), fet que va comportar un augment de la densitat poblacional alarmant (850 habitants per hectàrea), posant en risc la salubritat de la ciutadania. No obstant això, a causa de la condició de plaça forta, el govern central s'oposava a l'enderrocament de les muralles. Va començar llavors un fort clam popular, liderat per Pere Felip Monlau, que el 1841 va publicar la memòria Abajo las murallas, en la qual defensava la destrucció per evitar malalties i epidèmies. Per fi, el 1854 es va donar el permís per al seu enderrocament, amb el qual es va donar la via de sortida per a l'expansió territorial de la ciutat.
Es va obrir així el procés d'Eixample de Barcelona: el 1859 l'Ajuntament va nomenar una comissió per fomentar un concurs de projectes d'eixample, que va ser guanyat per Antoni Rovira i Trias; no obstant això, el Ministeri de Foment va intervenir i va imposar el projecte d'Ildefons Cerdà, autor d'un plànol topogràfic del pla de Barcelona i un estudi demogràfic i urbanístic de la ciutat (1855). El Pla Cerdà (Pla dels voltants de la ciutat de Barcelona i del projecte per a la seva millora i ampliació, 1859) instituïa un traçat ortogonal entre Montjuïc i el Besòs, amb un sistema de carrers rectilinis d'orientació nord-oest a sud-est, de 20 metres d'amplària, tallats per altres d'orientació sud-oest a nord-est paral·lels a la costa i a la serra de Collserola. Quedaven així delimitades una sèrie d'illes de planta quadrada de 113,3 m de costat, de les quals Cerdà tenia previst edificar solament dos costats i deixar els altres espais per a jardins, tot i que aquest punt no es va complir i finalment es va aprofitar pràcticament tot el sòl edificable; les edificacions es van projectar amb una planta octogonal característica de l'Eixample, amb uns xamfrans que afavorien la circulació. El plànol preveia la construcció de diverses avingudes principals: la Diagonal, la Meridiana, el Paral·lel, la Gran Via i el passeig de Sant Joan; així com diverses grans places a les cruïlles: Tetuan, Glòries, Espanya, Verdaguer, Letamendi i Universitat. També preveia l'obertura de tres grans avingudes al nucli antic de la ciutat: dos que connectarien l'Eixample amb la costa (Muntaner i Pau Claris) i una altra en sentit perpendicular que connectaria la Ciutadella amb Montjuïc (avinguda de la Catedral). Tanmateix, preveia una sèrie de noves rondes que circumval·larien la ciutat antiga, al lloc deixat per les muralles: les rondes de Sant Pau, Sant Antoni, Universitat i Sant Pere.

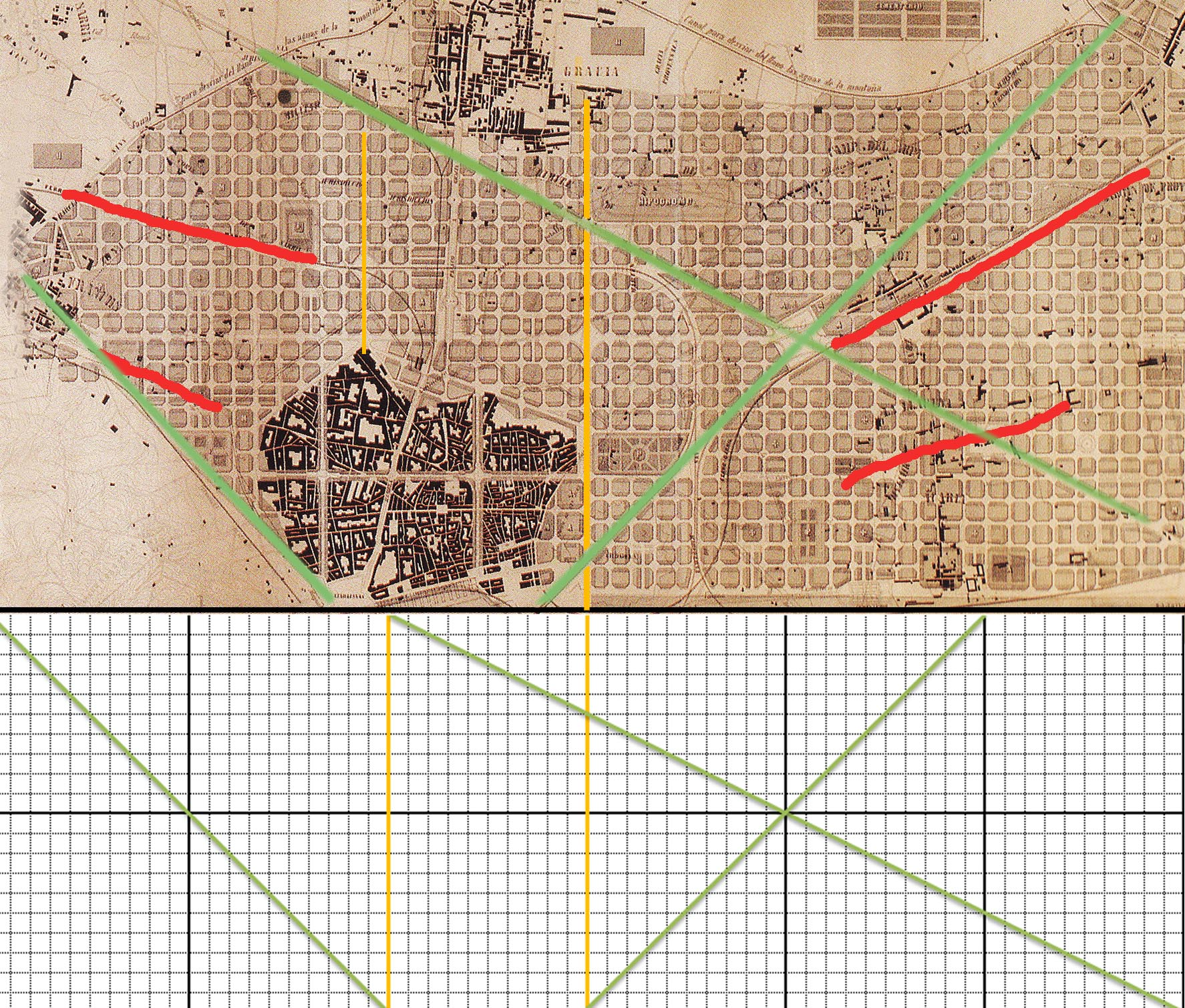
Projecció del mòdul 10 utilitzat per Cerdà per al traçat de les vies principals i diagonals. En vermell, alguns dels antics camins que han sobreviscut a la trama Cerdà.

El projecte de Cerdà era bastant innovador per a l'època, sobretot pel que fa a la delimitació d'espais verds i zones de serveis, atenent tant als aspectes funcionals com als lúdics i assistencials. Els edificis havien de tenir una altura de 16 metres (planta baixa i quatre pisos), i una profunditat de 10 a 20 metres. La distribució de l'Eixample seria de sectors de 20 x 20 illes, dividits en districtes de 10 x 10 i barris de 5 x 5. Cada barri tindria una església, un centre cívic, una escola, una guarderia, un asil i altres centres assistencials, mentre que cada districte tindria un mercat i, cada sector, un parc. També comptava amb instal·lacions industrials i administratives, i en l'extraradi situava un escorxador, un cementiri i tres hospitals. No obstant això, la majoria d'aquestes disposicions no van arribar a realitzar-se, a causa de l'oposició de l'Ajuntament, molest per la imposició del pla de Cerdà enfront del de Rovira que havia aprovat en el concurs, i degut també a l'especulació immobiliària, que va portar a construir les illes per tots els seus costats i no solament pels dos previstos per Cerdà.
Cerdà va acompanyar el seu projecte de diverses memòries i estudis estadístics en els quals mostrava la seva teoria urbanística, desenvolupada en tres punts principals: l'higienisme, basat en la seva Monografia estadística de la classe obrera, on critica les condicions de vida dins de la ciutat emmurallada vigent fins llavors —l'esperança de vida era de 38,3 anys per als rics i 19,7 per als pobres—, enfront de la qual proposa millores en l'orientació urbana sobre la base de factors com la climatologia, així com en els elements constructius; la circulació, amb vista a una compatibilització de les vies públiques entre vianants i trànsit rodat, la qual cosa li va portar a regular la distribució dels carrers i a establir uns xamfrans en tots els costats de les illes per facilitar els encreuaments; i el disseny polivalent, amb un traçat urbà que seria extrapolable tant als espais per edificar com als ja existents, integrant les nocions d'«eixample» i «reforma», i que donaria una ciutat higiènica i funcional, encara que aquesta part del seu projecte no s'arribaria a dur a terme.
Cal tenir en compte que en molts casos la trama Cerdà se superposava a traçats suburbans ja existents o en fase de desenvolupament, a més que les poblacions limítrofes amb la Ciutat Comtal, que serien agregades en successives fases amb el canvi de segle xix-xx, tenien els seus propis projectes urbanístics. Entre aquests traçats cal tenir en compte les carreteres i camins rurals, o bé les servituds imposades per ferrocarrils, canals, séquies, torrents i altres accidents del terreny.
Un aspecte tangencial al nou traçat va ser la qüestió de l'hodonímia, ja que la nova trama urbana dissenyada per Cerdà incloïa una sèrie de carrers de nou encuny per als quals no hi havia tradició a l'hora de donar-los nom. La nominació de les noves vies va ser encarregada a l'escriptor Víctor Balaguer, qui es va inspirar en la història de Catalunya: així, nombrosos carrers tenen el nom de territoris vinculats amb la Corona d'Aragó, com València, Mallorca, Aragó, Provença, Rosselló, Nàpols, Còrsega, Sicília o Sardenya; amb institucions com les Corts Catalanes, la Diputació o el Consell de Cent; amb personatges com Jaume Balmes, Enric Granados, Bonaventura Carles Aribau, Ramon Muntaner, Rafael de Casanova, Pau Claris, Roger de Flor, Antoni de Villarroel, Roger de Llúria, Ausiàs March o el comte d'Urgell; o bé batalles i fets històrics com Bailén, Lepant, el Bruc o Casp. Cal assenyalar en aquest sentit que durant el segle segle xix es va començar a regular el nom dels carrers, i fins a mitjans d'aquest segle no va començar la col·locació de rètols als carrers amb el seu nom. Es va efectuar amb plaques de marbre i lletres de plom fos, similars a les d'avui dia.

Projectes d'Eixample
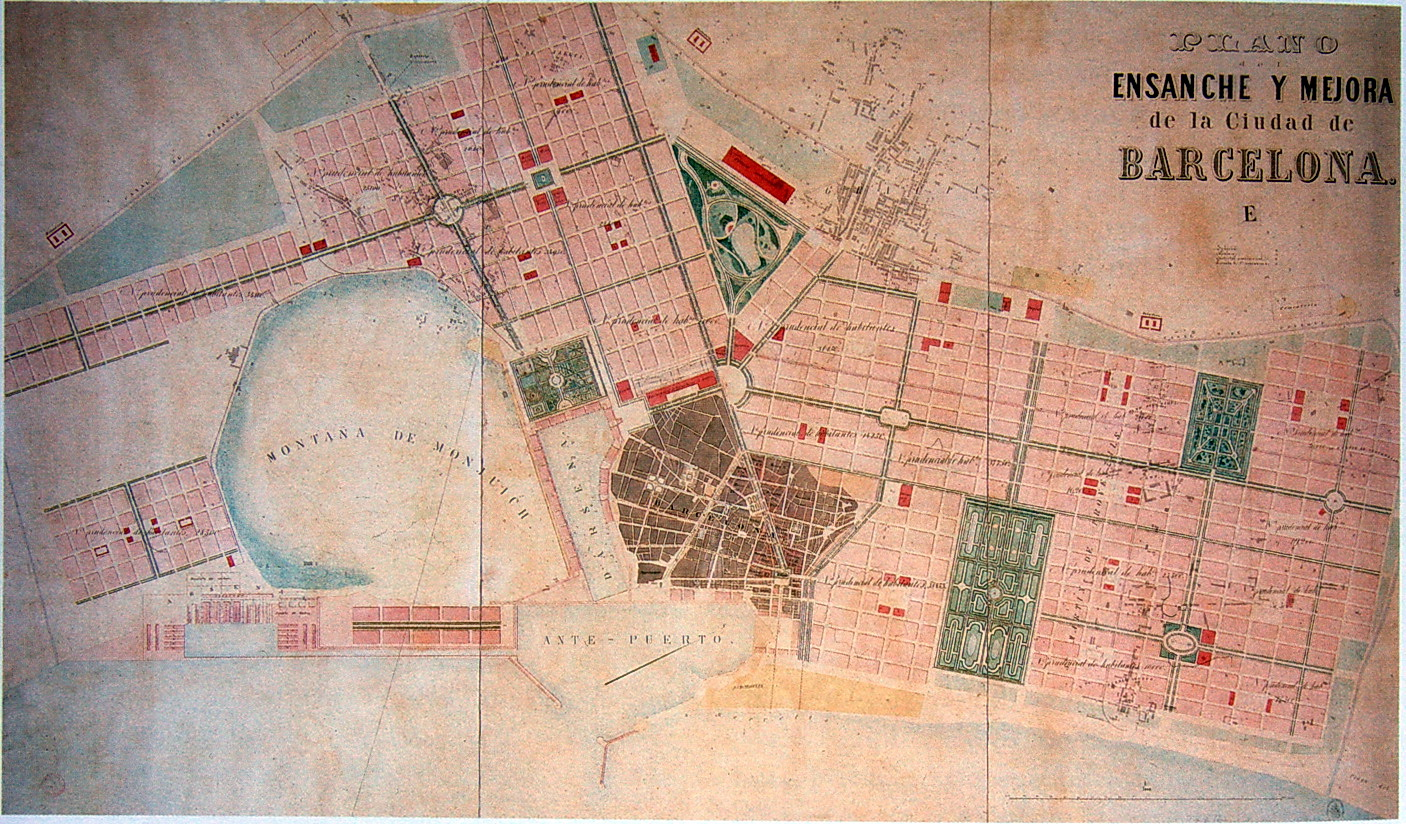
Projecte de Francesc Soler i Glòria.
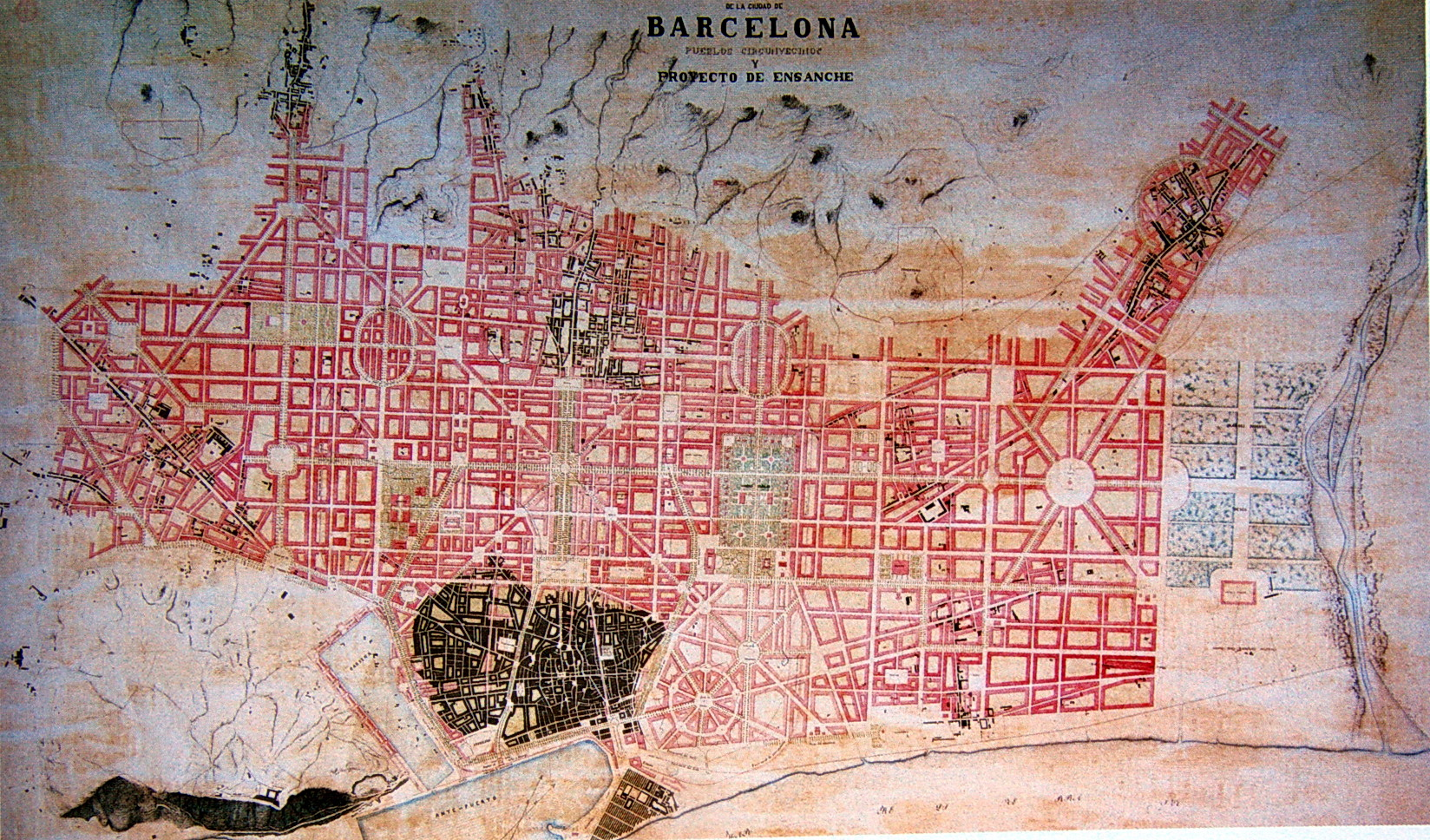
Projecte de Josep Fontserè i Mestre.
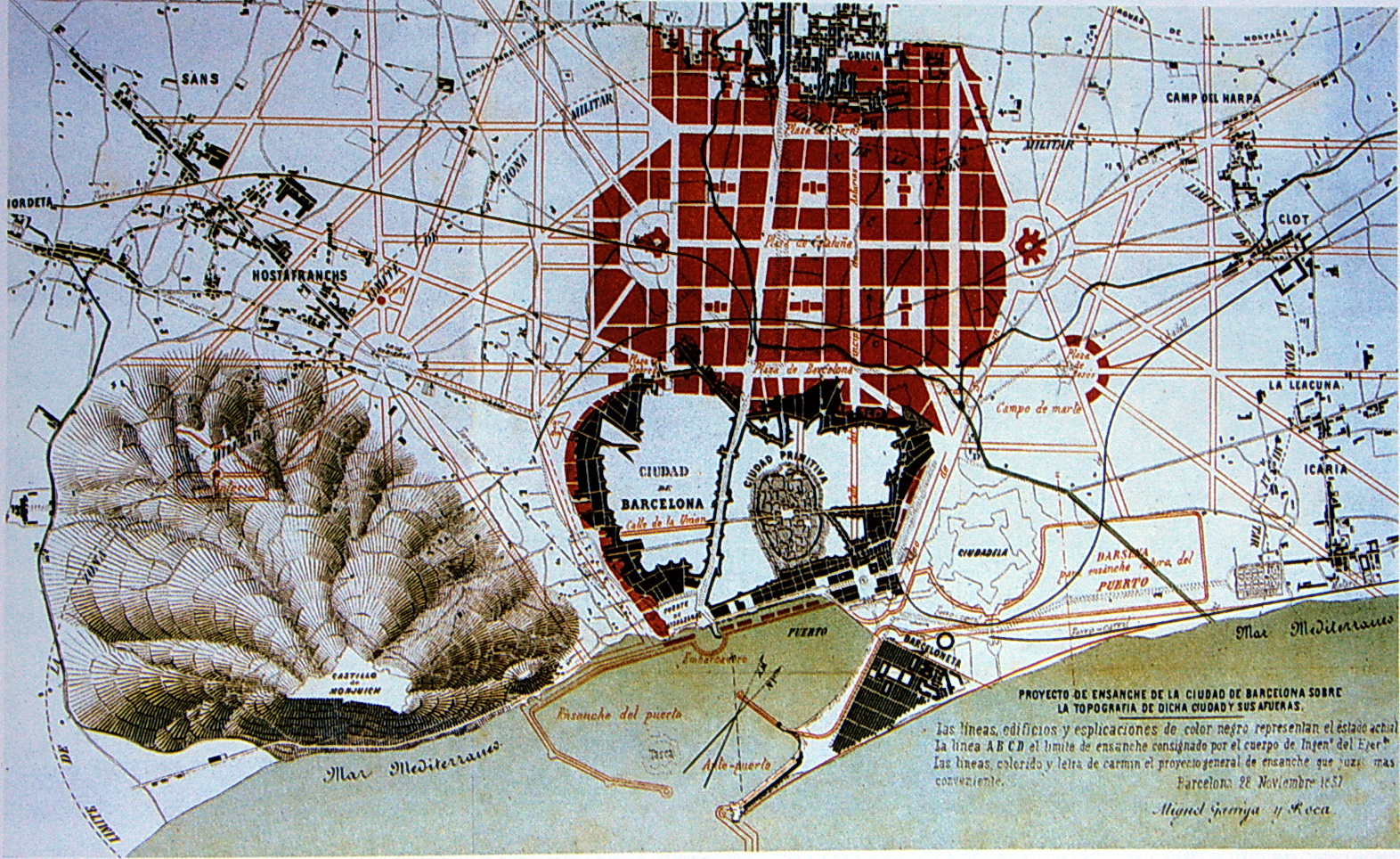
Projecte de Miquel Garriga i Roca.
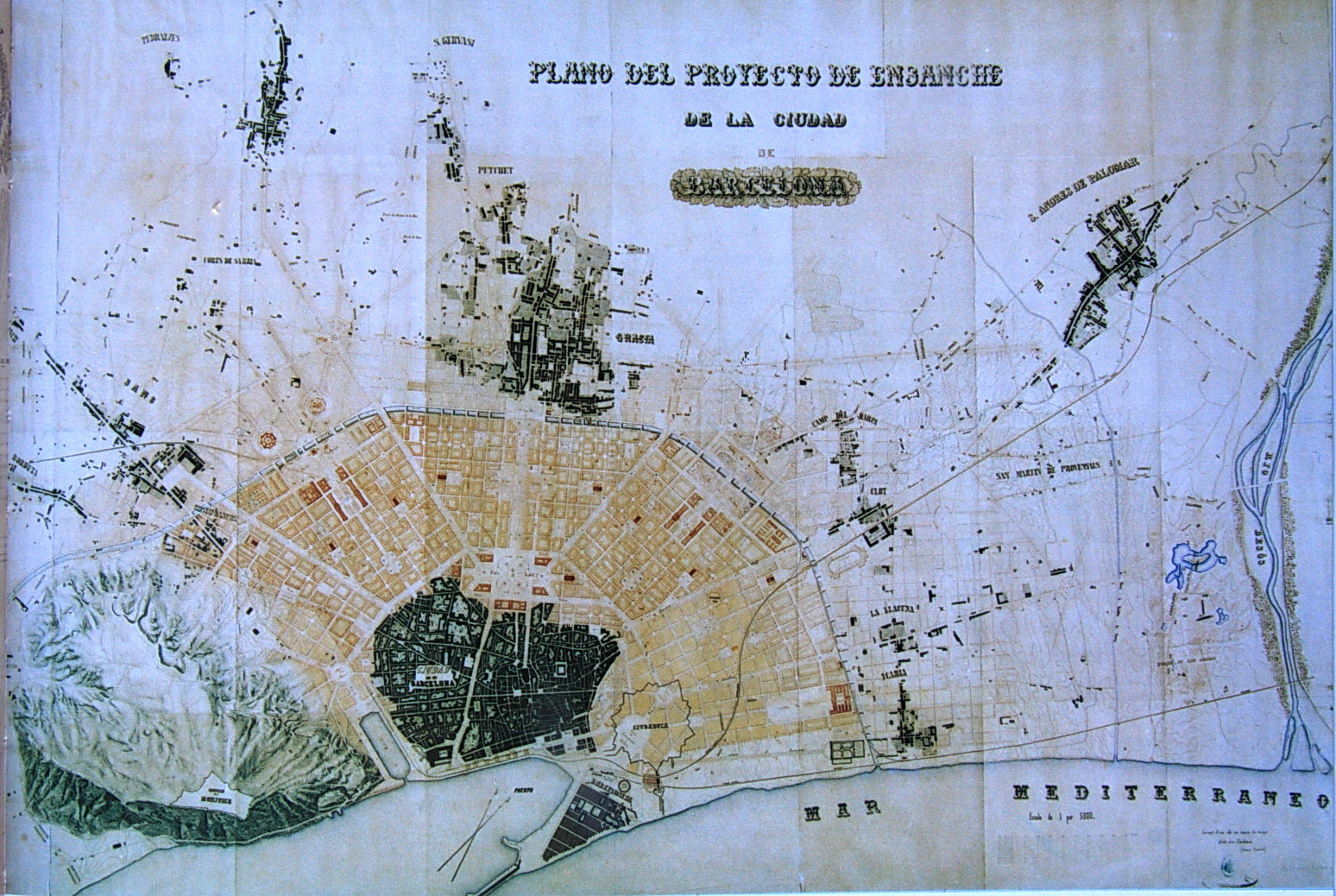
Projecte d'Antoni Rovira i Trias.

### Reformes interiors

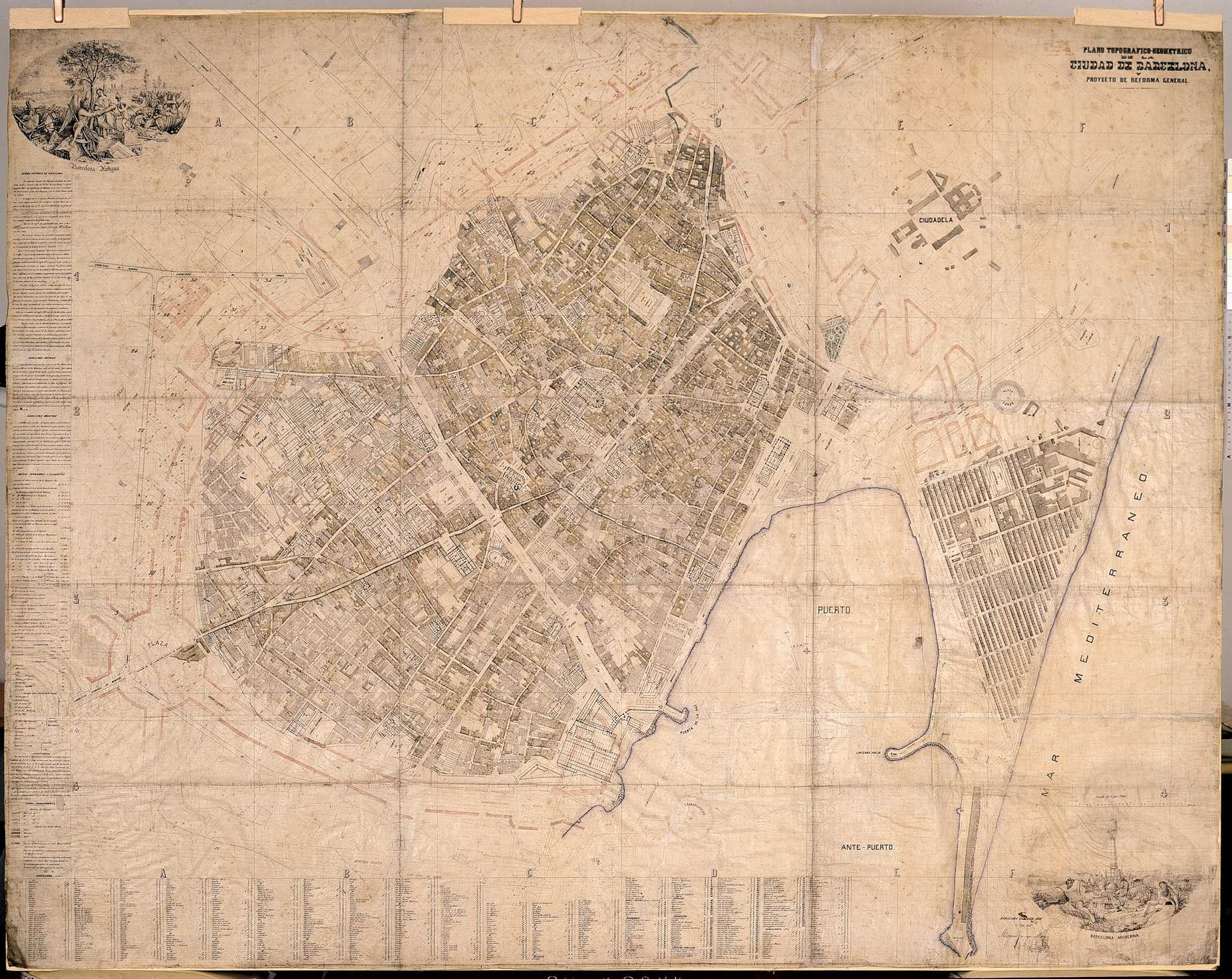
Plànol de Barcelona de Miquel Garriga i Roca (1862).

El Pla Cerdà es va desenvolupar principalment fora de les muralles de la ciutat, a causa de l'especulació immobiliària, deixant de costat les millores necessàries per al condicionament de la part vella de Barcelona. Es va plantejar llavors la necessitat d'un projecte de «reformes interiors», amb l'objectiu de modernitzar el nucli antic de la ciutat en expansió. Un dels primers va ser el de Miquel Garriga i Roca, autor d'un plànol conjunt d'alineacions (1862), el primer pla exhaustiu de la ciutat, a escala 1/250. El projecte de Garriga preveia la realineació de carrers com a mètode bàsic d'una àmplia reforma de l'interior de la ciutat, però la dificultat de la seva execució i l'absència de mecanismes expropiatoris va paralitzar aquest primer projecte.
Un projecte més elaborat va ser el realitzat per Àngel Baixeras el 1878, qui va presentar un projecte de llei d'expropiacions al Senat, que va ser aprovat el 1879. El projecte de Baixeras preveia una remodelació profunda de l'antiga ciutat, i el seu aspecte més destacat era l'obertura de tres grans vies —denominades inicialment A, B i C— per fer més transitable el nucli antic, seguint l'antic projecte de Cerdà. No obstant això, el projecte no es va aprovar fins al 1895, i encara va haver d'esperar fins al 1908 per a veure'n el començament de l'execució, realitzada parcialment, ja que solament es va construir la via A, rebatejada com Via Laietana.

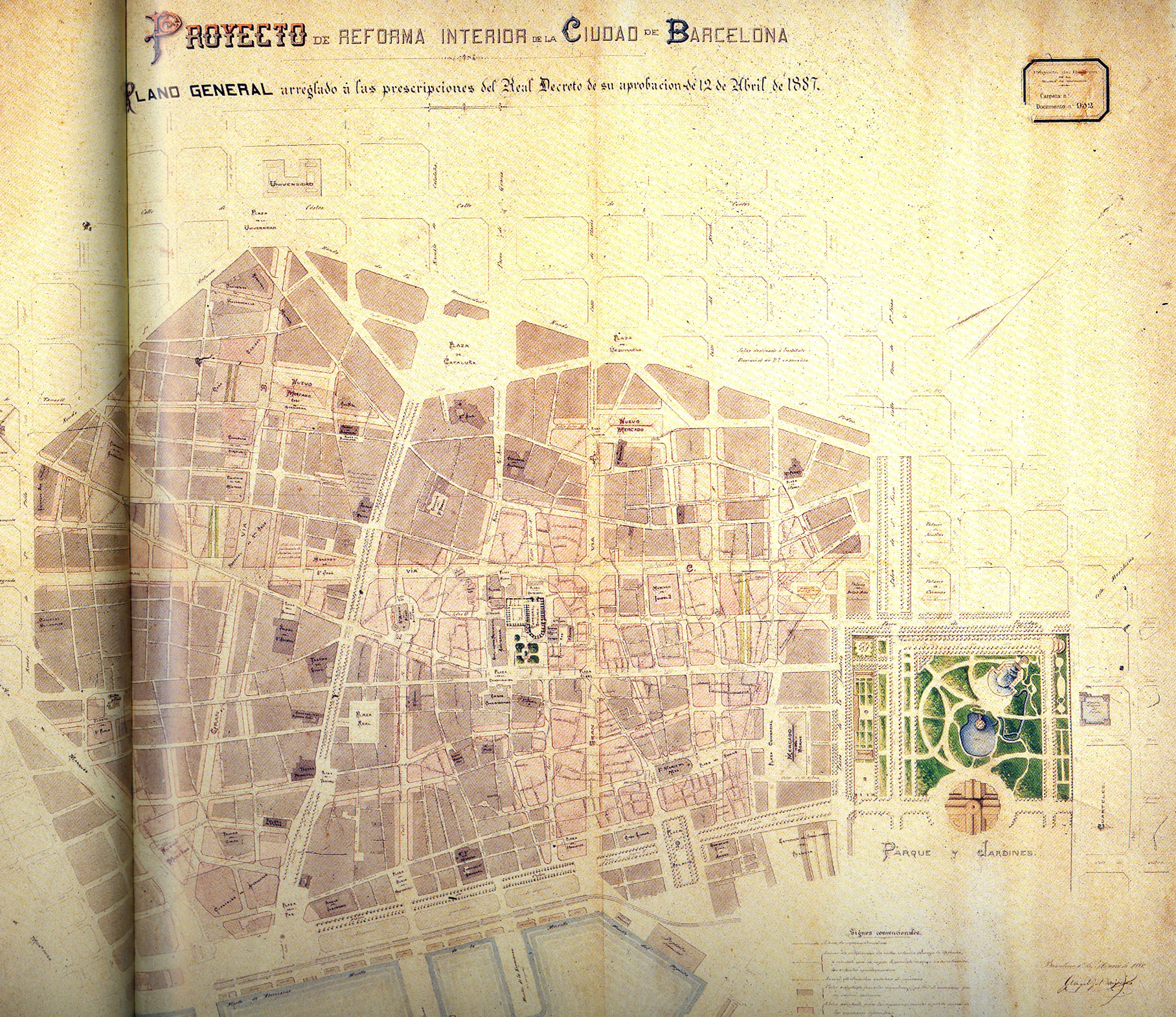
Pla de reforma interior de Barcelona (1884), d'Àngel Baixeras.

D'aquesta època cal destacar també la introducció del tramvia per al transport urbà. El 1860 s'havia obert una línia d'òmnibus que recorria la Rambla, però la lentitud dels carruatges feia poc viable aquest mitjà de transport. El 1872 es van col·locar rails, la qual cosa va alleugerir el transport, amb cotxes de model imperial —d'origen anglès—, tirats per dos o quatre cavalls. La línia es va allargar des del port (Drassanes) fins a la vila de Gràcia, i posteriorment des de Drassanes fins a la Barceloneta. Una de les primeres línies a operar va ser l'anglesa Barcelona Tramways Company Limited. El 1899 els tramvies van ser electrificats.

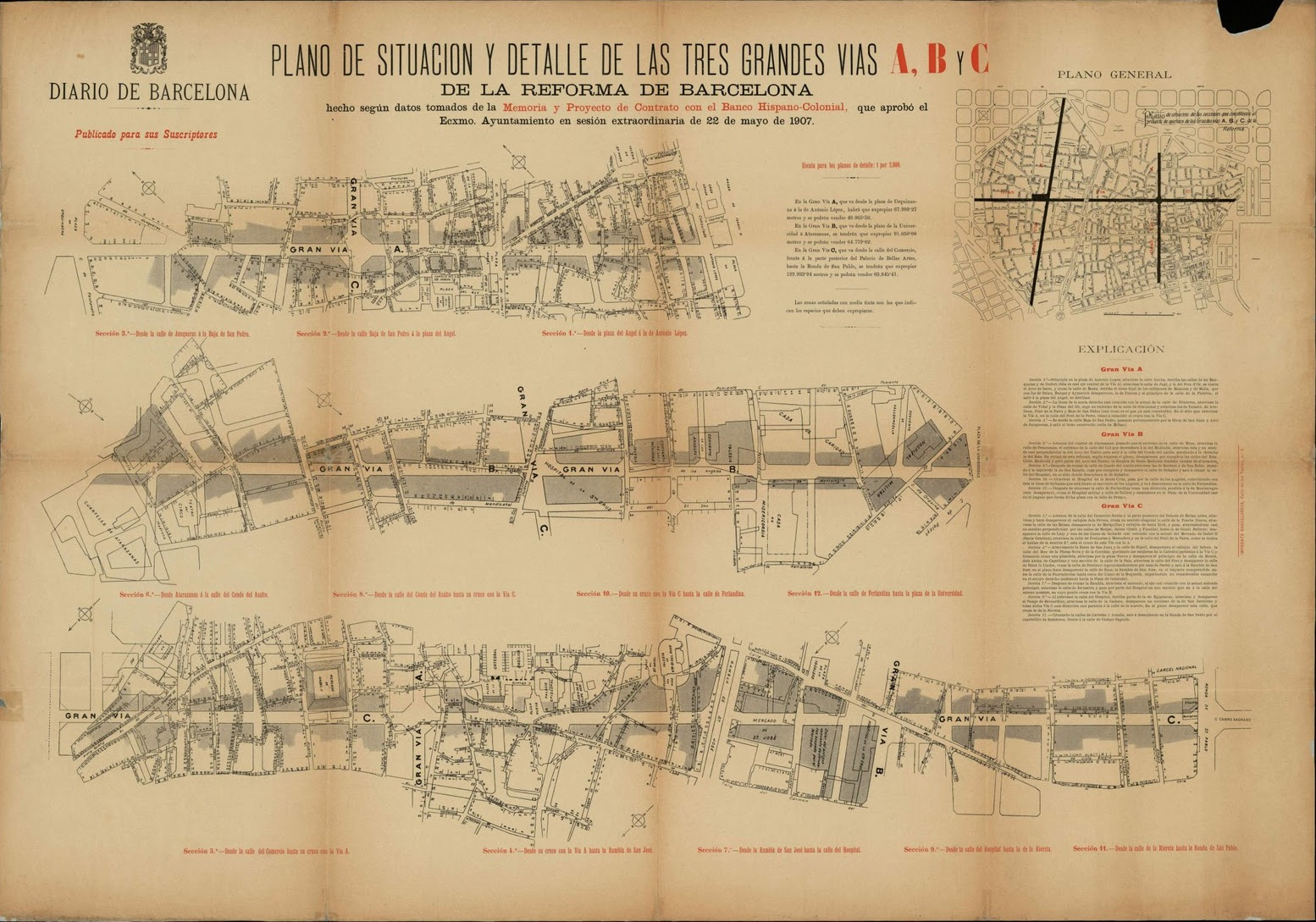
Plànol de les tres grans vies projectades per Baixeras.

En aquests anys va anar creixent també el mobiliari urbà, especialment des de la designació el 1871 d'Antoni Rovira i Trias com a responsable d'Edificacions i Ornamentació de l'Ajuntament, així com del seu successor, Pere Falqués, els quals van posar una especial obstinació a conjuminar estètica i funcionalitat per a aquest tipus d'adreços urbans. L'increment d'elements com a fanals, fonts, bancs, quioscs, baranes, jardineres, bústies i altres serveis públics es va veure afavorit per l'auge de la indústria del ferro, que permetia la fabricació en sèrie i resultava de major resistència i durabilitat.
En els anys 1880 va començar la instal·lació d'il·luminació elèctrica, que va anar substituint gradualment a la de gas en les vies públiques. El 1882 es van col·locar els primers fanals a la plaça de Sant Jaume, i entre 1887 i 1888 es van electrificar la Rambla i el passeig de Colom. No obstant això, la generalització de la llum elèctrica no es va produir fins a inicis del segle xx, amb la invenció de la bombeta, i no es va concloure fins al 1929.
Un altre dels serveis que va sorgir a la fi de segle va ser el telèfon. A Barcelona es va produir la primera comunicació telefònica de tota la península, efectuada el 1877 entre el castell de Montjuïc i la fortalesa de la Ciutadella, en procés de desmantellament però que encara albergava una guarnició. Aquest mateix any es va realitzar la primera transmissió interurbana entre Barcelona i Girona, a càrrec de l'empresa Dalmau i Fills, pionera en la instal·lació de línies a la Ciutat Comtal. El 1884 es va establir el monopoli estatal del servei, però dos anys després es va autoritzar la seva explotació a l'empresa Societat General de Telèfons de Barcelona, que va ser posteriorment absorbida per la Companyia Peninsular de Telèfons. El 1925 el servei va ser nacionalitzat per la dictadura de Primo de Rivera, i es va crear la Compañía Telefónica Nacional de España. El 1897 hi havia 2479 telèfons a la ciutat, xifra que va anar creixent progressivament: el 1917 hi havia uns 10 000, el 1930 26000, el 1960 200 000, el 1985 750 000 i el 2000 hi havia 850 000 telèfons.
Cal assenyalar també que en l'últim terç de segle es van construir nombrosos mercats de proveïment, molts d'ells construïts en ferro, un element de moda en l'arquitectura d'aquesta època. Es van construir així els mercats del Born (1872-1876), Sant Antoni (1872-1884), Hostafrancs (1881), Barceloneta (1884), Concepció (1888), Llibertat (1888), Clot (1889), Unió (1889) i Gràcia (1892).

### Exposició Universal de 1888

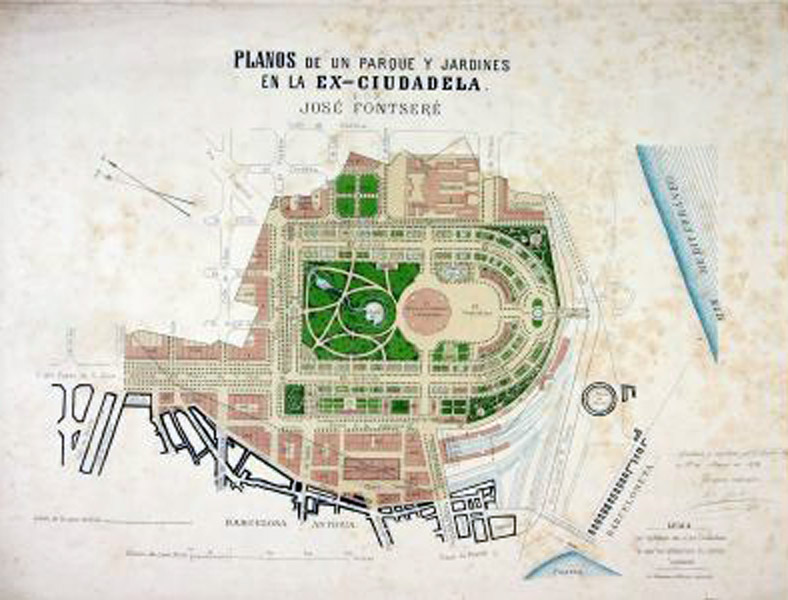
Plànol de l'Exposició, de Josep Fontserè.

A la fi de segle es va celebrar un esdeveniment que va suposar un gran impacte tant econòmic i social com urbanístic, artístic i cultural per a la ciutat, l'Exposició Universal de 1888. Va tenir lloc entre el 8 d'abril i el 9 de desembre de 1888, i es va dur a terme al parc de la Ciutadella, un terreny anteriorment pertanyent a l'exèrcit i guanyat per a la ciutat el 1868. L'incentiu dels actes firals va comportar la millora de les infraestructures de tota la ciutat, que va fer un enorme salt cap a la modernització i el desenvolupament.
El projecte de remodelació del parc de la Ciutadella es va encarregar a Josep Fontserè el 1872, qui va dissenyar uns amplis jardins per a esplai dels ciutadans, i juntament amb la zona verda va projectar una plaça central i un passeig de circumval·lació, així com una font monumental i diversos elements ornamentals, dos llacs i una zona de bosc, a més de diversos edificis auxiliars i infraestructures, com el mercat del Born, un dipòsit d'aigua —actual Biblioteca de la UPF—, un escorxador, un pont de ferro sobre les línies de ferrocarril i diverses casetes de serveis. També va dissenyar la urbanització del nou sector del Born, compost per un centenar de solars, que presentarien un segell estilístic comú, encara que finalment solament es va realitzar en part.
A més de la Ciutadella es va remodelar el Saló de Sant Joan (actual passeig de Lluís Companys), una llarga avinguda de 50 metres d'ample que servia d'entrada a l'Exposició, en l'inici de la qual es va emplaçar l'Arc de Triomf, dissenyat per Josep Vilaseca. En aquest passeig destacaven les balustrades de ferro forjat, els mosaics del paviment i uns grans fanals, tot això dissenyat per Pere Falqués. La majoria dels edificis i pavellons construïts per a l'Exposició van desaparèixer després de la seva finalització, encara que van sobreviure el Castell dels Tres Dragons, el Museu de Geologia, l'Hivernacle i l'Umbracle, mentre que una part del recinte del parc va ser ocupada posteriorment pel Zoo de Barcelona.

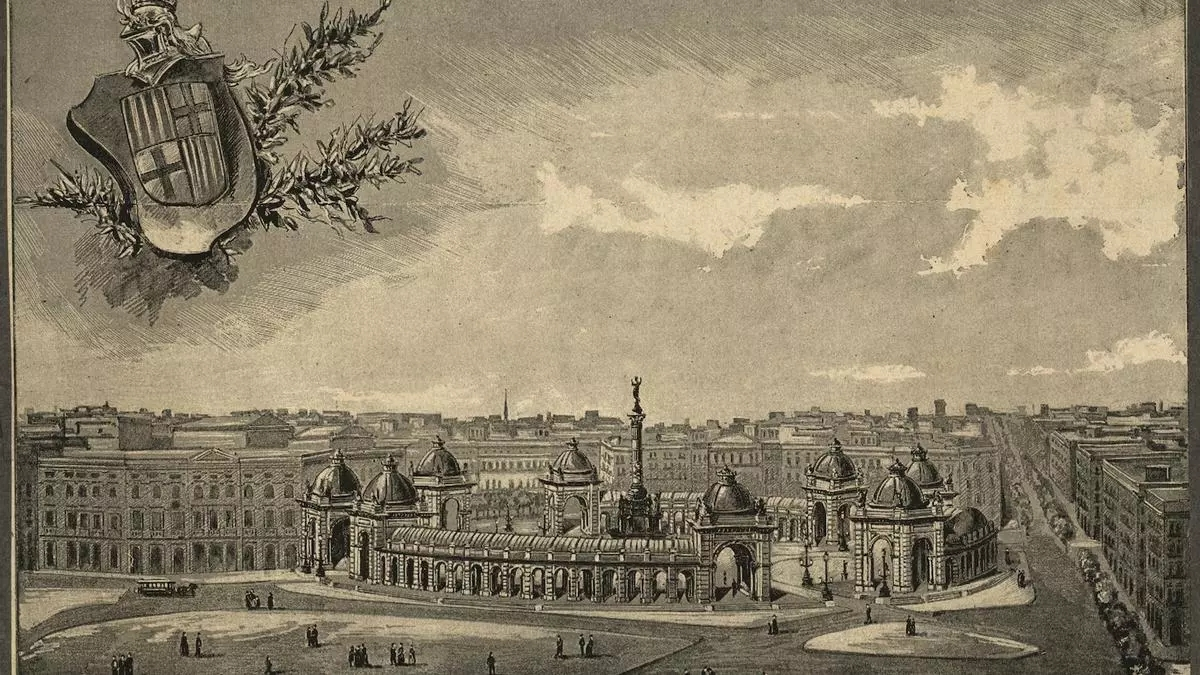
Projecte per a la plaça de Catalunya de Pere Falqués (1887)

Per a l'esdeveniment es van realitzar nombroses obres i millores per tota la ciutat: es va finalitzar la urbanització de tot el front marítim de la ciutat, entre el parc de la Ciutadella i les Rambles, a través de la remodelació del passeig de Colom i un nou moll, el de la Fusta; es va començar a urbanitzar la plaça de Catalunya, procés que culminaria el 1929 gràcies a una altra Exposició, la Internacional d'Indústries Elèctriques; es va cobrir la Riera d'en Malla, donant lloc a la rambla de Catalunya; es va iniciar l'avinguda del Paral·lel; i es va perllongar el passeig de Sant Joan cap a Gràcia i la Gran Via de les Corts Catalanes cap a ponent. També es van instal·lar Las Golondrinas, unes embarcacions d'esbarjo que sortien enfront del monument a Colom i oferien un passeig marítim als visitants, que encara perduren.

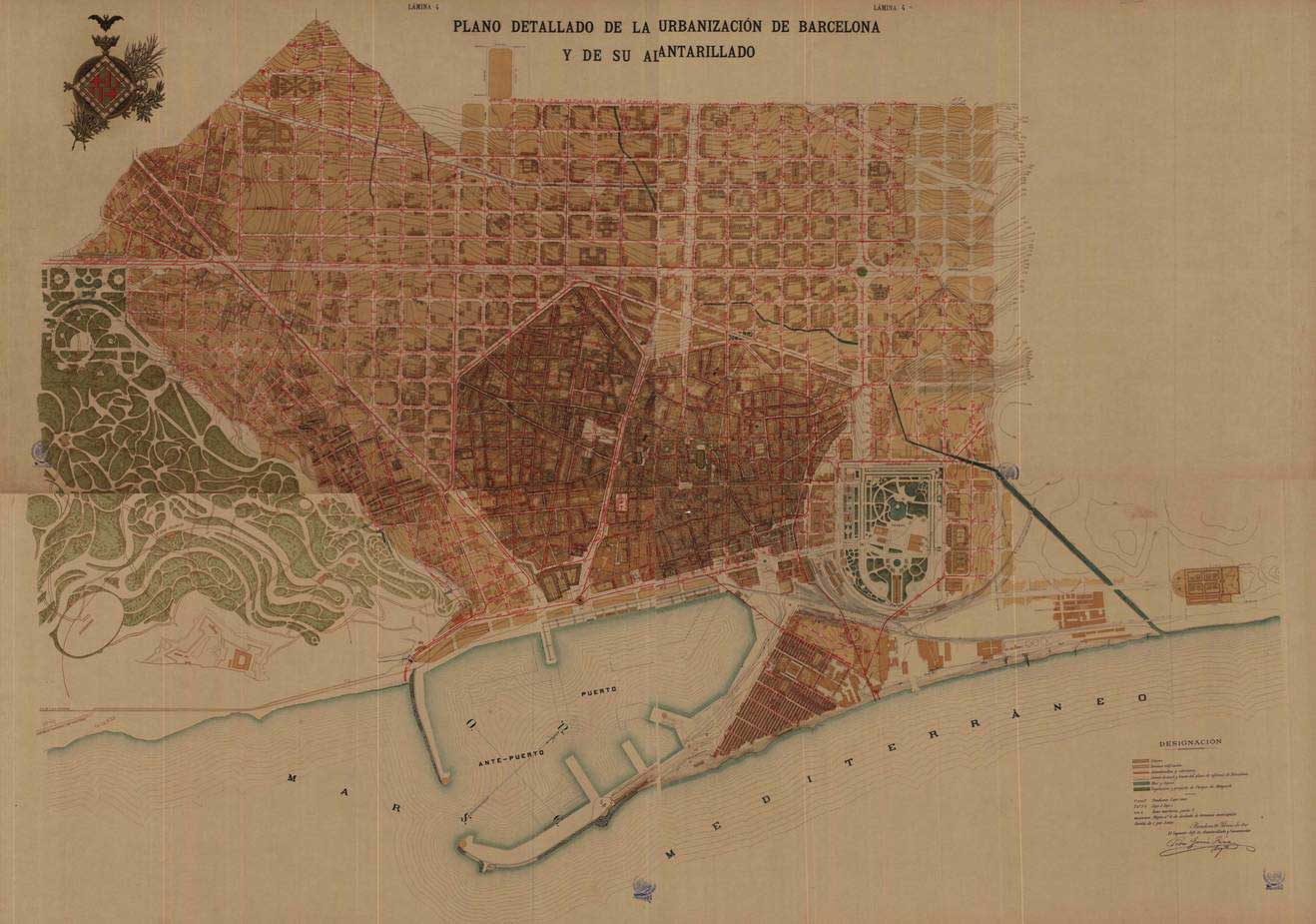
Projecte de sanejament del subsòl de Barcelona: clavegueram, drenatge, residus urbans (1891), de Pere Garcia Fària.

De finals de segle cal destacar el projecte de Pere Garcia Fària de regulació del clavegueram de la ciutat (Projecte de sanejament del subsòl de Barcelona: clavegueram, drenatge, residus urbans, 1891). Era un projecte que posava una especial èmfasi en l'higienisme, amb uns criteris innovadors que encara avui segueixen vigents: va establir una xarxa de clavegueram visitable, de 80 cm d'ample per 170 cm d'altura, mantinguda per una brigada municipal que encara compleix amb les seves funcions. És un sistema unitari d'aigües pluvials i residuals, que funciona principalment per gravetat —excepte algunes petites estacions de bombat—, fet que fa necessària la presència de grans col·lectors en la part baixa de la ciutat. Gràcies a aquest projecte, la xarxa de clavegueram es va ampliar en pocs anys de 31,2 km a 212 km. Per aquestes dates es va començar també a urbanitzar els carrers amb voreres de panots i calçada de llambordes, substituïda en els anys 1960 per asfalt.
Cal assenyalar també que durant el segle xix l'augment de la població i les noves necessitats industrials van comportar un augment del consum d'aigua, la qual cosa va requerir una major xarxa de captació i distribució d'aquest element. Així, a la fi de segle es va construir una nova canalització des de Dosrius (Maresme), amb una galeria de 17 km i un aqüeducte de 37 km que portava l'aigua a la ciutat. Van aparèixer llavors les primeres empreses comercialitzadores, la principal de les quals va ser la Societat General d'Aigües de Barcelona (AGBAR), creada el 1882.
D'altra banda, l'augment de la població va comportar entre els segles xix i xx la creació de nous hospitals per atendre a la població dels nous districtes de la ciutat: van sorgir així l'Hospital Clínic i Provincial (1895-1906) i l'Hospital de la Santa Creu i Sant Pau (1902-1930), un monumental conjunt d'estil modernista dissenyat per Lluís Domènech i Montaner. Més endavant es van crear els hospitals de l'Esperança (1924), de la Creu Vermella (1924), el Militar (1924) i del Mar (1931), mentre que el 1955 es va inaugurar l'Hospital Universitari Vall d'Hebron, un dels principals referents sanitaris de Catalunya.
En aquests anys es va anar urbanitzant progressivament l'Eixample, primer gràcies a la iniciativa privada i les anomenades Societats de Foment, i des del 1892 amb l'aparició de les Comissions Especials d'Eixample sorgides de la nova Llei d'Eixample de 1892. Aquesta llei es va recolzar en la Llei d'Expropiació Forçosa de 1879, i va desenvolupar un sistema de gestió amb participació pública i privada. El procés d'urbanització solia tenir diverses fases: terraplenat de la zona, parcel·lació del terreny, instal·lació de serveis com clavegueram, aigua corrent i il·luminació, i construcció d'edificis. La majoria de cases solien ser de renda: el propietari es reservava la primera planta (planta noble) i llogava les altres.

## Segle XX

Plànol de Barcelona i els seus voltants el 1890, J.M. Serra. Es poden apreciar al voltant del nucli antic els municipis que van ser agregats entre finals del i principis del.

El segle xx va estar condicionat per la convulsa situació política, amb la fi de la monarquia el 1931 i l'arribada de la Segona República, finalitzada amb la Guerra Civil i substituïda per la dictadura franquista, fins al restabliment de la monarquia i l'arribada de la democràcia. Socialment, aquest segle va veure l'arribada massiva d'immigració a la ciutat, amb el consegüent augment de la població: si el 1900 hi havia 530.000 habitants, el 1930 gairebé s'havien doblegat (1 009 000 hab), per arribar entre 1970 i 1980 al punt màxim (1.754.900) i a la fi de segle a 1.500.000 habitants.
Amb el canvi de segle es va obrir un nou escenari polític marcat per la pèrdua de les colònies i l'auge de la Lliga Regionalista, dirigida per polítics com Francesc Cambó, Enric Prat de la Riba i l'arquitecte Josep Puig i Cadafalch, els quals van manifestar el seu desig de situar a Barcelona en la primera línia internacional, al nivell de ciutats com París, Nova York, Berlín o Viena. És el model de la «Barcelona Imperial» plantejat per Prat de la Riba, o de la «Nova París del Migdia» comentada per Puig i Cadafalch. Sorgeixen en aquest sentit projectes de millores de les infraestructures, els ferrocarrils, els transports i els equipaments, la creació d'un port franc, l'atenció a les necessitats d'una societat cada vegada més industrialitzada, la cerca de mecanismes per acollir l'augment de la població i satisfer aspectes fins ara poc atesos com l'educació, la cultura i els espais verds.

### Agregacions municipals i Pla d'Enllaços
L'inici de segle va estar marcat per l'expansió geogràfica de la ciutat: el 1897 Barcelona es va annexionar sis poblacions limítrofes, fins aleshores independents: Sants, Les Corts, Sant Gervasi de Cassoles, Gràcia, Sant Andreu de Palomar i Sant Martí de Provençals. Igualment, el 1904 va ser annexionat Sant Joan d'Horta; el 1921, Sarrià i Santa Creu d'Olorda (un petit terreny de Collserola segregat de Molins de Rei); el 1924, Collblanc i la Marina de l'Hospitalet, on es va fer la Zona Franca; i, el 1943, El Bon Pastor i Baró de Viver, segregats de Santa Coloma de Gramenet. La ciutat va passar de 15,5 km² a 77,8 km², i d'una població de 383.908 habitants a 559.589.

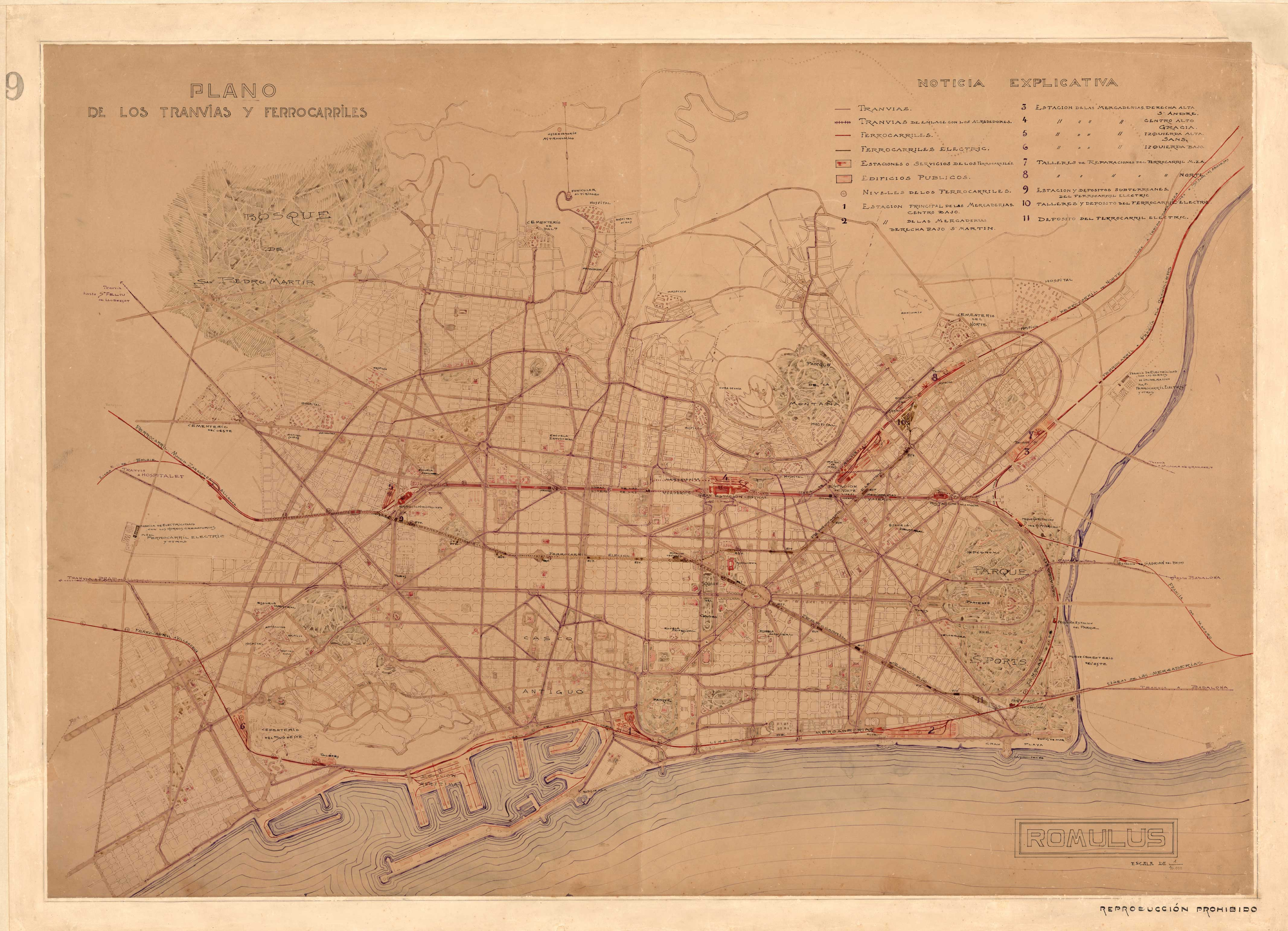
Pla Jaussely (1903).

L'annexió dels nous municipis va plantejar la necessitat d'un pla d'enllaços de la ciutat, que va sortir a concurs públic el 1903 (Concurs Internacional sobre avantprojectes d'enllaços de la Zona d'Eixample de Barcelona i els pobles agregats entre si i amb la resta del terme municipal de Sarrià i Horta), en el qual va resultar guanyador l'urbanista francès Léon Jaussely. Es buscava la integració dels nous municipis agregats amb Barcelona i entre aquests, amb un predomini dels aspectes organitzatius per sobre els expansius, en un intent de reformulació del Pla Cerdà, mal valorat per la generació modernista. El Pla Jaussely es basava en un esquema estructural, amb un tracte diferenciat dels diversos teixits urbans, el que recorda els traçats en estil Beaux-Arts de moda en els ambients internacionals de l'època. La proposta es basava principalment en tres criteris: un esquema viari d'eixos principals (cinc radials i dos anells de circumval·lació), la zonificació d'activitats i la sistematització dels espais verds. El projecte preveia grans infraestructures viàries (bulevards, grans places, passeigs de ronda, diagonals, passeigs marítims), parcs i jardins, enllaços ferroviaris —amb les línies interiors soterrades—, edificis públics i col·lectius en els punts centrals de les traces viàries, equipaments i àrees de serveis. El projecte es va realitzar tan sols parcialment, i el 1917 es va reformular amb l'anomenat Pla Romeu-Porcel; no obstant això, l'innovador de les seves idees va deixar una profunda empremta i va inspirar l'urbanisme barceloní durant gran part del segle.

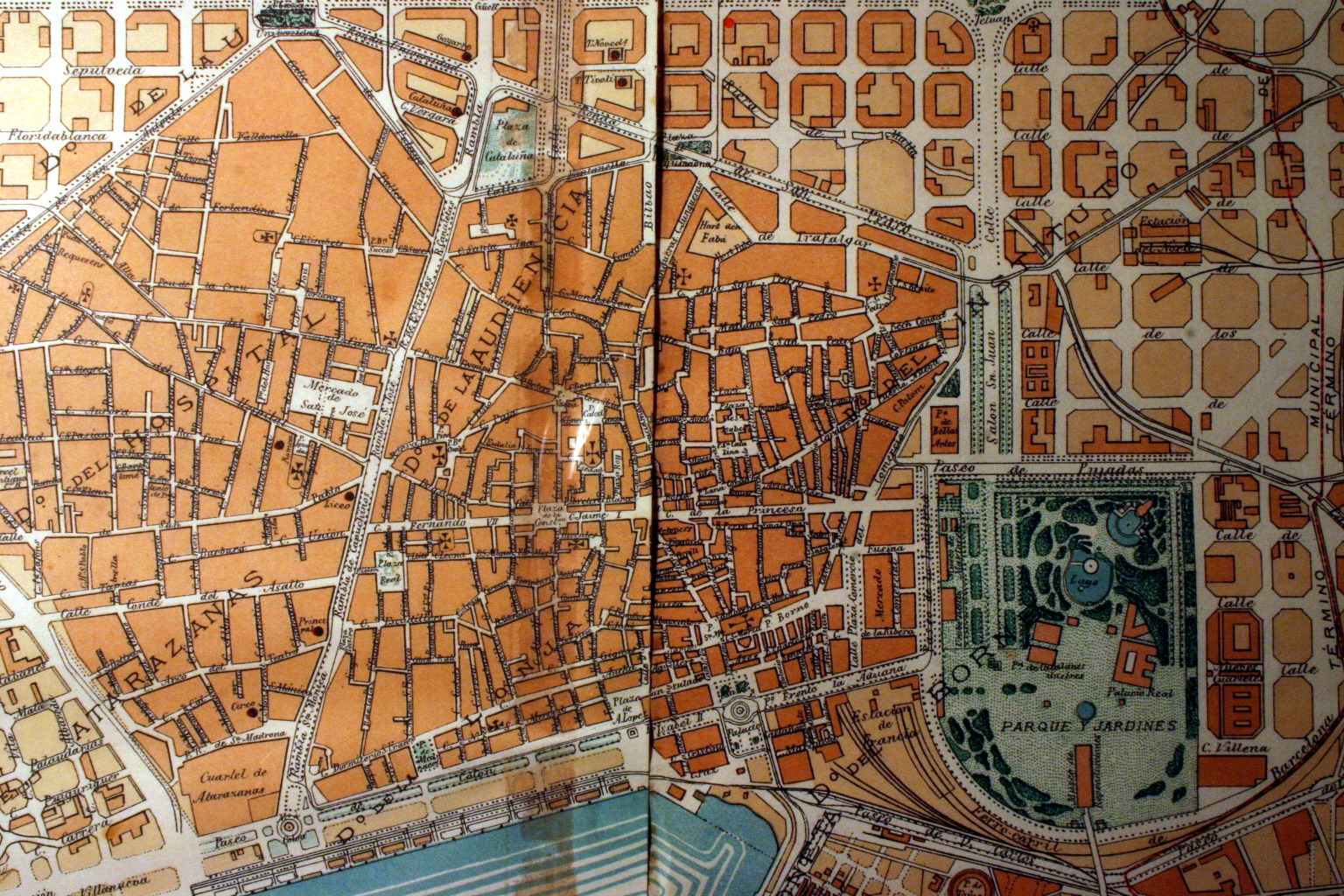
Plànol de Ciutat Vella abans d'obrir-se la Via Laietana.

L'actuació més important en aquests anys va ser l'obertura de la Via Laietana, que connectava l'Eixample amb el mar, projectada amb la lletra A en el Pla Baixeras de 1878. Les obres es van realitzar finalment el 1908, amb un finançament conjunt entre l'Ajuntament i el Banc Hispano Colonial, en el que va ser la primera operació concertada de Barcelona. La nova via es va dissenyar amb la voluntat de crear una avinguda d'aspecte uniforme, fet pel qual la majoria d'edificis són d'aspecte noucentista, amb certa influència de l'Escola de Chicago. Les crítiques a les obres d'obertura d'aquesta via, que van comportar nombrosos enderrocaments de cases —alguns edificis de valor artístic van ser traslladats—, van paralitzar la construcció dels altres dos vials prevists per Baixeras, encara que amb posterioritat es van fer algunes intervencions puntuals en aquests llocs, sobre la base dels projectes d'Antoni Darder (1918), Joaquim Vilaseca (1932, Pla de Reforma, urbanització i enllaç entre els punts singulars del Casc Antic) i Soteras-Bordoy (1956, Pla parcial d'Ordenació del Casc Antic de Barcelona).

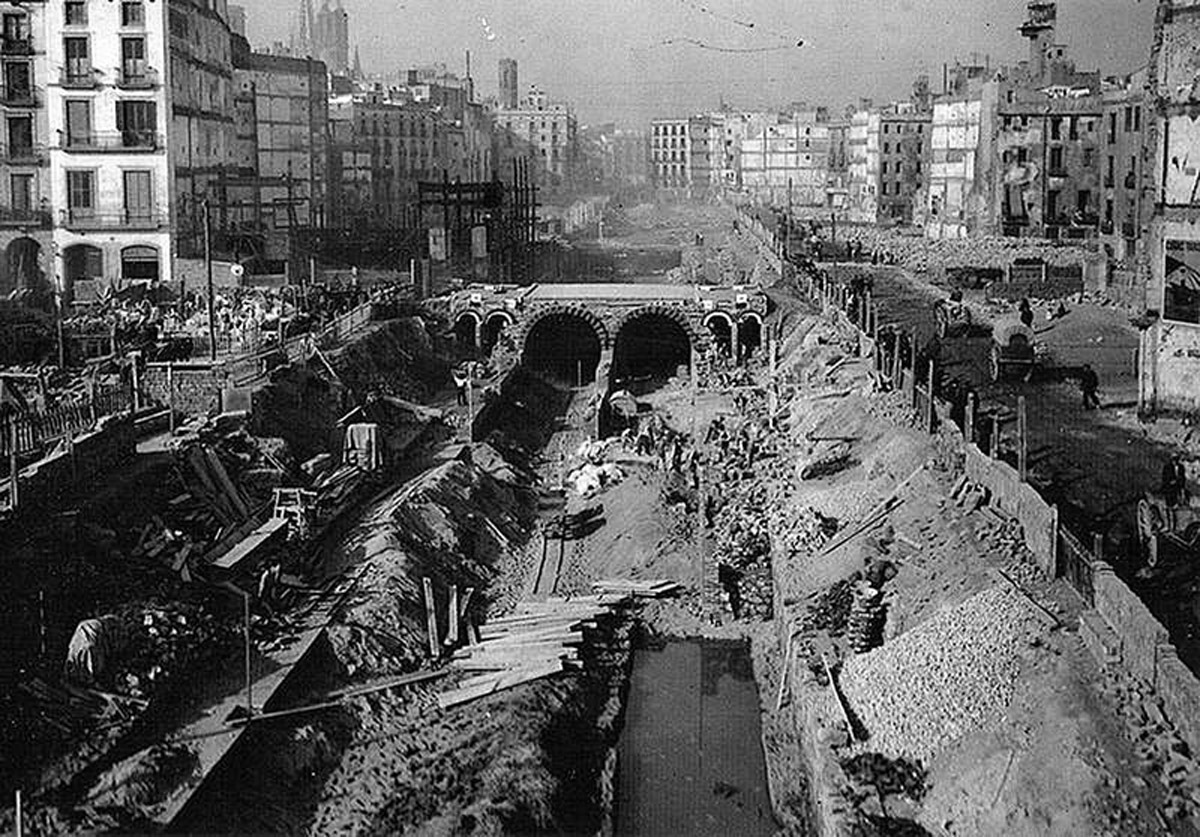
Obertura de la Via Laietana (1912).

També en els primers anys del segle es va urbanitzar el vessant del Tibidabo, amb una àmplia avinguda que unia l'avinguda de Sant Gervasi amb la muntanya, que va ser ocupada per cases unifamiliars a l'estil de les ciutats-jardí angleses. Per al transport es va instal·lar un tramvia en l'avinguda i un funicular per ascendir a dalt de la muntanya (1901), on es va emplaçar el Parc d'Atraccions del Tibidabo. El 1906 es va obrir també el funicular de Vallvidrera.
Un interessant projecte d'urbanització va ser el de la finca de Can Muntaner (1900-1914), al peu del turó del Carmel, al barri de La Salut, dissenyada també com una ciutat-jardí de cases unifamiliars. El promotor va ser l'industrial Eusebi Güell, i es va ocupar del traçat l'arquitecte Antoni Gaudí. El projecte no va tenir èxit, ja que solament es van vendre dues parcel·les, i el 1926 el terreny va ser cedit a l'Ajuntament i reconvertit en parc, conegut avui com a parc Güell.

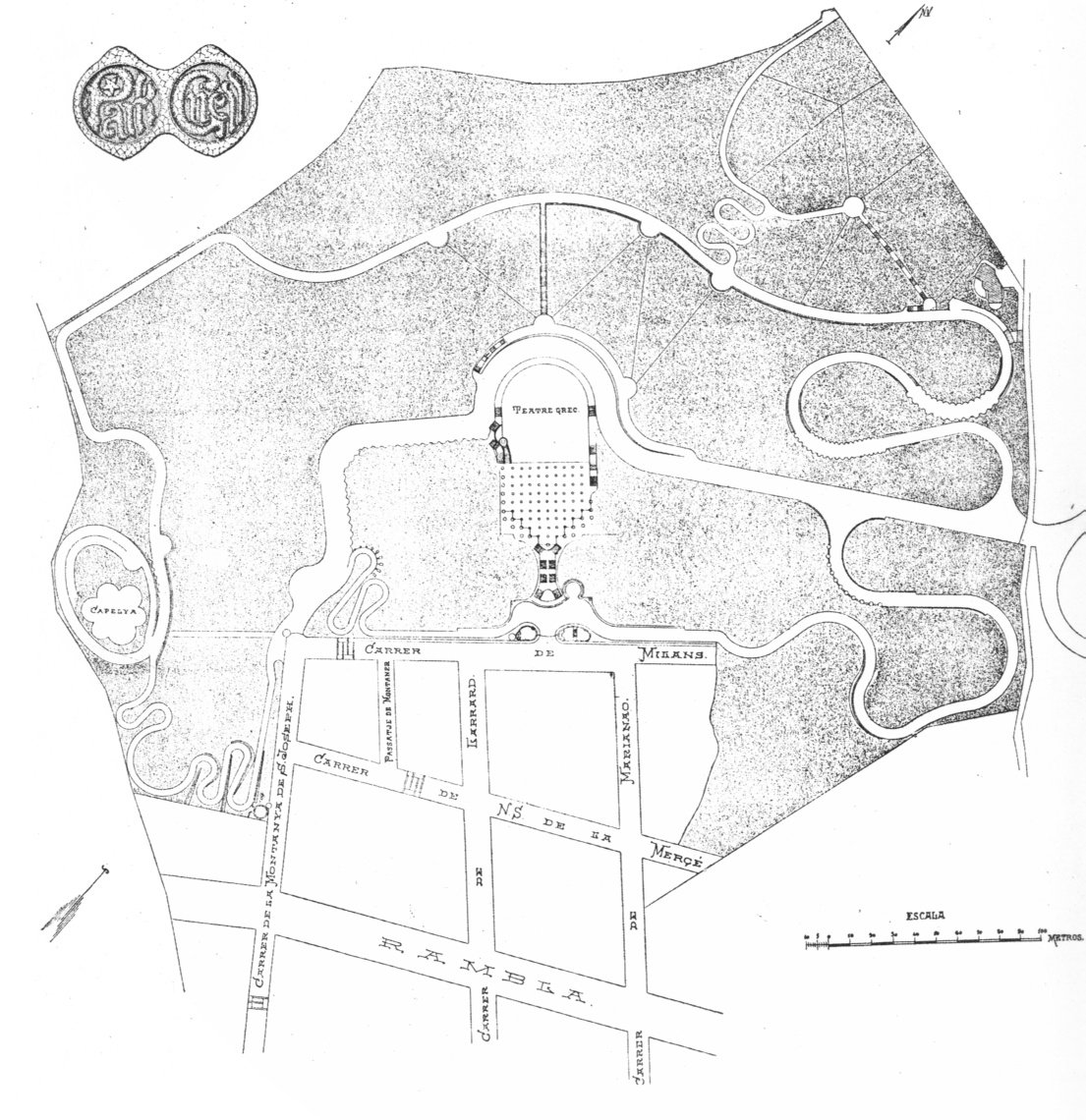
Plànol del parc Güell (1903), d'Antoni Gaudí.

Durant els primers anys del segle es va efectuar una ampliació del port, amb un projecte elaborat per Julio Valdés i realitzat entre 1905 i 1912: es va perllongar el dic de l'est i es van construir un contradic i els molls interiors. Aquestes obres van donar al port pràcticament la seva fisonomia actual, exceptuant la construcció del moll sud i la dàrsena interior el 1965.
El canvi de segle va portar l'electrificació general de la ciutat, tant en l'àmbit públic com privat. El 1911 es va fundar la companyia Barcelona Traction, Light and Power —més coneguda per La Canadenca—, la qual va apostar per l'aprofitament dels recursos hidràulics dels Pirineus, construint embassaments a Tremp (1915) i Camarasa (1920). També va edificar les centrals tèrmiques de Fígols, Adrall, Badalona i Sant Adrià de Besòs. Gràcies a l'electrificació, Barcelona va començar a despuntar en sectors com el metal·lúrgic, el químic i l'automobilístic, consolidant-se com a centre industrial i comercial.
Durant la primera dècada del segle es van instal·lar uns urinaris públics denominats vespasianes, realitzats en metall amb un cos circular amb capacitat per a sis persones, sobre el qual s'aixecava una secció hexagonal destinada a publicitat, coronada per una cupuleta. En els anys 1910 van ser retirats, i en el futur es va establir que tots els urinaris havien d'estar soterrats.

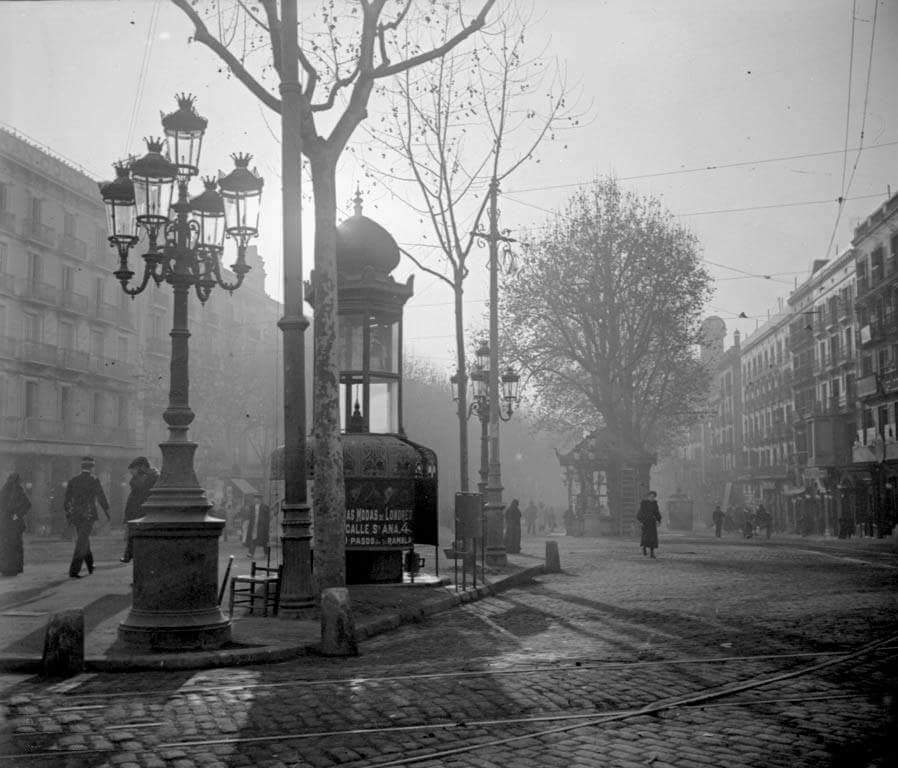
Urinari tipus vespasiana, encreuament del carrer de Pelai amb la plaça de Catalunya.

En aquests anys es va anar ampliant la xarxa de tramvies, gràcies a empreses com Les Tramways de Barcelone Société Anonyme. L'expansió de la ciutat amb l'agregació dels municipis adjacents requeria cada cop més una xarxa àmplia i ràpida de transports, el progrés dels quals va ser afavorit per l'electrificació dels tramvies, fet que a més va abaratir el seu cost i va permetre popularitzar més el servei: de 7 milions de passatgers el 1900 es va passar a 17 milions el 1914.
A principis de segle van aparèixer també els primers autobusos: el 1906 es va crear la primera línia entre la plaça de Catalunya i la de Trilla, a Gràcia, operada per la companyia La Catalana, amb cinc cotxes Brillié-Schneider. El servei es va suprimir el 1908 per les protestes de les companyies de tramvies, per les quals era una clara competència, però el 1916 van aparèixer algunes línies suburbanes, que feien el trajecte entre Barcelona i Sant Just Desvern, Santa Coloma de Gramenet, Hospitalet, Badalona, El Prat, Sant Boi, Gavà i Sant Climent de Llobregat. El 1922 es van restablir els autobusos urbans, a càrrec de la Companyia General d'Autobusos de Barcelona (CGA), que posteriorment va ser absorbida per Tramvies de Barcelona, la qual va passar a operar tots dos transports.
També en aquesta època van aparèixer els primers taxis: el 1910 es va atorgar la llicència als 21 primers vehicles; el 1920 ja hi havia mil taxis, amb 64 parades per tota la ciutat. El 1928 es va incorporar la llum verda com a senyal de «lliure», i el 1931 es va establir el color negre i groc com a distintiu de la ciutat.

Mapa de la xarxa del Metro de Barcelona.

En els anys 1920 es va millorar el transport urbà amb la construcció del Metro de Barcelona. Les obres van començar el 1920 amb la instal·lació de dues línies: la 3 (Lesseps-Liceu), inaugurada el 1924, i l'1 (Catalunya-Bordeta), posada en servei el 1926. La xarxa es va anar expandint progressivament, i en l'actualitat Barcelona compta amb 11 línies. Inicialment estava explotat per tres companyies: Gran Metropolità de Barcelona (L3), Metropolità Transversal (L1) i Ferrocarril de Sarrià a Barcelona (actual Ferrocarrils de la Generalitat de Catalunya); les dues primeres es van fusionar el 1957 en la companyia Ferrocarril Metropolità de Barcelona, que al costat de la companyia d'autobusos Transports de Barcelona va formar el 1979 la companyia Transports Metropolitans de Barcelona (TMB).
Cal remarcar també que durant les primeres dècades del segle es va impulsar notablement l'escolarització pública, gràcies sobretot a la iniciativa tant de l'Ajuntament com de la Diputació i la Mancomunitat de Catalunya. L'Ajuntament va crear el 1922 el Patronat Escolar, que fomentava l'educació laica, bilingüe i de renovació pedagògica, i que va impulsar un ambiciós pla de construccions escolars, entre les quals destaquen les edificades en estil noucentista per Josep Goday (col·legis Ramon Llull, Collaso i Gil, Lluís Vives, Milà i Fontanals, Baixeras i Pere Vila). Després de la Guerra Civil l'educació pública va ser assumida pel govern central, fins que amb l'arribada de la democràcia va passar les competències a la Generalitat.
En aquests anys es va atorgar també una creixent importància a la qüestió dels espais verds, que va ser plantejada el 1926 per Nicolau Maria Rubió i Tudurí, director del servei de Parcs i jardins de Barcelona: amb el text El problema dels espais lliures, presentat al XI Congrés Nacional d'Arquitectes, va proposar la col·locació d'una sèrie d'espais verds en forma de semicercles concèntrics entre els rius Besòs i Llobregat, a tot el llarg de la serra de Collserola, amb petits enclavaments en la part interior de la ciutat a l'estil dels squares londinencs. Va proposar per a la ciutat quatre nivells: parcs interiors, entre els quals es trobarien la Ciutadella i Montjuïc, així com tres menors (Letamendi, Sagrada Família i Glòries); parcs suburbans, entre els quals es trobarien el de l'Hipòdrom, Turó Park, Turó Gil, Font del Racó, Vallcarca, Guinardó i Parc Güell; parcs exteriors (Llobregat, Pedralbes, Vallvidrera, Tibidabo, Sant Medir, Horta i Besòs); i la reserva natural de Collserola. El projecte de Rubió no va ser executat, excepte en petites porcions, però a poc a poc la ciutat va anar guanyant terreny verd: de 1910 a 1924 es va passar de 72 ha a 450 ha.

### Exposició Internacional de 1929

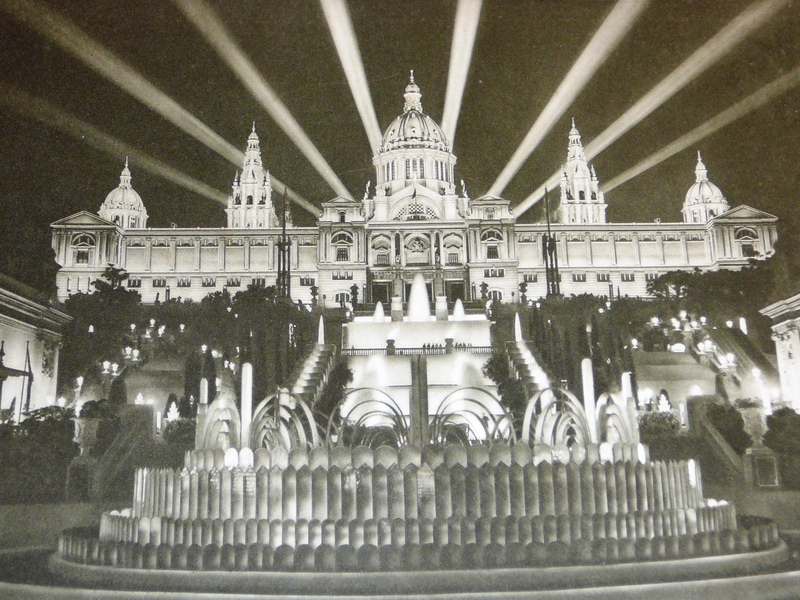
Vista de l'Exposició Internacional de Barcelona (1929).

El 1929 es va celebrar l'Exposició Internacional a Montjuïc. Per a aquest esdeveniment es va urbanitzar tota la zona de la plaça d'Espanya, l'avinguda de la Reina Maria Cristina i la muntanya de Montjuïc, i es van construir els pavellons que acullen actualment la Fira de Barcelona. Un dels principals artífexs del projecte va ser Josep Puig i Cadafalch, i va suposar un dels principals bancs de prova del noucentisme, l'estil successor del modernisme. L'Exposició va tenir lloc del 19 de maig de 1929 al 15 de gener de 1930, sobre una superfície de 116 ha, i va tenir un cost de 180 milions de pessetes.
Amb motiu de l'Exposició es va enjardinar bona part de la muntanya de Montjuïc, amb un projecte de Jean-Claude Nicolas Forestier i Nicolau Maria Rubió i Tudurí, els quals van realitzar un conjunt de marcat caràcter mediterrani i gust classicista: es van crear així els jardins de Laribal, els de Miramar i els del Teatre Grec.
Com va passar el 1888, l'Exposició de 1929 va suposar un gran impacte per a la ciutat en l'àmbit urbanístic, no solament a la zona de Montjuïc, per tota la ciutat es van realitzar obres de millora i condicionament: es van enjardinar les places de Tetuan, Urquinaona i Letamendi; es va construir el pont de Marina; es va urbanitzar la plaça de Catalunya; es van perllongar la Diagonal cap a l'oest i la Gran Via cap al sud-oest, així com els passeigs de Gràcia i Sant Joan en els trams limítrofs a Gràcia. També es van realitzar diverses obres públiques: es va millorar l'asfaltat de carrers i el clavegueram, es van instal·lar urinaris públics i es va acabar la substitució de la il·luminació de gas per l'elèctrica.

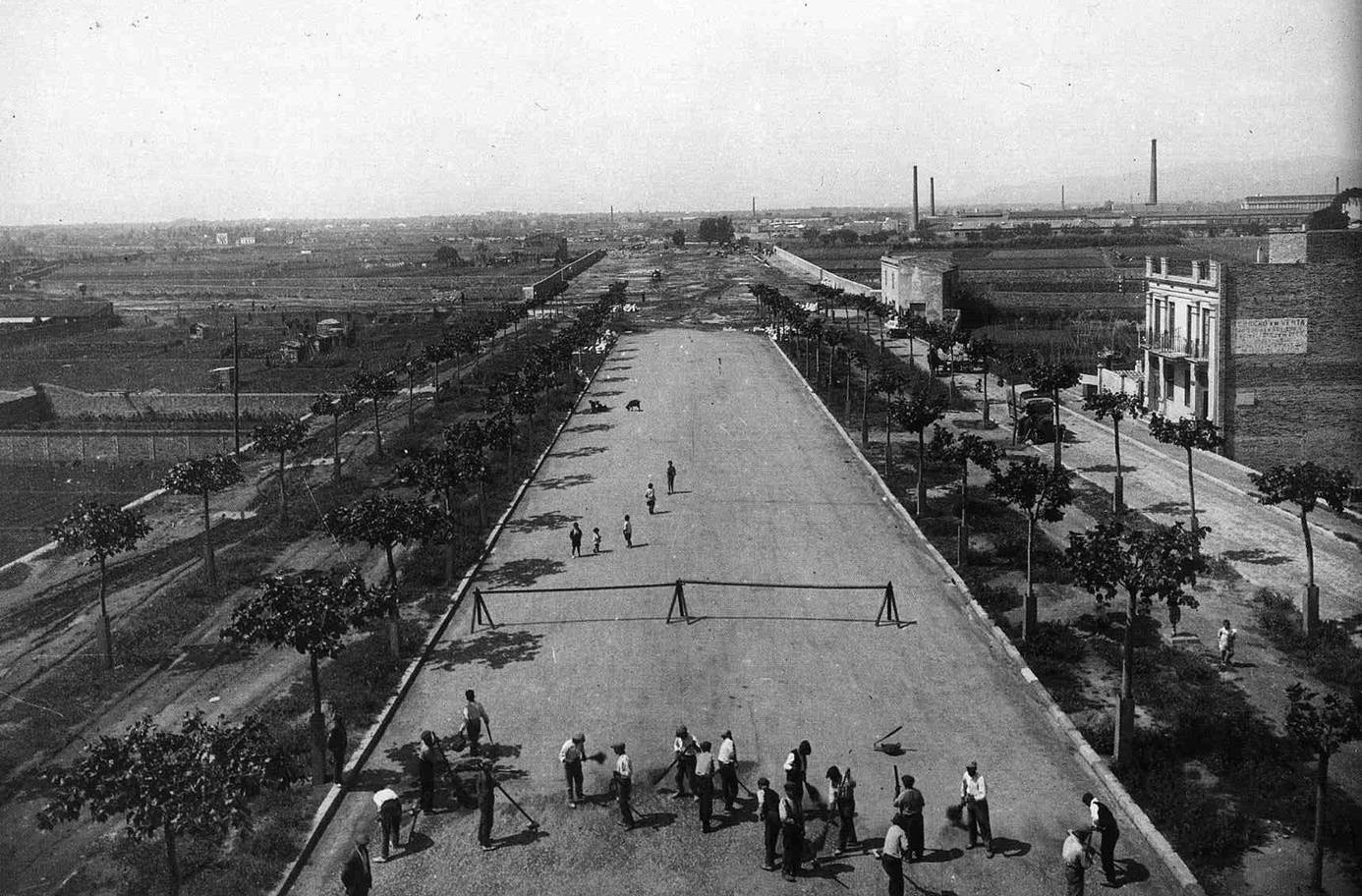
Prolongació de la Gran Via de les Corts Catalanes (1928).

Finalment, es van millorar les comunicacions de la ciutat, amb la construcció en els anys 1920 de l'Aeroport del Prat, la reforma de l'Estació de França, la millora dels enllaços amb els barris perifèrics, la supressió dels passos a nivell dins de la ciutat, el soterrament de les vies del tren a l'interior urbà —en carrers com Aragó, Balmes i Via Augusta— i l'electrificació dels tramvies públics. També es va construir un funicular per accedir fins a dalt de la muntanya de Montjuïc —amb un segon tram per ascendir fins al castell que el 1970 va ser substituït per un telecabina—, així com un telefèric per accedir a la mateixa des del port de Barcelona, una obra de Carles Buïgas que per un retard en les obres va ser inaugurada el 1931.
Totes aquestes obres públiques van comportar una forta demanda d'ocupació, provocant un gran augment de la immigració cap a la Ciutat Comtal, provinent de tot arreu d'Espanya. Aquest augment de població va comportar la construcció de diversos barris obrers de «cases barates», com el grup Eduard Aunós a Montjuïc (desaparegut), el de Ramon Albó a Horta (actual Can Peguera) i els grups Milans del Bosch (actual Bon Pastor) i Baró de Viver al Besòs. No obstant això, un dels seus pitjors efectes va ser l'augment del barraquisme, ja que molts dels immigrants que no podien accedir a un habitatge van recórrer a l'autoconstrucció, amb edificacions precàries realitzades amb materials de deixalla (canya, fusta, llautó), en espais únics per a la família d'uns 25 m². El 1930 hi havia unes 15 000 barraques a Barcelona, principalment a Sant Andreu, la muntanya de Montjuïc i les platges de la Barceloneta i el Poblenou, on encara es recorden barris com el de Pequín, la Perona i el Somorrostro.
Cal assenyalar que el 1929 es van instal·lar els primers semàfors per regular el trànsit de vehicles: el primer es va situar en l'encreuament dels carrers Balmes i Provença, i a la fi d'any hi havia deu funcionant per tota la ciutat, regulats per agents de la Guàrdia Urbana. La Guerra Civil va suposar una aturada en la instal·lació de semàfors, la qual va ser reactivada en els anys 1950. El 1958 es va produir la primera sincronització, a la Via Laietana. El 1984 es va obrir el Centre de Control de Trànsit, que el 2004 controlava 1500 encreuaments semafòrics.

### Segona República i Pla Macià

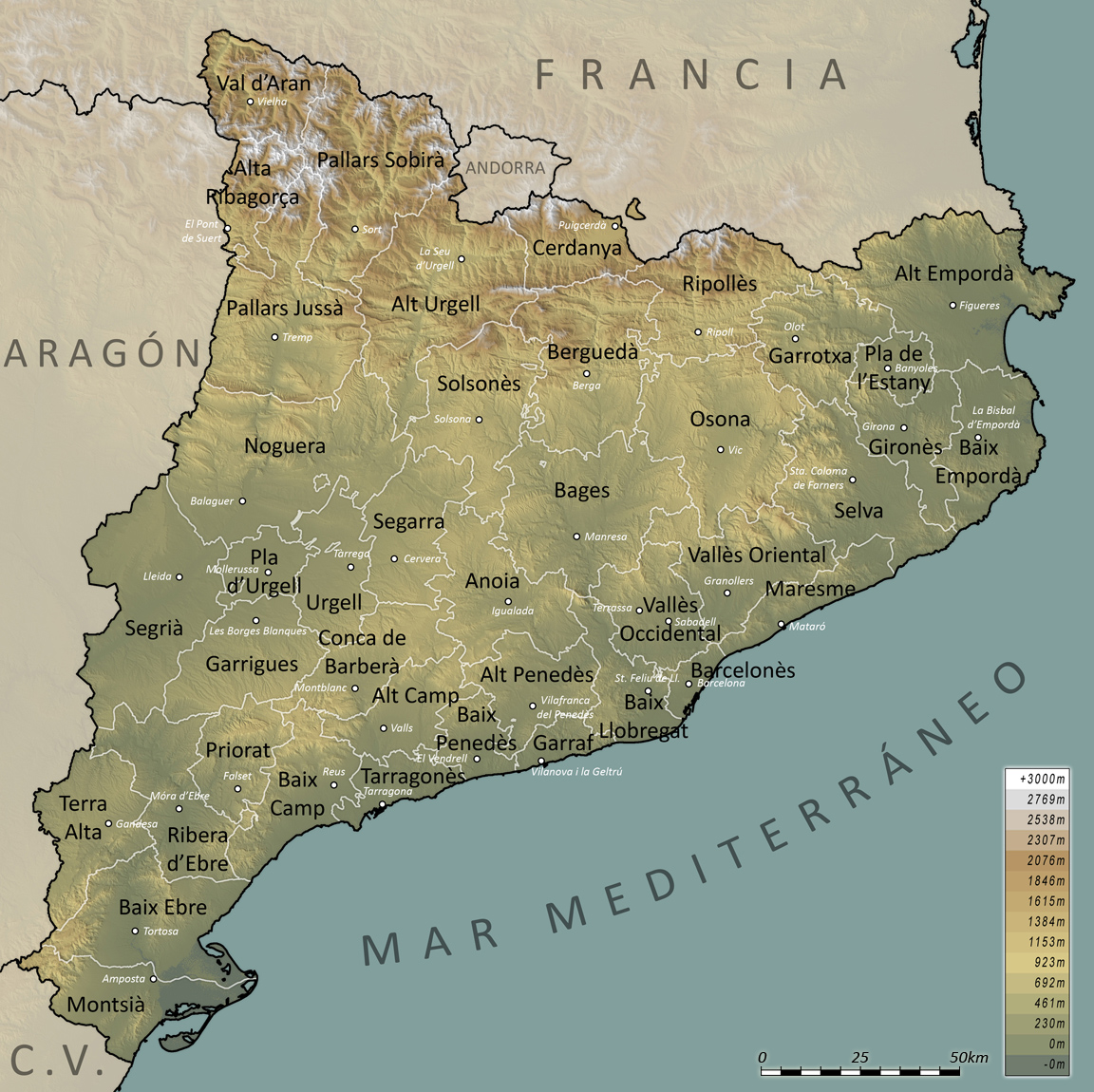
Divisió comarcal de Catalunya.

L'arribada de la Segona República va afavorir la creació de diversos projectes urbanístics, en una ciutat que el 1930 havia arribat al milió d'habitants, i que es mostrava deficitària en infraestructures, habitatge, transports i equipaments tals com escoles i hospitals. El 1932 la Generalitat va encarregar als germans Nicolau i Santiago Rubió i Tudurí un projecte de zonificació del territori català (Regional Planning), que seria el primer intent d'ordenació conjunta de totes les terres del Principat. En el projecte figurava una regió de Barcelona, que comprenia el pla de la ciutat, el Baix Llobregat i el conjunt de pobles al voltant de la muntanya del Tibidabo. El Pla Regional recollia totes les consideracions sobre el territori, tant urbanes com naturals, així com en aspectes com l'agricultura i la ramaderia, la mineria, la indústria, el turisme, la sanitat i la cultura.
Un altre projecte d'estructuració territorial es va efectuar el 1936, la Divisió Territorial de Catalunya, a partir d'un treball encarregat per la Generalitat el 1932 a Pau Vila. El projecte buscava una organització espacial amb base en els serveis públics administratius, que es va traduir en una divisió en 9 regions i 38 comarques. La Ciutat Comtal va quedar com la capital de la comarca del Barcelonès, que englobava a l'Hospitalet de Llobregat, Badalona, Santa Coloma de Gramenet i Sant Adrià de Besòs. En aquell moment, Catalunya tenia una superfície de 32.049 km², 2.920.748 habitants i 1070 municipis.

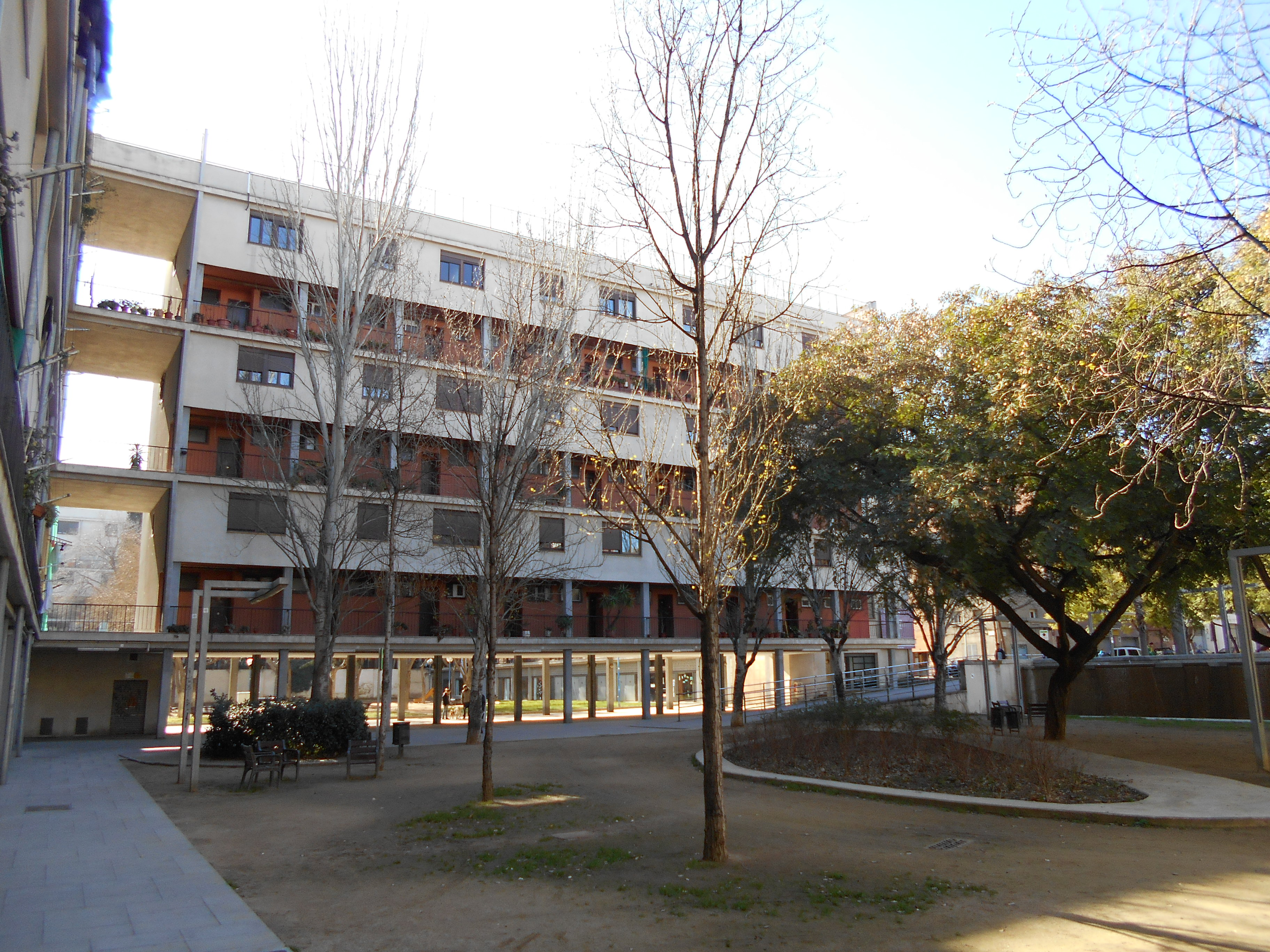
Casa Bloc (1932-1936), exemple de planificació residencial elaborat pel GATCPAC.

En aquests anys es va generar un interessant projecte urbanístic, el Pla Macià (1932-1935), elaborat pels arquitectes del GATCPAC, amb Josep Lluís Sert al capdavant, en col·laboració amb l'arquitecte racionalista francès Le Corbusier. El projecte preveia una distribució funcional de la ciutat amb un nou ordre geomètric, a través de grans eixos vertebradors i amb una nova façana marítima definida per gratacels cartesians, a més de la millora d'equipaments i serveis, el foment de l'habitatge públic i la creació d'un gran parc i centre d'oci al costat del delta del Llobregat.
El Pla presentava a Barcelona com una capital política i administrativa, de caràcter obrer i funcional, que s'estructuraria en diverses àrees: una zona residencial, una altra financera i industrial, una altra cívica i de serveis, i una altra lúdica, que comprenia els parcs i jardins i les platges; també s'estudiaven detingudament els enllaços i les comunicacions i transports. L'eix vertebrador seria la Gran Via de les Corts Catalanes, una franja de 600 m d'ample que aniria des del Llobregat fins al Besòs. També es potenciaven l'avinguda Meridiana i la del Paral·lel, que convergirien en el port, on se situaria una city o centre de negocis, desplaçant les instal·lacions portuàries a la Zona Franca. Per a la zona residencial proposaven la creació de mòduls de 400 x 400 m —equivalents a nou illes de l'Eixample— amb grans conjunts d'habitatges i equipaments socials. L'àrea d'esplai estava ideada a través d'espais verds situats en aquests mòduls residencials i en una gran franja de terreny a la zona litoral, entre la Barceloneta i el Poblenou, així com la creació d'un vast complex destinat a l'oci anomenat Ciutat de Repòs i Vacances, que se situaria a les platges de Viladecans, Gavà i Castelldefels.

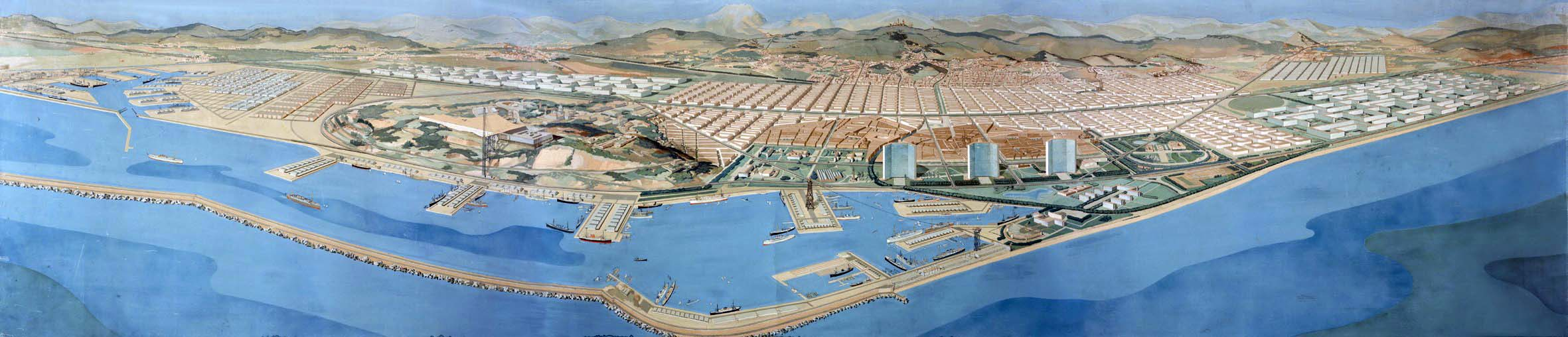
Diorama del Pla Macià, de Josep Torres i Clavé (1932)

Encara que el Pla Macià no es va portar a la pràctica, el seu disseny innovador i avantguardista ho va convertir en una de les fites de l'urbanisme barceloní, juntament amb els plans Cerdà i Jaussely. Alguns dels seus aspectes van inspirar l'urbanisme de la ciutat en el període democràtic, especialment pel que fa a la recuperació del front marítim com a espai destinat a l'oci, com es va posar de manifest amb la ubicació del centre Maremàgnum al moll d'Espanya o la creació de la Vila Olímpica i els diversos parcs que se succeeixen des d'aquesta fins a la zona de Diagonal Mar.
També per iniciativa del GATCPAC va sorgir el Pla de Sanejament del Casc Antic (1935-1937), el qual preveia enderrocaments d'illes considerades insalubres, un esponjament de l'espai urbà i la creació d'equipaments de caràcter higiènic, tot això recolzat en una decidida intervenció pública, fet que va afavorir el decret el 1937, en el transcurs de la Guerra Civil, de la municipalització de la propietat urbana.
El GATCPAC va elaborar tanmateix un pla d'habitatge obrer inspirat en el model d'edifici à rédent de Le Corbusier, que es va plasmar en la casa Bloc (1932-1936, Josep Lluís Sert, Josep Torres Clavé i Joan Baptista Subirana), un conjunt d'habitatges en forma de S, de blocs llargs i estrets amb estructura metàl·lica de dues crugies, amb accessos als habitatges a través de corredors coberts. L'inici de la Guerra Civil va truncar la difusió d'aquest projecte.
En els anys 1930 van sorgir les primeres senyalitzacions viàries per a vianants: les primeres van ser verticals, consistents en una placa ovalada de color blanc sobre un pal amb la inscripció «paso para peatones»; posteriorment es van col·locar uns senyals horitzontals, en forma de plaques metàl·liques de 10 x 30 cm, de textura rugosa, situades sobre l'asfalt de tal forma que les seves bandes sobresortints feien minorar la marxa als automòbils.

### La Dictadura i el Pla Comarcal

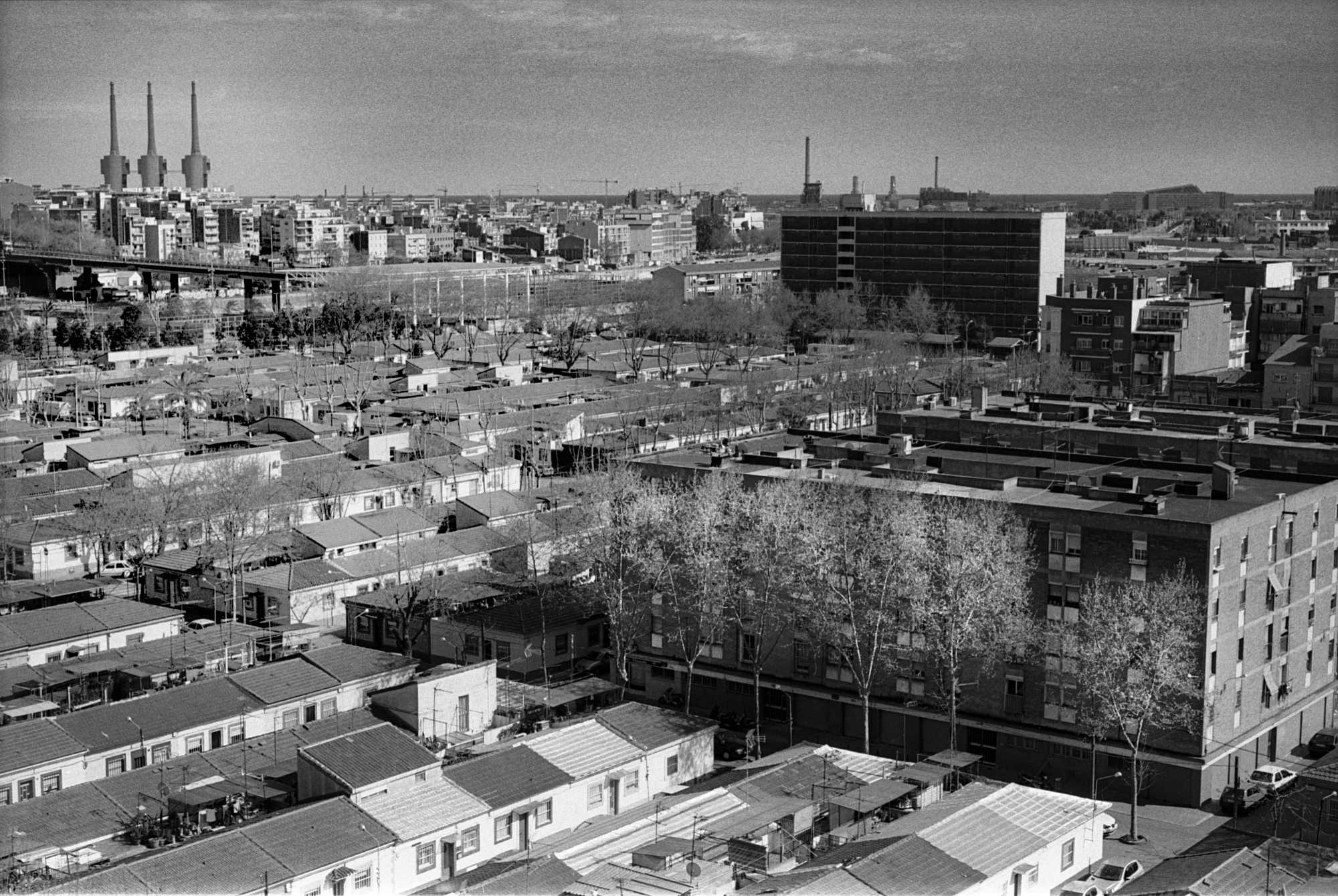
Polígon de cases barates del barri del Bon Pastor.

Els anys de la dictadura es van caracteritzar pel desenvolupisme urbà, que va consistir en la construcció desenfrenada d'habitatges barats, en gran part de protecció oficial, per absorbir la immigració procedent de la resta de l'estat. En dues dècades es va passar dels 1.280.179 habitants el 1950 a 1.745.142 el 1970. No obstant això, encara que es va fomentar l'habitatge protegit, això no va frenar l'especulació. El nou habitatge es va desenvolupar sobretot en la perifèria de la ciutat —una superfície d'unes 2.500 ha, el doble de l'Eixample—, amb tres models principals: barris d'expansió suburbana, barris d'urbanització marginal o d'autoconstrucció, i polígons d'habitatge massiu. La construcció d'habitatges es va dur a terme, en molts casos, sense una planificació urbanística prèvia, i utilitzant materials barats que, amb els anys, provocarien problemes diversos com l'aluminosi. La febre constructora va provocar la creació o expansió de nous barris, com El Carmel, Nou Barris, El Guinardó, La Vall d'Hebron, La Sagrera, El Clot o el Poblenou. El creixement dels suburbis va provocar la connexió ininterrompuda amb els municipis adjacents (Santa Coloma de Gramenet, Badalona, Sant Adrià de Besòs, l'Hospitalet de Llobregat, Esplugues de Llobregat), els quals al seu torn van créixer enormement, fet que va portar a l'alcalde Porcioles a encunyar el concepte de la «Gran Barcelona».
L'especulació immobiliària va ser afavorida per la reforma de les Ordenances Municipals efectuada el 1942, en què es va augmentar l'altura dels edificis respecte a l'ample dels carrers: així, en carrers d'entre 20 i 30 m —amplària mitjana de l'Eixample— es permetien altures de fins a 24,40 m, equivalents a planta baixa i sis pisos, mentre que en més de 30 m l'altura podia arribar a 27,45 m (set pisos). Aquest augment de l'edificabilitat va provocar unes diferències notables entre edificis construïts en diferents èpoques, i va provocar la presència de nombroses parets mitgeres que enlletgien l'espai urbà, problema que encara pateix la ciutat malgrat diversos projectes per esmenar-ho, com la campanya Barcelona posa't guapa.
La renovació urbanística de la postguerra va ser conduïda pel responsable d'urbanisme de les noves autoritats, Pedro Bidagor, qui va propiciar el 1945 la creació de la Comissió d'Ordenació Provincial de Barcelona, encarregada de confeccionar un projecte d'ordenació de la ciutat i el seu entorn. Va sorgir així el Pla Comarcal de 1953, desenvolupat per Josep Soteras i Mauri, un intent d'integrar la ciutat amb els municipis adjacents en vies de satisfer la forta demanda d'habitatge en els anys d'arribada massiva d'immigració, al mateix temps que intentava frenar l'especulació immobiliària i millorar l'entorn urbà. El Pla es va acompanyar d'un canvi legislatiu, la Llei del Sòl i d'Ordenació Urbana de 1956, que pretenia aportar racionalitat al desenvolupament urbanístic, encara que es va trobar amb nombroses dificultats en la seva aplicació. El projecte diferenciava entre zones d'eixample, suburbanes o ciutats-jardí, aplicant una distribució polaritzada del territori; així, a Barcelona assenyalava com a àrees de creixement tres zones: Llevant, Ponent i Diagonal Nord. També reservava àmplies zones per a infraestructures, equipaments i espais verds; entre aquests últims destacava l'acotament de la serra de Collserola com a gran parc central metropolità.
Encara que no es va dur a terme íntegrament, del seu plantejament inicial van sorgir diversos plans parcials, la majoria dels quals van cedir a les pressions dels propietaris del sòl i van tendir a la requalificació de terrenys: un estudi de 1971 calculava una multiplicació d'1,8 de la densitat poblacional dels plans parcials respecte al Comarcal de 1953. Els més rellevants van ser els referents als dos extrems de l'avinguda Diagonal, llevant i ponent: en el primer es van crear els nous barris de la Verneda i del Besòs, mentre que en el segon es va projectar la Zona Universitària i es van ampliar els barris de Les Corts i Collblanc.

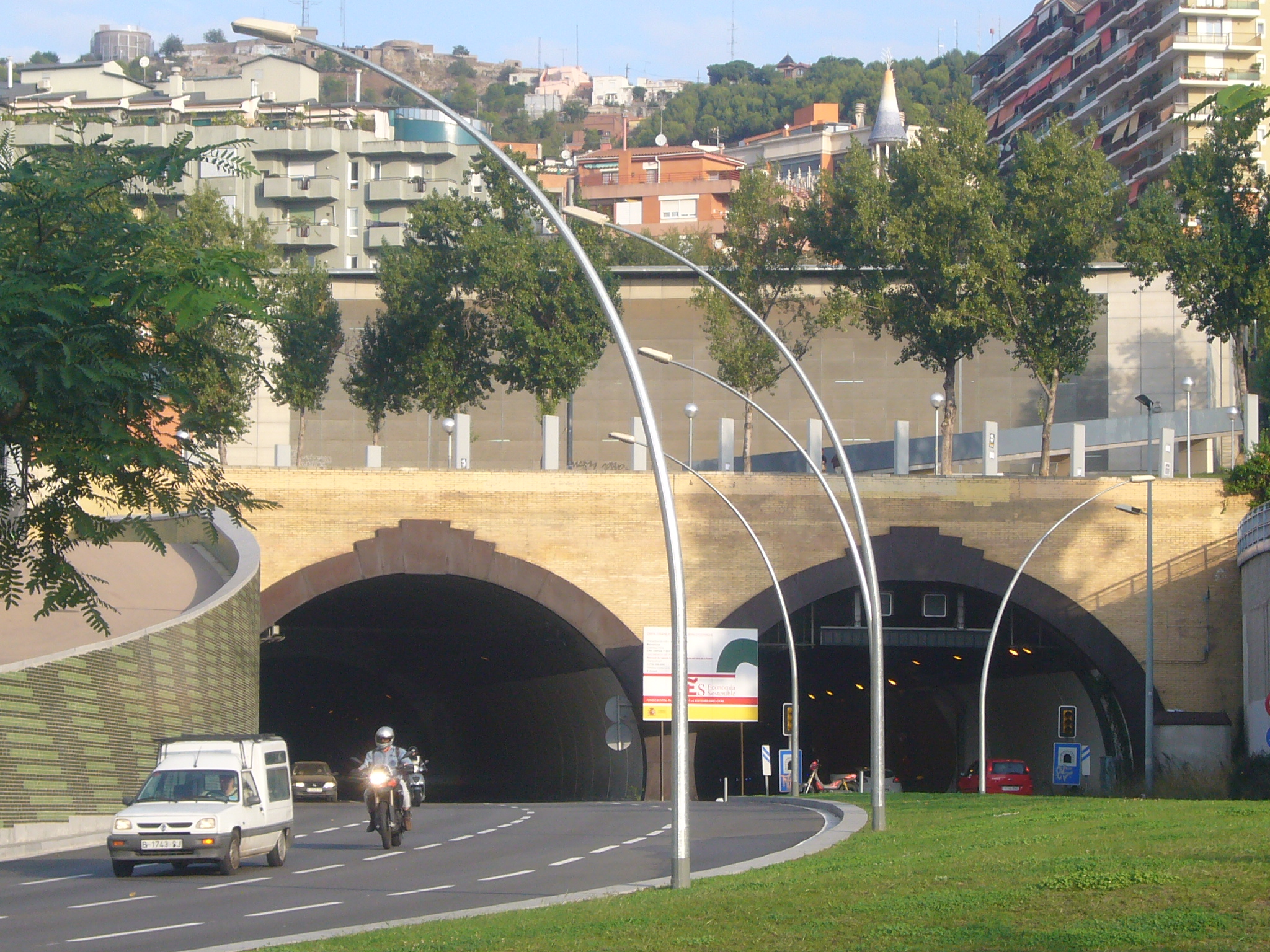
Túnel de la Rovira.

El creixement de la població i l'aparició de nous barris va comportar la construcció de nous mercats per al proveïment de productes bàsics: Sagrada Família (1944), Carme (1950), Sagrera (1950), Horta (1951), Vallvidrera (1953), Estrella (1954), Guinardó (1954), Tres Torres (1958), Bon Pastor (1960), Montserrat (1960), Mercè (1961), Corts (1961), Guineueta (1965), Ciutat Meridiana (1966), Felip II (1966), Sant Martí (1966), Besòs (1968), Sant Gervasi (1968), Carmel (1969), Vall d'Hebron (1969), Port (1973), Provençals (1974), Lesseps (1974), Trinidat (1977) i Canyelles (1987).
En aquests anys va augmentar notablement el tràfic automobilístic, fet que va portar a millorar la xarxa viària de la ciutat: es va obrir l'avinguda Meridiana, es va construir el Primer Cinturó de Ronda (ronda del Mig) i es va planificar el Segon, es va iniciar la construcció d'aparcaments subterranis i es va ampliar la xarxa d'autopistes gràcies al projecte de xarxa arterial de 1962, amb un conjunt d'autopistes radials que parteixen de Barcelona en diversos eixos (Vallès, Llobregat, Maresme). També es va plantejar l'obertura de tres túnels per creuar la serra de Collserola, a Vallvidrera, el Tibidabo i Horta, dels quals solament es va realitzar el primer, construït en una primera fase entre 1969 i 1976 i una segona entre 1982 i 1991; també es va realitzar entre 1983 i 1987 el túnel de la Rovira, que uneix el Guinardó amb el Carmel, i que en teoria havia d'unir el túnel d'Horta amb el centre de la ciutat.

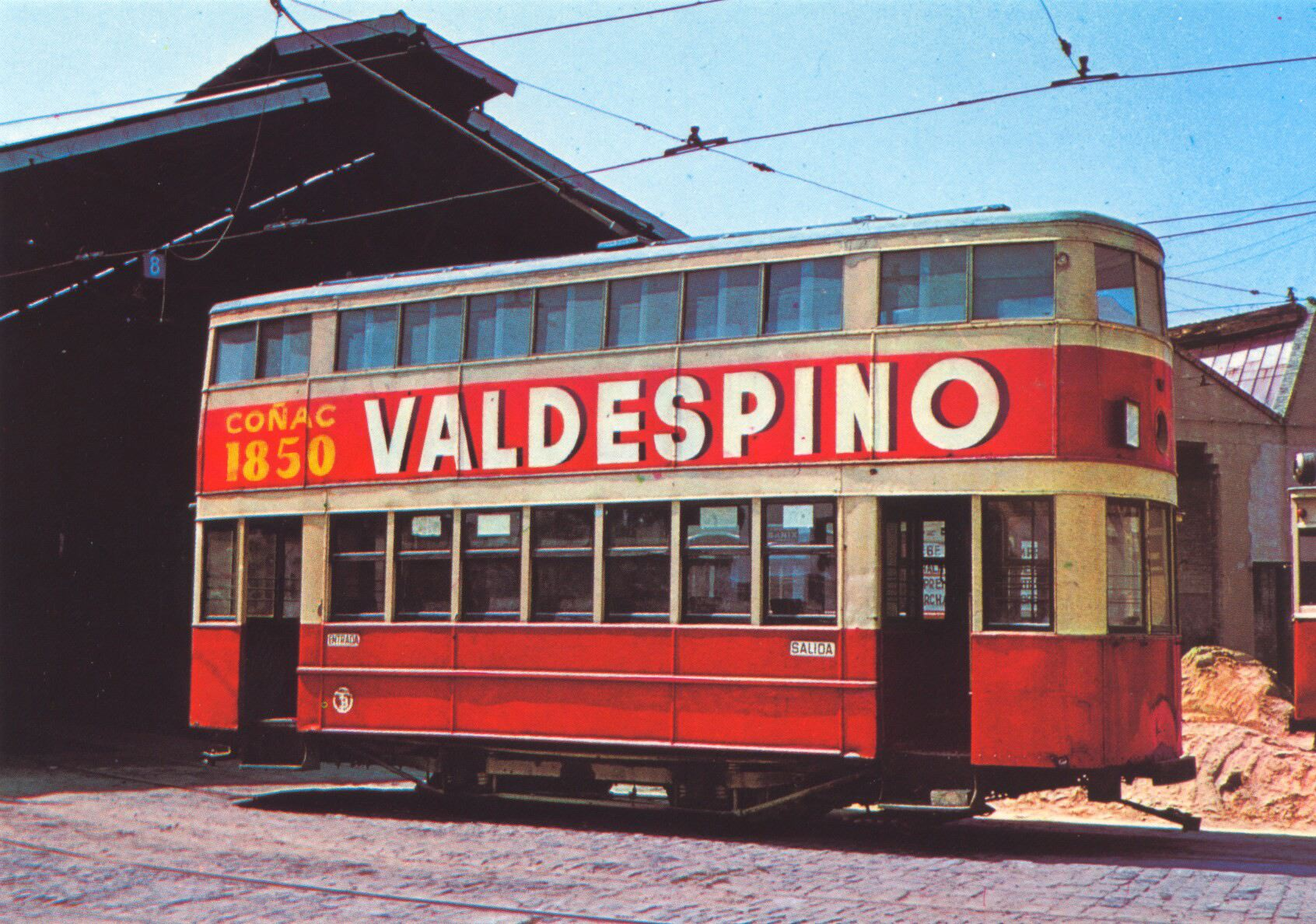
Tramvia de Barcelona en els anys 1950.

En transports, es van substituir els tramvies per autobusos, i es va ampliar la xarxa de metro; el 1941 van aparèixer els troleibusos, desapareguts el 1968. També es va millorar el subministrament d'aigua amb l'aportació provinent del riu Ter, es va introduir el gas natural i es van renovar les xarxes elèctriques i telefòniques.
El 1952 Barcelona va acollir el XXXV Congrés Eucarístic Internacional, que va permetre la urbanització d'un nou barri conegut com a Congrés, amb un conjunt d'habitatges projectat per Josep Soteras, Carles Marquès i Antoni Pineda. El conjunt, de 16,5 ha, incloïa un complex de 3000 habitatges, 300 locals comercials, una església (parròquia de Sant Pius X) i diversos serveis i equipaments escolars, esportius i culturals, amb alternança d'illes obertes i tancades. En la resta de la Ciutat Comtal també es van realitzar diverses reformes, com l'obertura de les avingudes Príncep d'Astúries —actualment de la Riera de Cassoles— i Infanta Carlota —actualment de Josep Tarradellas—; es va col·locar una font monumental en l'encreuament de la Gran Via de les Corts Catalanes amb el passeig de Gràcia, obra de Josep Soteras; i es va enjardinar la plaça de Calvo Sotelo —actualment de Francesc Macià—, amb un projecte de Nicolau Maria Rubió i Tudurí.
El 1957 es va obrir el primer tram del passeig Marítim, una idea sorgida en els anys 1920 que encara no s'havia desenvolupat, amb un projecte d'Enric Giralt i Ortet. D'altra banda, el dèficit d'habitatge per acollir a la nova immigració va portar a la promulgació del Pla d'Urgència Social de 1958, que va portar a la construcció de grans blocs de cases socials en barris de la perifèria, com la Verneda, Torre Llobeta, la Trinitat i Verdun.

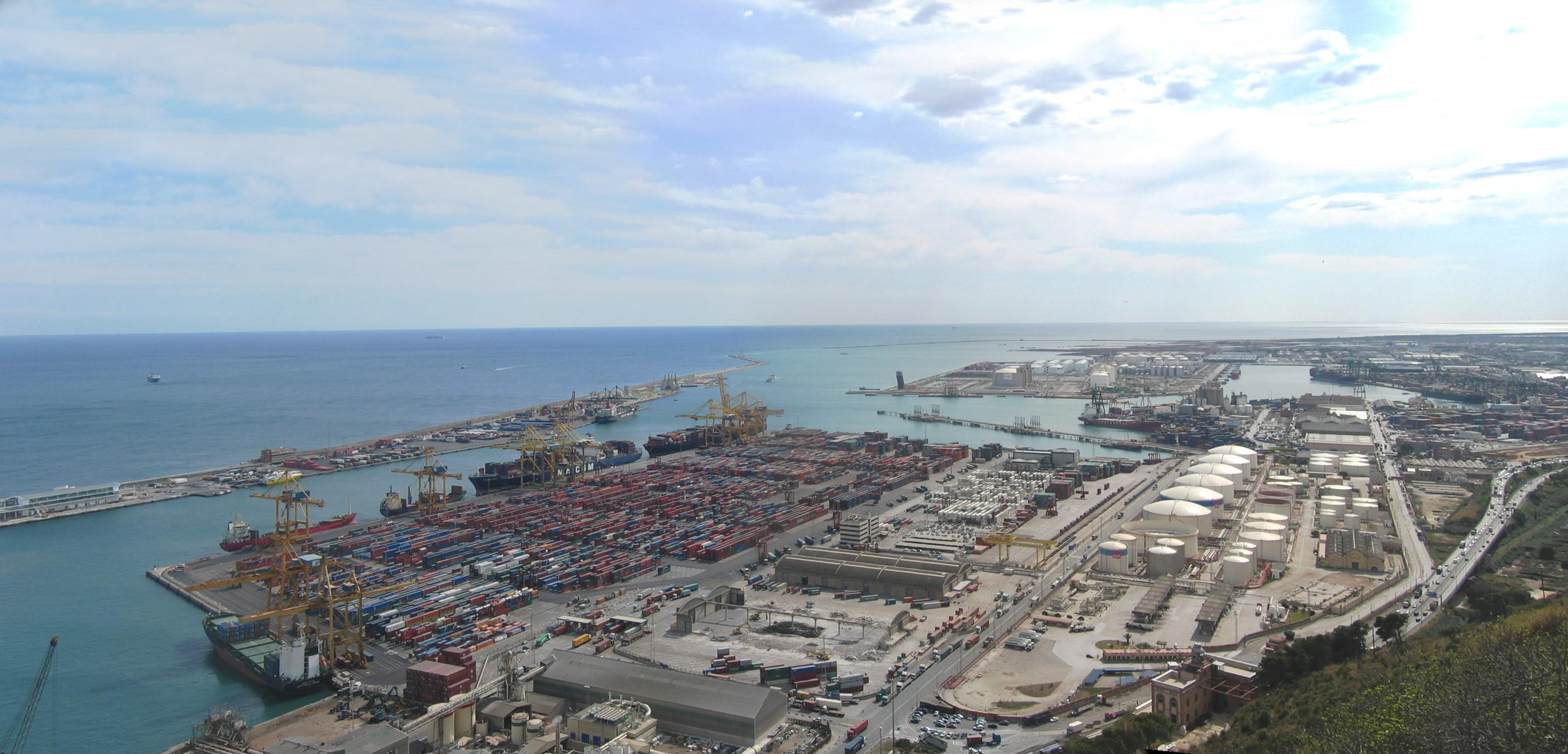
Zona Franca de Barcelona.

En aquestes dates es va instaurar igualment la Zona Franca, un sector industrial situat entre la muntanya de Montjuïc, el port i el riu Llobregat. La idea va sorgir el 1900, a causa de la pèrdua del mercat colonial de Cuba, impulsada per Foment del Treball Nacional, entitat que va encarregar el projecte a Guillem Graell i Moles. No obstant això, les traves burocràtiques, l'esbós de diversos projectes que no van quallar i la Guerra Civil en van retardar la construcció fins als anys 1960, encara que llavors simplement ja com un polígon industrial, abandonant el concepte de zona franca. A més de l'àrea pròpiament industrial es van emplaçar en el sector diversos barris residencials, com Can Tunis, Can Clos, la Vinya i Polvorí. El 1967 es va instal·lar a la zona l'empresa Mercabarna, un mercat central d'alimentació de venda a l'engròs que proveeix a tota la ciutat. El 1993 es va crear també a l'àrea la Zona d'Activitats Logístiques (ZAL), dedicada a activitats de postproducció i precomercials.
Entre 1957 i 1973 va ser alcalde Josep Maria de Porcioles, un llarg mandat conegut com l'«era porciolista», que va destacar en urbanisme pel seu desenfrenament especulador, afavorit per la Carta Municipal de 1960, que atorgava a l'Ajuntament amplis poders en nombrosos terrenys, entre ells l'urbanisme. Porcioles va crear el Patronat Municipal de l'Habitatge, de les promocions del qual cal destacar la creació de grans polígons d'habitatge, com els de Montbau (1958-1961), el Sud-oest del Besòs (1959-1960) o Canyelles (1974). Algunes de les actuacions urbanístiques d'aquest període van ser positives, com la cobertura del carrer Aragó, la prolongació de la Gran Via cap al Maresme, l'adequació de la façana mar de Montjuïc o el passeig marítim de la Barceloneta; no obstant això, el desenfrenament especulador de les grans operacions immobiliàries va generar un descontentament popular que es va traduir en els anomenats «moviments socials urbans», que conjuminaven el malestar generat per la degradació de la perifèria urbana amb la protesta política contra el règim franquista. Exemples d'això van ser l'oposició al nou traçat de la plaça de Lesseps provocat per l'obertura del Primer Cinturó de Ronda (ronda del Mig), o la reacció contra el Pla Parcial de Vallbona-Torre Baró-Trinitat, organitzada per una associació veïnal anomenada Nou Barris que posteriorment va donar origen al nom d'aquest nou districte de la ciutat.

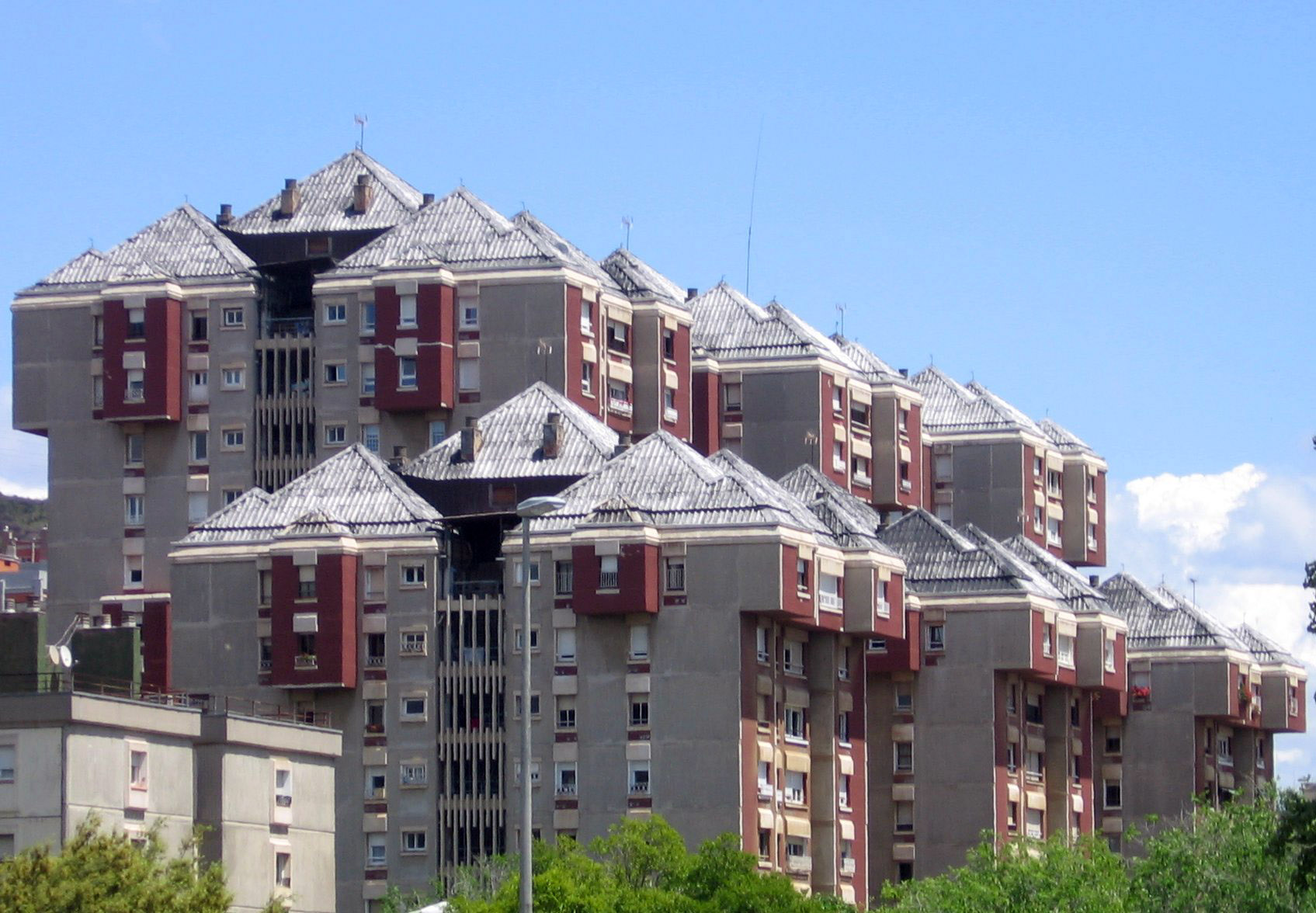
Polígon d'habitatges de Canyelles.

Malgrat l'auge del desenvolupisme van sorgir alguns intents de reordenació urbana, com el Pla Director de l'Àrea Metropolitana de Barcelona (1966), que pretenia compatibilitzar la rendibilitat i la construcció urbana, si bé el seu caràcter orientatiu no va suposar una realització pràctica; i l'anomenat Pla Barcelona 2000 (1970), un intent un xic utòpic de fixar criteris per a la futura ciutat, on predomina la importància atorgada a les infraestructures, al mateix temps que s'adquireix un compromís realista amb el caràcter desordenat del creixement urbà. El mateix 1970 va sorgir un projecte per a una Exposició Universal el 1982, que preveia l'obertura de grans avingudes a la ciutat, entre elles un eix vertical que uniria la plaça d'Espanya amb el Vallès a través del túnel de Vallvidrera, i una Gran Via Nord formada amb el carrer Josep Tarradellas i la Travessera de Gràcia ampliada fins a Santa Coloma; tot això no es va realitzar finalment. El 1969 es va aprovar també el Pla Vilalta de construcció de plantes depuradores per al tractament de les aigües residuals de la ciutat.
Entre 1964 i 1972 es va desenvolupar el Pla de la Ribera, encaminat a la urbanització del front marítim oriental de la ciutat, des de la Barceloneta fins al Besòs, una àrea de 225 ha. Elaborat per Antoni Bonet i Castellana, es basava en la desindustrialització de la zona, i plantejava la creació d'una megaestructura de set grans illes de 500 x 500 m d'habitatges de luxe. El projecte va tenir un llarg procés administratiu, i fins al 1970 no es va incloure en el Pla Comarcal. No obstant això, el 1972 el Departament d'Urbanisme de l'Ajuntament va demanar una nova redacció del projecte, a causa de l'oposició veïnal i de col·legis professionals, els qui denunciaven els intents d'especulació de les empreses que finançaven el projecte, amb el que va quedar definitivament paralitzat. Malgrat tot, amb el temps el pla va ser reconegut com un intent renovador de l'urbanisme barceloní, d'acord amb corrents internacionals com l'urban renewal o el renovation urbaine, i va quedar en l'imaginari col·lectiu la renovació de la costa, que per fi es va dur a terme amb motiu dels Jocs Olímpics.
Cal assenyalar finalment que durant la dictadura les actuacions en espais verds es van centrar més en el manteniment i restauració de les àrees existents que no en la creació de nous espais. El 1940 es va posar al capdavant de Parcs i jardins Lluís Riudor i Carol, iniciador del paisatgisme a Catalunya. Actuacions seves van ser el jardí d'Àustria —situat en el recinte del parc Güell—, el parc de Monterols, el de Cervantes, i diverses intervencions en la muntanya de Montjuïc encaminades a suprimir el barraquisme, projecte que va continuar el seu successor, Joaquim Casamor, amb la creació de diversos jardins de tipus temàtic, com els jardins Mossèn Costa i Llobera, especialitzats en cactàcies i suculentes, i els jardins de Mossèn Cinto Verdaguer, dedicats a les plantes aquàtiques, bulboses i rizomatoses. Obra seva van ser també a Montjuïc els jardins del Mirador de l'Alcalde i els de Joan Maragall, situats entorn del Palauet Albéniz; i, en la resta de Barcelona, el parc del Putget, el de la Guineueta i el de Vil·la Amèlia.

### La Democràcia i el Pla General Metropolità

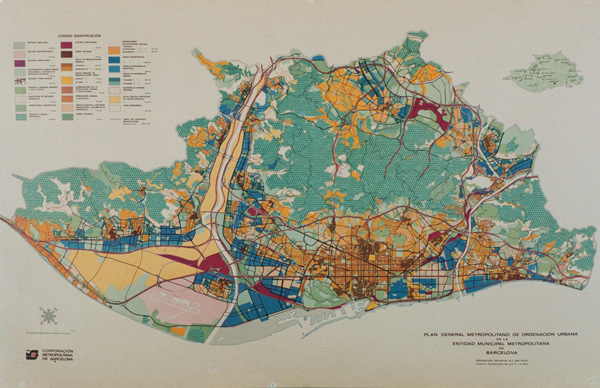
Pla General Metropolità (1976).

La fi de la dictadura i l'arribada de la democràcia van suposar una nova trajectòria en el panorama arquitectònic i urbanístic de la ciutat, cada cop més immersa en els corrents d'avantguarda internacionals. Els nous consistoris socialistes de Narcís Serra i Pasqual Maragall van apostar per l'urbanisme i l'arquitectura com a senyals d'identitat de la ciutat, i van iniciar un ampli programa de reformes urbanístiques, que van tenir el seu punt de culminació amb la celebració dels Jocs Olímpics de 1992. La nova comitència de caràcter públic es va veure reflectida en l'augment d'equipaments com escoles, parcs i jardins, vies i espais urbans, centres cívics, culturals i esportius.
Bona part de les actuacions municipals van consistir en l'adquisició de sòl urbà, fet afavorit per la deslocalització de fàbriques i complexos industrials que es van traslladar fora de la ciutat. Aquesta política es va veure afavorida pel nou consistori, que va nomenar a Oriol Bohigas delegat d'Urbanisme, amb el que es va iniciar un període de forta inversió pública a la ciutat que va comportar un canvi radical en la fisonomia urbana i una nova projecció de Barcelona en l'àmbit internacional.
Les actuacions municipals d'aquests anys es van centrar en la reconstrucció enfront de l'expansió, en la iniciativa pública enfront de la privada. Contra la visió de la ciutat com una entitat unitària es va oposar el concepte de la suma de realitats, en què es prioritzava l'atenció a les necessitats locals. Es buscava pal·liar tant els dèficits quantitatius com els qualitatius, en què cada intervenció a l'espai públic servia de motor de la regeneració urbana, compensant les perifèries amb una «monumentalització» del seu entorn.
Un dels factors dinamitzadors del canvi urbanístic va ser la reestructuració industrial, fomentada pel Pla de reindustrialització del centre de Barcelona, que es va traduir en la creació d'una Zona d'Urgent Reindustrialització (ZUR). El nou desenvolupament industrial es va basar en factors com el R+D, i en l'aposta per les noves tecnologies.

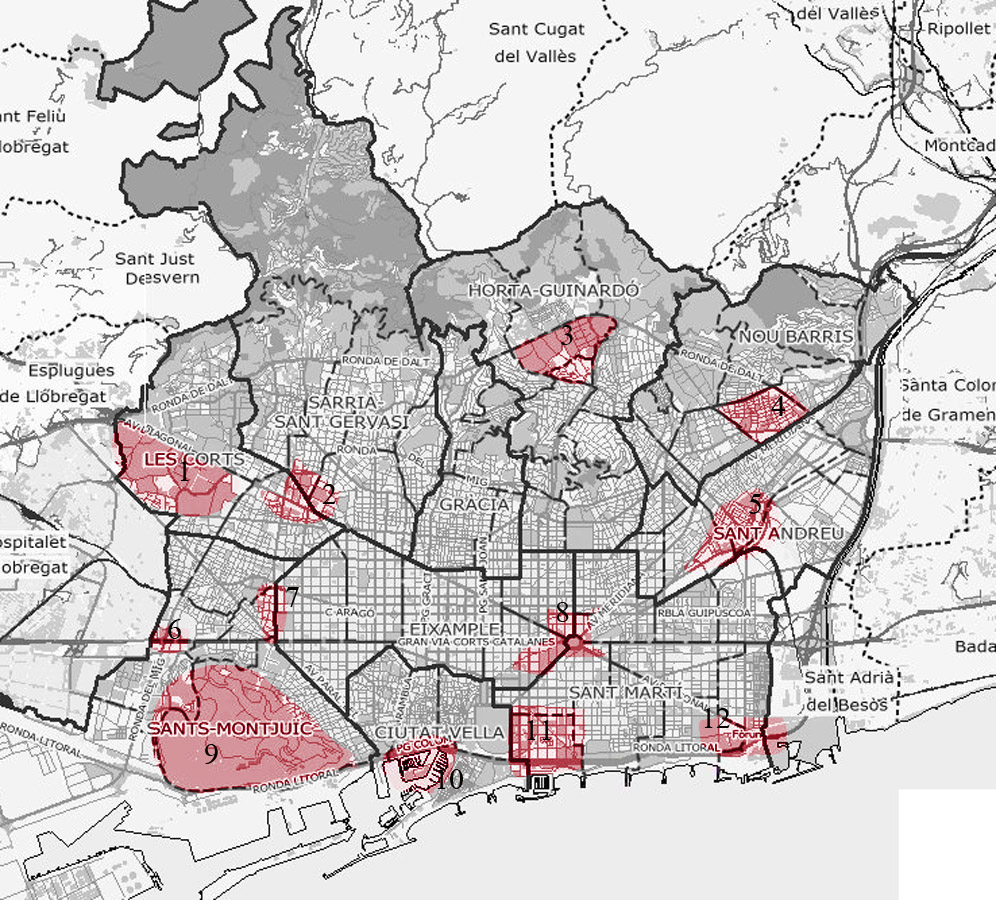
Plànol de les noves àrees de centralitat: 1-Diagonal-Zona Universitària, 2-Diagonal-Sarrià, 3-Vall d'Hebron, 4-RENFE-Meridiana, 5-Sant Andreu-Sagrera, 6-plaça de Cerdà, 7-carrer de Tarragona, 8-plaça de les Glòries, 9-Montjuïc, 10-Port Vell, 11-Carles I-Avinguda Icària, 12-Diagonal-Prim.

El nou urbanisme es va plasmar en el Pla General Metropolità d'Ordenació Urbana (1976), redactat per Joan Antoni Solans, un intent de frenar l'especulació i rehabilitar els espais urbans més degradats, posant especial èmfasi en els equipaments socials, assistencials i culturals. Es va crear amb aquesta fi la Corporació Metropolitana de Barcelona, que englobava la capital i 26 municipis de l'entorn. Es van traçar tres línies generals d'actuació: una de rehabilitació urbana a petita escala, com l'obertura de carrers i places, la creació de parcs i jardins i la restauració d'edificis i monuments artístics; una altra de reestructuració urbana, centrada en aspectes com la reorganització viària (cinturons de ronda), les noves àrees de centralitat i la requalificació de terrenys; i una altra de reorganització morfològica, que es va plasmar en la divisió administrativa actual de la ciutat en deu districtes (1984), la majoria coincidents amb els antics municipis agregats a Barcelona. Una de les principals eines per a aquestes intervencions serien els Plans Especials de Reforma Interior (PERI).
Malgrat tot, l'ambiciós del projecte, que reservava nombroses zones per a espais verds i pretenia requalificar unes altres d'elevada densitat poblacional, va provocar una infinitat de demandes i reclamacions, tant de particulars com de propietaris dels terrenys, la qual cosa en va retardar l'execució i a la llarga va deixar el projecte pràcticament inoperant, fet que es va concretar amb la dissolució de la Corporació Metropolitana el 1985 per part de la Generalitat de Catalunya. Tot i així, les directrius generals d'aquest pla han marcat les actuacions urbanístiques de la fi del segle xx fins a la primeria del xxi.
Entre 1983 i 1989 es va desenvolupar el concepte d'«àrees de nova centralitat», a la recerca d'una ciutat més policèntrica i millor connectada. Es buscava descongestionar el centre potenciant diversos sectors de la perifèria urbana, els quals haurien de regenerar teixits urbans de baixa qualitat gràcies a les seves qualitats morfològiques intrínseques. Es van delimitar dotze àrees: RENFE-Meridiana, Diagonal-Sarrià, el carrer de Tarragona, la plaça de Cerdà, Port Vell, la plaça de les Glòries, Diagonal-Prim (futura zona del Fòrum), Sant Andreu-Sagrera i quatre relacionades amb els Jocs Olímpics: Montjuïc, Diagonal-Zona Universitària, la Vall d'Hebron i Carles I-Avinguda Icària (futura Vila Olímpica).

Plànol de les platges de Barcelona, moltes d'elles recuperades en el període democràtic.

Durant aquest període es van millorar nombrosos trams viaris de la ciutat, amb avingudes amples i freqüentment enjardinades pensades principalment per al trànsit per als vianants. Alguns exemples serien: l'avinguda de Gaudí, l'avinguda de Josep Tarradellas, el carrer Tarragona, l'enllaç de les Rambles antigues amb la rambla de Catalunya, el passeig de Lluís Companys, l'avinguda de la Reina Maria Cristina, la Via Júlia i la rambla de Prim. També es van obrir i es van reformar nombroses places, en molts casos també enjardinades, com les de Salvador Allende, Baixa de Sant Pere, Sant Agustí Vell, la Mercè, Sóller i Robacols.
Entre els plans sectorials desenvolupats aquests anys convé esmentar: els de Ciutat Vella, especialment al Raval, Santa Caterina i la Barceloneta; el del Carmel; el de Gràcia, on es van urbanitzar diverses places (Sol, Virreina, Trilla, Diamant i Raspall, 1982-1985); i els de Sarrià, Sant Andreu i Poblenou. També es van realitzar polítiques de foment d'habitatges assequibles, i a l'Eixample es va procurar la recuperació dels patis d'illa com a zones verdes o de serveis públics.
El 1988 es va aprovar el Pla Especial de Clavegueram de Barcelona (PECB), que va remodelar la xarxa de col·lectors de la costa, eliminant pràcticament la meitat d'àrees inundables de la ciutat, al mateix temps que fomentava la construcció d'espigons, fet que va permetre la recuperació de les platges de la ciutat. El mateix propòsit va tenir el Pla Especial de Clavegueram de Barcelona (PECLAB) de 1997, que va potenciar els dipòsits de regulació d'aigües pluvials per evitar les inundacions.
L'arribada de la democràcia va afavorir la creació de noves zones verdes a la ciutat. En aquesta època la jardineria va estar molt vinculada a l'urbanisme, amb una concepció que conjugava l'estètica amb la funcionalitat, així com els aspectes lúdics, les instal·lacions esportives i els serveis a determinats col·lectius com a nens o ancians, així com zones destinades a gossos. Van sorgir nombrosos parcs reconvertits d'antigues instal·lacions municipals, com el parc de Joan Miró, realitzat entre 1980 i 1982 al solar de l'antic escorxador central de Barcelona; o bé en zones industrials (parc de l'Espanya Industrial, 1981-1985; parc de la Pegaso, 1982-1986; parc del Clot, 1982-1986) o d'antigues instal·lacions ferroviàries (parc de Sant Martí, 1985; parc de l'Estació del Nord, 1988). Al solar d'una antiga pedrera es va establir igualment el parc de la Creueta del Coll (1981-1987), obra de l'equip Martorell-Bohigas-Mackay.

### Jocs Olímpics de 1992

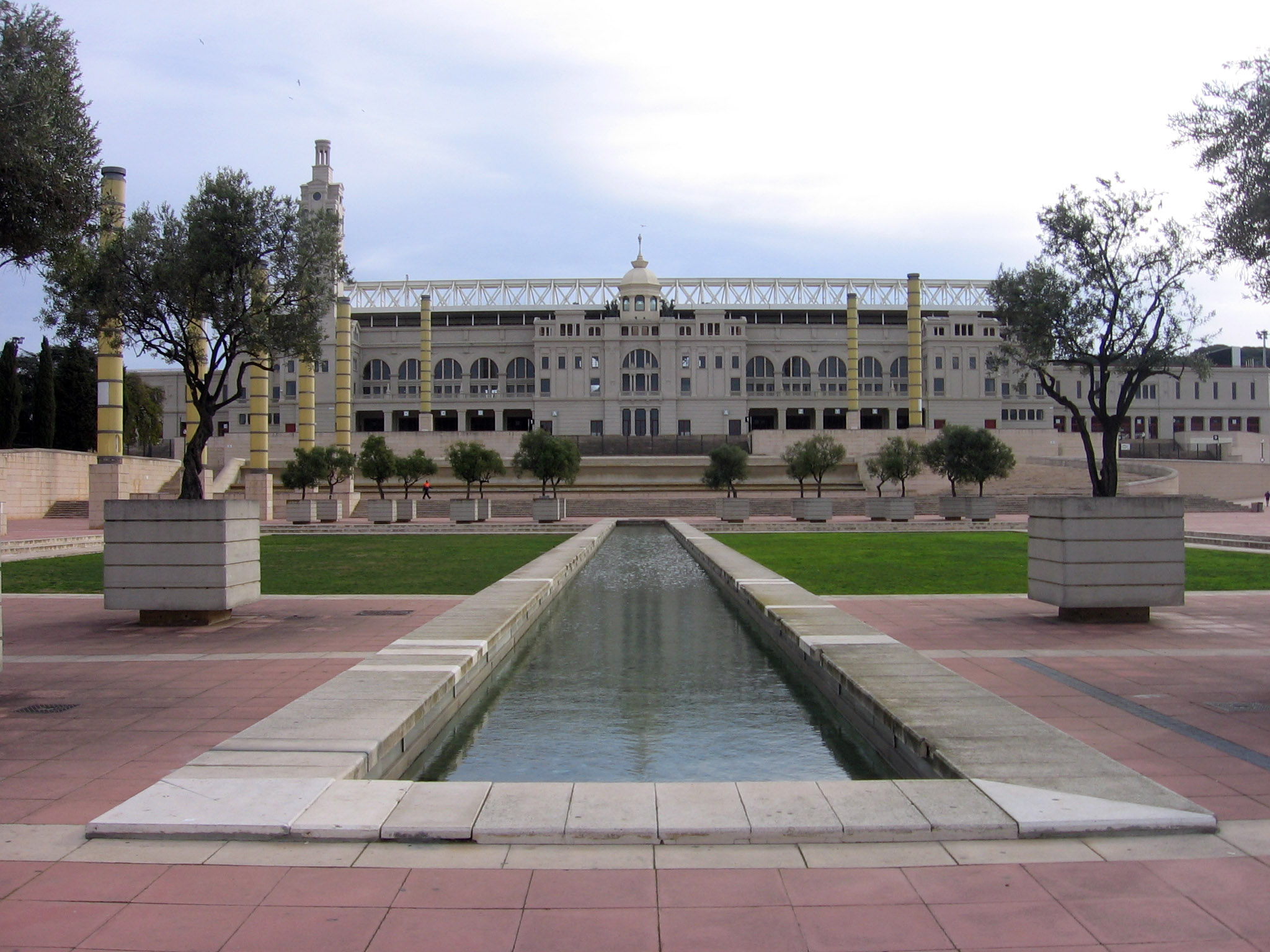
Anella Olímpica de Montjuïc; al fons, l'Estadi Olímpic Lluís Companys.

Una altra de les profundes transformacions de Barcelona va tenir lloc amb motiu dels Jocs Olímpics de 1992. L'esdeveniment va suposar la remodelació de part de la muntanya de Montjuïc, on es va situar l'Anella Olímpica (1985-1992), dissenyada per Carles Buxadé, Joan Margarit, Federico Correa i Alfons Milà, un ampli recinte situat entre l'Estadi Olímpic Lluís Companys i la plaça d'Europa, que acull diversos equipaments esportius entre els quals destaca el Palau Sant Jordi.
Per a l'allotjament dels esportistes es va construir un nou barri, la Vila Olímpica del Poblenou (1985-1992), amb un traçat general de l'equip Martorell-Bohigas-Mackay-Puigdomènech. La planificació de la Vila Olímpica va ser complexa, i es van haver d'adequar diversos aspectes: es va haver de soterrar el ferrocarril de la costa; es van haver de construir depuradores i canalitzar els abocaments que fins llavors anaven directes al mar; es va construir un nou port (Port Olímpic); es van fixar i regenerar noves platges; i es van traçar nous eixos viaris —com l'avinguda d'Icària— i de transports. També es van instal·lar a la zona diversos equipaments, com la Central Telefònica (1989-1992, Jaume Bach i Gabriel Mora) i el Centre de Meteorologia (1990-1992, Álvaro Siza). D'altra banda, la construcció de dos grans gratacels (Hotel Arts i Torre Mapfre) va canviar la fisonomia de Barcelona.

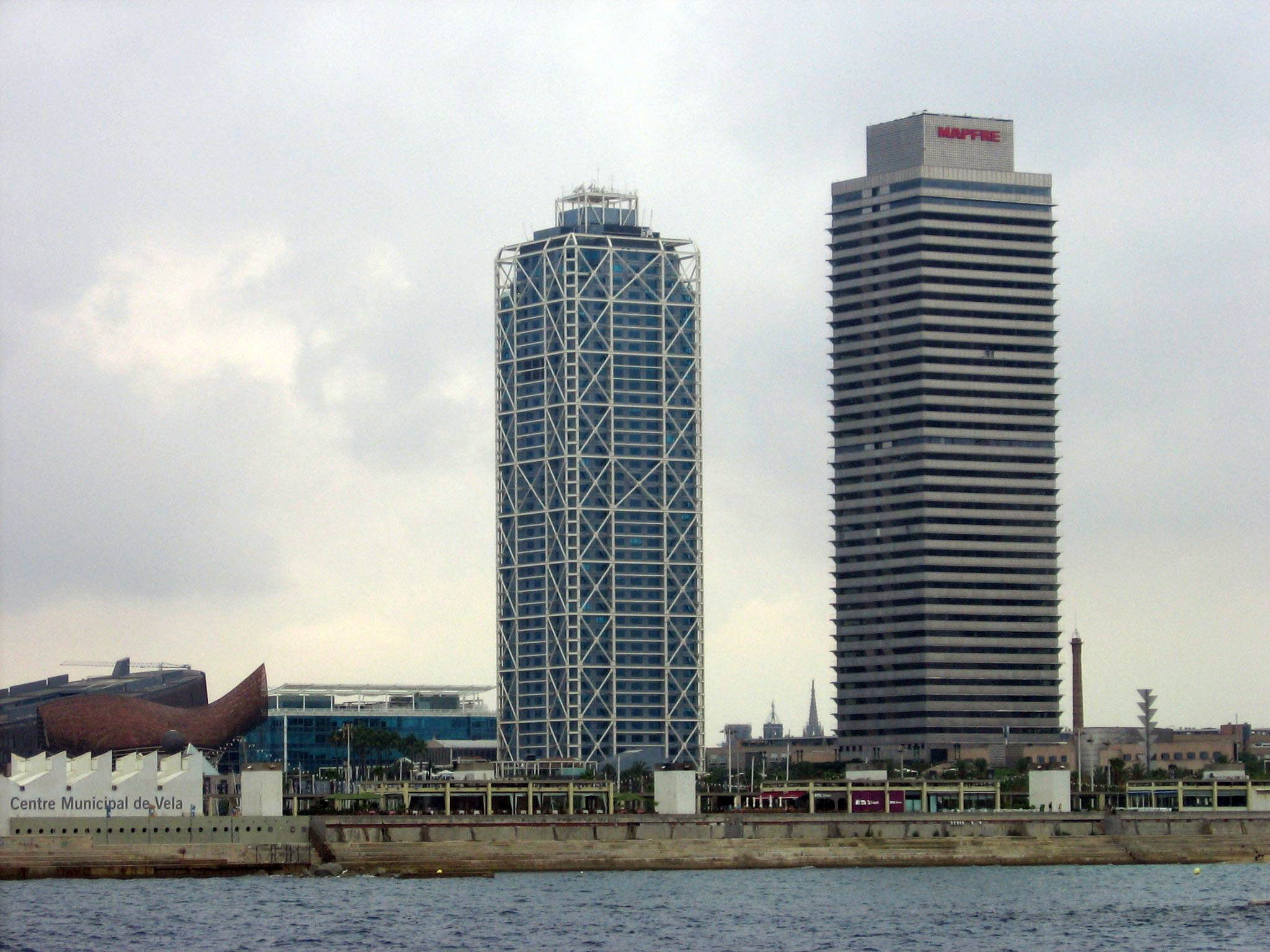
L'Hotel Arts i la Torre Mapfre, els dos gratacels de la Vila Olímpica que van canviar la fisonomia de Barcelona.

Una altra àrea d'actuació va ser el barri de la Vall d'Hebron, ordenat segons un projecte d'Eduard Bru (1989-1991), que conjuminava zones verdes amb equipaments esportius. En aquesta zona es va emplaçar la Vila Olímpica de Premsa (1989-1991), obra de Carles Ferrater.
Els Jocs Olímpics van comportar igualment un procés de creació de nous parcs i jardins, com els parcs del Mirador del Migdia, el del Poblenou, el de Carles I i tres dissenyats per l'equip Martorell-Bohigas-Mackay: el parc de les Cascades, el del Port Olímpic i el de Nova Icària.

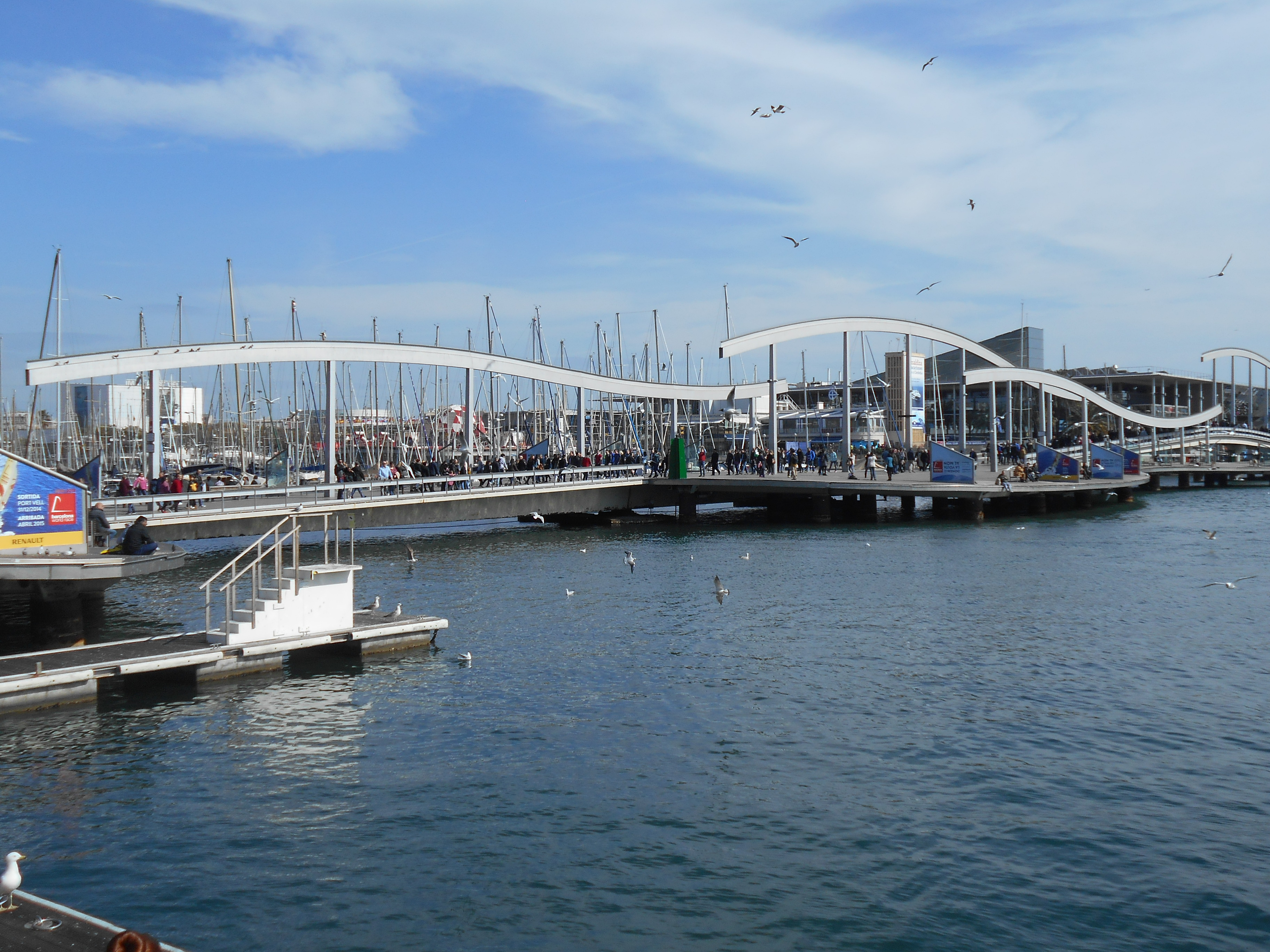
Pont de la Rambla de Mar (1990-1995), d'Helio Piñón i Albert Viaplana.

Amb motiu dels Jocs es va remodelar també el port vell, amb un projecte de Jordi Henrich i Olga Tarrasó. El nou espai es va dedicar a l'oci, amb la creació del centre lúdic Maremàgnum, unit a terra per la rambla de Mar, un pont pivotant dissenyat per Helio Piñón i Albert Viaplana. Per a l'esdeveniment es va instituir també un Pla de Costes amb vista a la regeneració de les platges de la ciutat, bastant erosionades fins llavors, i que van ser renovades totalment i guanyades per al gaudi dels ciutadans. Platges com les de Sant Sebastià, la Barceloneta, Nova Icària, Bogatell, Mar Bella i Nova Mar Bella van ser netejades i emplenades de sorra del fons marí, es van construir depuradores en els rius Besòs i Llobregat i es van col·locar esculls submarins per afavorir la flora i la fauna. D'altra banda, el riu Llobregat va ser desviat en el seu tram final 2,5 km al sud, amb el qual es va poder ampliar el port en aquesta direcció.
Una altra actuació urbanística va ser el Pla Central del Raval, que va suposar l'enderroc de cinc illes de cases (incloent-hi tres edificis modernistes) per l'obertura de la rambla del Raval, i l'adequació de l'entorn de la plaça dels Àngels com a centre cultural, on es van situar el Centre de Cultura Contemporània de Barcelona (1990-1993) i el Museu d'Art Contemporani de Barcelona (1987-1996).

Els Jocs també van comportar un avanç en el sector tecnològic, amb noves infraestructures especialment en el sector de les telecomunicacions: es van construir les torres de comunicacions de Collserola (obra de Norman Foster) i de Montjuïc (de Santiago Calatrava), i es van instal·lar 150 km de cablejat de fibra òptica en el subsòl de la ciutat.
Cal destacar també que amb ocasió dels Jocs es va ampliar notablement l'estructura viària de la ciutat, especialment amb la creació dels cinturons de ronda, disposats en circumval·lació al llarg de tot el perímetre urbà. Realitzats entre 1989 i 1992, es van encarregar de la seva planificació general Josep Acebillo, director tècnic de l'Institut Municipal per a la Promoció Urbanística, i Alfred Morales, coordinador de transports i circulació de l'Ajuntament de Barcelona. Actualment hi ha tres cinturons: la ronda de Dalt, la ronda del Mig i la ronda del Litoral; les dues primeres circumval·len Barcelona, mentre que la ronda del Mig travessa la ciutat.

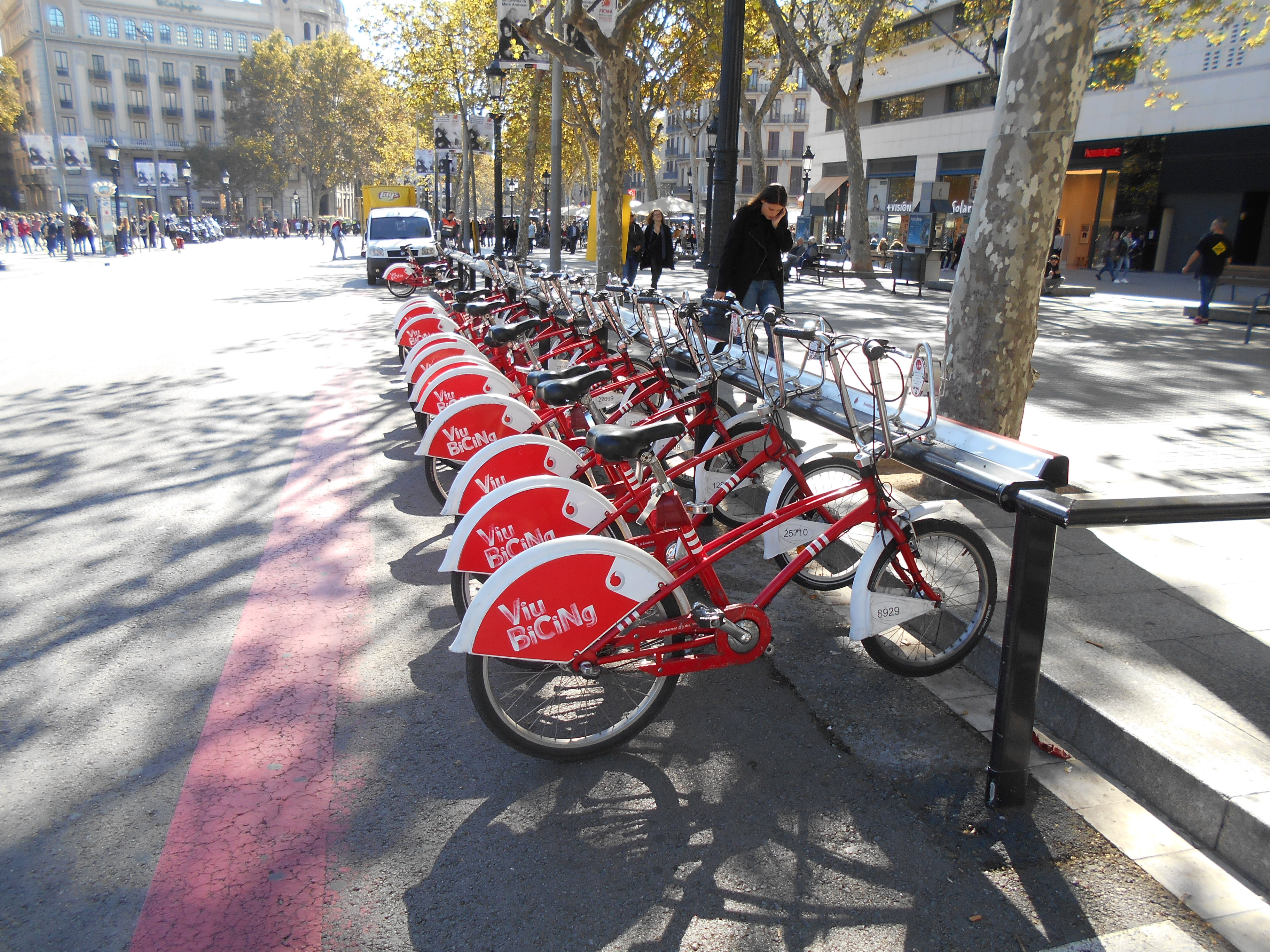
Parada de Bicing de la plaça de Catalunya.

D'altra banda, es va fer una campanya de restauració de façanes i monuments i d'adequació de parets mitgeres, anomenada Barcelona posa't guapa (1986-1992), dirigida per Josep Emili Hernández-Cros, cap del Servei de Patrimoni de l'Ajuntament.
La celebració dels Jocs va ser tot un repte per a l'urbanisme de la ciutat, i va suposar una plataforma per a una decidida actuació urbanística de caràcter estratègic, amb una perfecta sintonia entre els agents socials i econòmics, fet que va propiciar una nova projecció de la ciutat tant en l'àmbit nacional com en l'internacional, i va portar a parlar d'un «model Barcelona» com a projecte integrador de reforma urbanística que fos exportable a altres ciutats.
Els últims anys del segle van estar marcats per la cerca d'un urbanisme més sostenible i basat en criteris ecològics. Aquesta nova conscienciació es va plasmar en la cerca d'uns espais públics adaptats a l'entorn i projectats per als veïns, amb especial èmfasi en els equipaments i serveis comunitaris. Aquests criteris es van definir especialment en el Fòrum Cívic Barcelona Sostenible, celebrat el 1998. Una de les principals realitzacions durant aquests anys en ares de la sostenibilitat ha estat l'aposta per la bicicleta com a mitjà de transport més ecològic: el 1993 es va instal·lar el primer carril bici a l'avinguda Diagonal, en un tram de 3 km; des de llavors no ha parat d'augmentar l'espai destinat a bicicletes, l'ús de les quals ha estat afavorit igualment per la creació el 2007 d'una empresa municipal de lloguer de bicicletes (Bicing), amb diversos punts de parada per tota la ciutat.
El canvi de segle va veure també l'increment de projectes plurimunicipals, especialment pel que fa a infraestructures i transports, com l'ampliació del port i l'aeroport, el traçat de l'AVE i el Pla per al transport públic, o els projectes de rehabilitació dels deltes del Llobregat i el Besòs. El Pla Director d'Infraestructures (PDI) va marcar l'ampliació i millora dels transports públics, amb una xarxa de metro que abasta tota l'àrea metropolitana, la reintroducció del tramvia en els dos extrems de la Diagonal (Baix Llobregat i Besòs), i la millora de la xarxa d'autobusos.

## Segle XXI

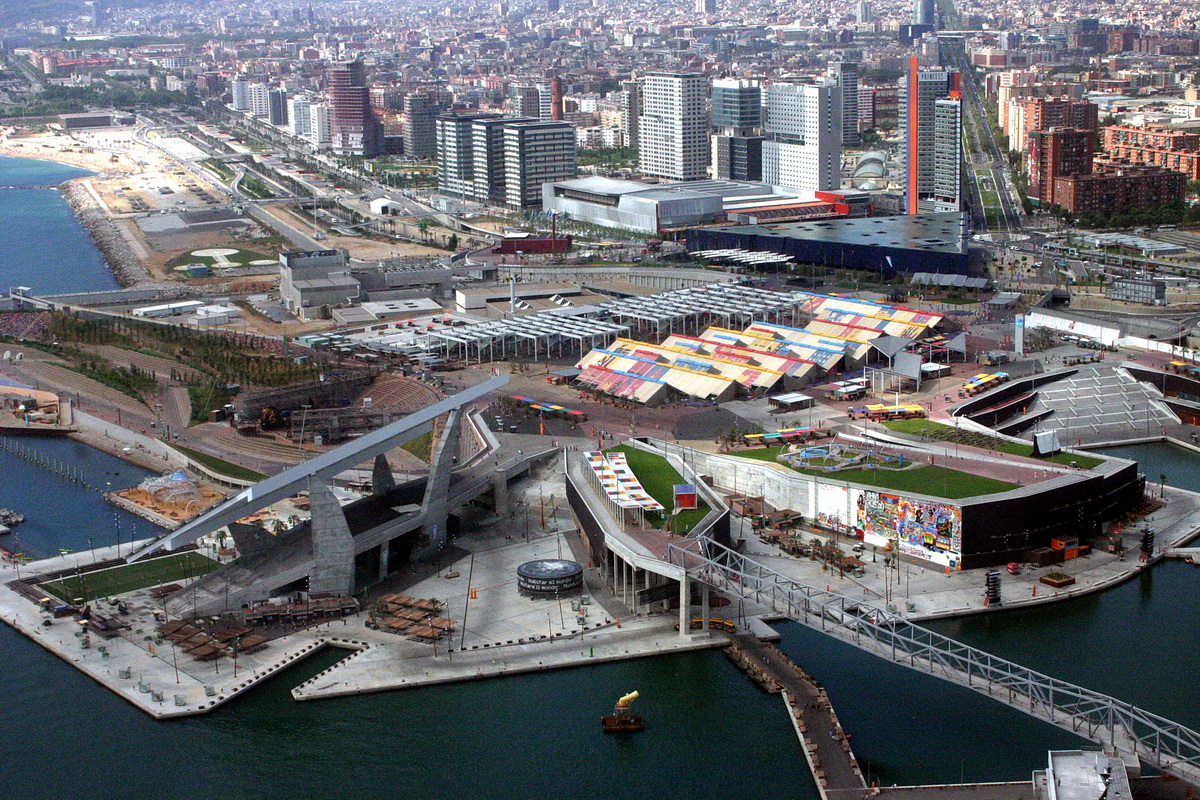
Vista aèria de la zona del Fòrum Universal de les Cultures 2004.

Amb el canvi de segle la ciutat va seguir apostant per la innovació i el disseny com a projectes de futur, al costat de l'ús de noves tecnologies i l'aposta per la sostenibilitat mediambiental. L'any 2000 es va crear el Consell Assessor d'Estratègies Urbanes, encarregat d'assistir a l'Ajuntament en temes d'urbanisme i de decisió estratègica de la ciutat i el seu entorn. Inicialment estava compost per Oriol Bohigas, Dominique Perrault, Richard Rogers, Ramon Folch, Jordi Nadal i Antoni Marí.
Un dels primers projectes urbanístics del nou mil·lenni va ser la creació del districte 22@, gràcies a una modificació del Pla General Metropolità efectuada l'any 2000. El seu objectiu és la reformulació del sòl industrial del barri del Poblenou, un sector tradicionalment industrial que a la fi del segle xx va entrar en certa decadència a causa del trasllat de la majoria d'empreses a terrenys fora de la ciutat. Es va potenciar llavors la conservació del teixit productiu empresarial de la zona, apostant per empreses dedicades a les noves tecnologies, d'acord amb l'àmbit privat i les activitats quotidianes de la zona. L'àrea d'actuació és de 115 ha, fet que la va convertir en una de les zones de major renovació urbana de l'Europa de començaments del segle xxi.

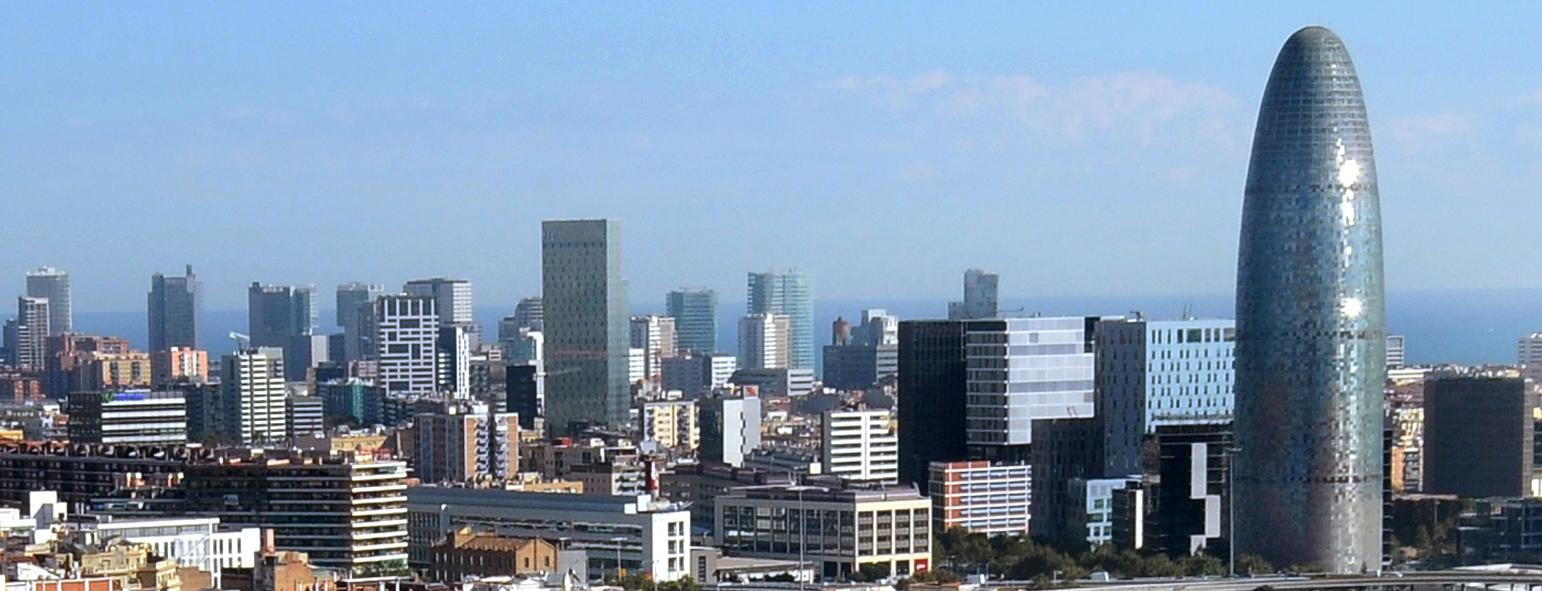
El districte 22@.

Un dels esdeveniments més destacats del nou mil·lenni va ser la celebració del Fòrum Universal de les Cultures 2004, que va permetre nous canvis urbanístics a la ciutat: es va recuperar tota la zona del Besòs, fins aleshores poblada d'antigues fàbriques en desús, es va regenerar tot el barri del Poblenou i es va construir el nou barri de Diagonal Mar, al mateix temps que es va dotar a la ciutat de nous parcs i espais per a l'oci dels ciutadans. El recinte va ser projectat per Elies Torres i José Antonio Martínez Lapeña, del que destaca una esplanada polivalent de 16 ha culminat en un dels seus extrems per una gran placa fotovoltaica, que es va convertir en un dels emblemes de l'esdeveniment.
L'urbanisme del nou mil·lenni ha reforçat l'estructura de retícula polinuclear impulsada des dels anys 1990, fet que ha afavorit l'aparició de nous nuclis urbans com el Fòrum, el 22@ i La Sagrera. El 2025 es va inaugurar la nova plaça de les Glòries Catalanes després de diversos anys d'obres, en la que es va soterrar el trànsit i es va instal·lar un nou parc per a gaudi de la ciutadania.

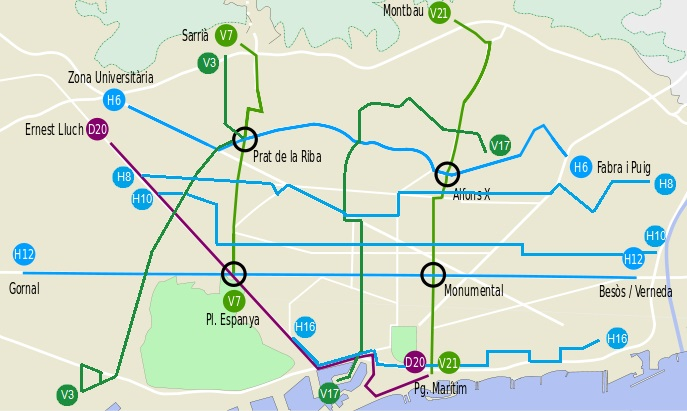
Mapa de les línies de la Xarxa Ortogonal d'Autobusos de Barcelona, una vegada implantada la fase 2 al novembre de 2013.

Les comunicacions han millorat amb l'arribada de l'alta velocitat, que uneix la capital catalana amb Madrid i amb París; està en projecte la línia del Corredor Mediterrani, una estratègica línia de transport entre la península i el continent europeu. També s'han ampliat el port i l'aeroport del Prat, amb l'objectiu de convertir a Barcelona en el centre logístic del sud d'Europa. S'ha ampliat la xarxa de metro, amb la prolongació de diverses línies (3 i 5), i la creació d'algunes noves (9, 10 i 11), algunes de les quals totalment automatitzades. El 2012 es va iniciar una reordenació de la xarxa d'autobusos en forma ortogonal, per crear una xarxa d'autobús de trànsit ràpid. També està prevista la construcció d'un quart cinturó de ronda per millorar les comunicacions de l'àrea metropolitana, així com la connexió entre els tramvies del Baix Llobregat i del Besòs a través de l'avinguda Diagonal.
En aquests anys s'han instal·lat a la ciutat nombroses infraestructures per afavorir el trànsit per als vianants en zones altes i de difícil accés, principalment ascensors i escales mecàniques. Un clar exemple és el barri del Carmel, on a més es va produir el 2005 un esfondrament a causa de les obres de prolongació de la línia 5 del metro, que va provocar l'enderrocament de diversos immobles i el reallotjament de centenars de veïns. A causa d'això, la Generalitat va declarar El Carmel com a Àrea Extraordinària de Rehabilitació Integral (AERI), amb un programa d'intervenció i de foment d'obres públiques, rehabilitació d'edificis i millora d'equipaments públics.
Pel que fa a espais verds, entre els darrers realitzats cal esmentar: el parc Central de Nou Barris (1997-2007), de Carme Fiol i Andreu Arriola, el qual va rebre el 2007 el premi d'arquitectura International Urban Landscape Award a Frankfurt (Alemanya); el Parc de Diagonal Mar (1999-2002), d'Enric Miralles i Benedetta Tagliabue, un parc de disseny modern on destaca la presència de l'aigua; i el parc del Centre del Poblenou (2008), de Jean Nouvel, dividit en diversos espais temàtics, de disseny avantguardista. El 2016 es va obrir el primer gran parc per a gossos, un espai de 700m² situat al districte de Nou Barris, que compta amb un abeurador i elements de joc per als animals de companyia.
Un nou impuls per a l'urbanisme es va iniciar el 2015 amb l'inici de la redacció del nou Pla director urbanístic (PDU) de l'Àrea Metropolitana de Barcelona, l'aprovació del qual està prevista per a 2021. El PDU ha de complementar el Pla General Metropolità de 1976 de cara a impulsar la transformació urbana i social de l'àrea metropolitana de la capital catalana, composta per 36 municipis i 3,5 milions d'habitants. Entre els objectius del nou pla figuren: classificar el sòl metropolità i fixar els seus criteris d'urbanització, establir una normativa d'edificació, delimitar els àmbits de transformació urbanística i el seu desenvolupament sostenible, preservar el medi ambient, respectar els terrenys forestals i agrícoles, i garantir una correcta mobilitat de les persones i els transports. Segons Ramon Torra, gerent de l'Àrea Metropolitana de Barcelona, «el PDU té davant seu dos objectius conceptuals: la definició d'un model urbanístic metropolità que integri la diversitat actual, ecològicament sostenible, econòmicament eficient i socialment cohesionat; i els mètodes i les eines necessàries per a dur-lo a terme».
Al setembre de 2016 es va iniciar una prova pilot per a l'adequació de certs conjunts d'illes de la ciutat com a «superilles», uns espais intermedis entre l'illa i el barri, amb trànsit de vehicles restringit per potenciar el pas dels vianants, la circulació de bicicletes i el transport públic, guanyant a més espais destinats a l'oci i els equipaments públics. La primera prova es va fer en un conjunt de nou illes al Poblenou, on es van canviar els senyals verticals i horitzontals per assenyalar la zona. El tràfic està prohibit en línia recta, per la qual cosa els vehicles solament poden girar en les interseccions, i es limita a 10 km/h. Això deixa lliure l'espai interior entre illes, que serà aprofitat per a espais públics, i per això s'ha organitzat un concurs d'idees entre estudiants d'arquitectura.
Després d'aquesta prova pilot, el 2020 es va iniciar una nova fase de creació de superilles al districte de l'Eixample, amb l'objectiu d'establir 42 nous eixos i places verdes en un termini de deu anys, fins al 2030. El primer eix d'actuació seria el carrer Consell de Cent, on es preveu la creació de quatre noves àgores a Rocafort, Borrell, Enric Granados i Girona. Segons la previsió, un de cada tres carrers de l'Eixample donaria prioritat a la peatonització i el transport públic i sostenible. En diferència amb les proves pilot, ara s'actua per eixos en comptes de blocs, amb la creació subsegüent de noves places als eixos d'intersecció. El trànsit privat estarà restringit a residents, amb una velocitat màxima de 10 km/h. Per a aquestes actuacions està previst un pressupost de 37,8 milions d'euros. L'inici de les obres està previst per al 2022. Aquests canvis busquen el compliment dels objectius de desenvolupament sostenible (ODS) impulsats per l'Organització de Nacions Unides.
La pandèmia de COVID-19 iniciada al desembre de 2019 a nivell mundial va comportar diversos canvis urbanístics a la ciutat, alguns temporals i altres que es van tornar en permanents. El 14 de març de 2020, el Govern espanyol va decretar l'entrada en vigor de l'estat d'alarma en tot el territori nacional, amb l'obligació de la ciutadania de confinar-se en els seus domicilis excepte per a serveis essencials. Per a guardar les distàncies amb l'objectiu d'evitar contagis es van habilitar nombrosos espais per al pas de vianants, guanyats a costa de les calçades de trànsit rodat. Aquestes zones es van senyalitzar amb pintura de colors segons el seu ús: blau per a bicicletes i groc per a vianants, unit a l'ús d'elements temporals com a pivots i blocs de formigó. En molts d'aquests espais es van habilitar zones com a terrasses per a bars i restaurants, amb l'objectiu que la clientela pogués fer consumicions a l'exterior, un espai més propici per a evitar contagis. Aquestes mesures, concebudes inicialment amb caràcter efímer, van ser definides per la regidora d'Urbanisme, Janet Sanz, com «un exemple d'urbanisme tàctic». Amb el temps, molts d'aquests canvis provisionals van passar a ser permanents, com els espais habilitats per a terrasses d'establiments d'hostaleria, que van ser regulats al setembre de 2021 mitjançant una nova ordenança que establia nous criteris de mobiliari urbà permanent, concretament set nous models de plataforma per a integrar els elements propis d'aquests establiments (taules, cadires, ombrel·les) en l'espai circumdant.